# Danh sách di sản thế giới bị đe dọa

Những thửa ruộng bậc thang tại Battir (Palestine) là một trong số những Di sản đang bị đe dọa.

Công ước di sản thế giới theo quy định của Tổ chức Giáo dục, Khoa học và Văn hóa của Liên Hợp Quốc (UNESCO) vào năm 1972 cung cấp cơ sở cho việc chỉ định và quản lý các di sản thế giới. Theo điều khoản 11.4 của Công ước UNESCO, thông qua Ủy ban Di sản Thế giới, có thể đưa các địa điểm cần được bảo tồn khẩn cấp, hoặc các địa điểm cần được "hỗ trợ theo yêu cầu" của quốc gia có di sản đó vào danh sách di sản thế giới bị đe dọa. Hành động này nhằm nâng cao nhận thức của quốc tế về mối đe dọa và khuyến khích đưa ra các biện pháp nhằm khắc phục. Các mối đe dọa đến một địa danh di sản xác định chắc chắn và được chứng minh được mối đe dọa sắp xảy ra hoặc nguy hiểm tiềm năng có thể có làm ảnh hưởng đối với di sản đó.
Trong trường hợp các di sản thiên nhiên gặp nguy hiểm được xác định bao gồm sự suy giảm nghiêm trọng của quần thể một loài  có giá trị hoặc có nguy cơ bị tuyệt chủng, hoặc suy giảm về vẻ đẹp tự nhiên hay giá trị khoa học của một tài sản của con người gây ra bởi các hoạt động như khai thác gỗ, khai thác mỏ, ô nhiễm môi trường, canh tác nông nghiệp, xây dựng công trình công cộng lớn. Xác định chắc chắn nguy hiểm cho các di sản văn hóa bao gồm: xuống cấp nghiêm trọng của vật liệu xây dựng, cấu trúc, đồ trang trí hoặc sự gắn kết kiến trúc; sự mất mát về tính xác thực lịch sử, ý nghĩa văn hóa. Mối nguy hiểm tiềm năng cho các di sản hỗn hợp bao gồm các dự án phát triển, xung đột vũ trang, hệ thống quản lý không đầy đủ hoặc những thay đổi về tính pháp lý trong việc bảo vệ di sản. Trong trường hợp của các di sản văn hóa thay đổi do khí hậu, địa chất, môi trường cũng có thể được coi là mối nguy hiểm tiềm năng.
Trước khi di sản bị đưa vào Danh sách Di sản Thế giới bị đe dọa, điều kiện của nó sẽ được đánh giá và có một chương trình để có biện pháp khắc phục thông qua hợp tác với các quốc gia thành viên của UNESCO. Quyết định cuối cùng là từ phía ủy ban di sản thế giới. Hỗ trợ tài chính từ Quỹ Di sản Thế giới được phân bổ bởi Ủy ban đối với di sản bị đe dọa được liệt kê. Tình trạng bảo tồn được xem xét trên cơ sở hàng năm. Tùy thuộc vào kết quả được xem xét khách quan, Ủy ban có thể yêu cầu các biện pháp bổ sung hoặc đưa các di sản ra khỏi danh sách nếu các mối đe dọa đã không còn tồn tại hoặc có thể xem xét xoá tên khỏi Danh sách các di sản thế giới nguy hiểm và Danh sách Di sản Thế giới. Ba di sản thế giới (cũ), Thung lũng Elbe ở Dresden và Thành phố cảng Liverpool đã bị hủy bỏ niêm yết đưa ra khỏi danh sách Di sản thế giới sau khi di sản này bị đưa vào Danh sách di sản thế giới bị đe dọa, trong khi Khu bảo tồn linh dương Ả Rập đã trực tiếp bị huỷ bỏ niêm yết, đưa ra khỏi danh sách di sản thế giới. Năm 2021, có 55 địa điểm di sản (19 di sản tự nhiên, 36 di sản văn hóa) nằm trong Danh sách di sản thế giới bị đe dọa. Hầu hết các di sản này nằm tại các nước đang phát triển ở châu Á và châu Phi. Đa số các di sản có nguy cơ tuyệt chủng tự nhiên nằm ở châu Phi. Một số di sản đã được chỉ định là Di sản thế giới và Di sản thế giới bị đe dọa trong cùng một năm, như là Các xưởng diêm tiêu Humberstone và Santa Laura (2005), Nhà thờ Giáng Sinh (2012), Cảnh văn hóa của miền Nam Jerusalem, Battir (2014), Phế tích Nan Madol (2016) và mới nhất là Cảnh quan khai mỏ Rosia Montana (2021).
Trong khi một số di sản bị đe dọa đã làm rất tốt và có những nỗ lực bảo tồn, kết quả là tạo ra một sự phát triển tích cực của một số địa danh di sản như Galápagos hay Yellowstone. Một số quốc gia và các bên liên quan của Di sản thế giới đã đặt câu hỏi về thẩm quyền của Ủy ban khi tuyên bố một di sản bị đe dọa mà không có sự đồng ý của họ. Cho đến khi UNESCO thiết lập một tiền lệ vào năm 1992 đặt một số địa danh trong danh sách di sản bị đe dọa chống lại quan điểm của họ, quốc gia có di sản bị đe dọa sẽ có được gửi một chương trình về biện pháp khắc phục trước khi địa danh đó bị liệt kê trong danh sách. Liên minh Quốc tế Bảo tồn Thiên nhiên (IUCN) ghi chú rằng UNESCO đã tham khảo danh sách Di sản thế giới bị đe dọa (mà không thực sự liệt kê các địa danh đó) trong một số trường hợp mối đe dọa có thể dễ dàng được quốc gia khắc phục. IUCN cũng lưu ý rằng, một số di sản trong danh sách di sản bị đe dọa có thể dễ dàng được giải quyết từ phía chính phủ quốc gia đó. Họ cũng lập luận rằng, việc giữ một di sản bị đe dọa trong một thời gian dài nhằm giải quyết các vấn đề và tìm kiếm các cơ chế khác để bảo tồn tốt hơn.
Dưới đây là danh sách năm 2021, các Di sản thế giới do UNESCO công nhận bị đưa vào trường hợp bị đe dọa, bên cạnh tên di sản là năm nó bị đưa vào danh sách. 

## Châu Á (22)

### Afghanistan(2)
- Cảnh quan văn hóa Tượng phật ở Bamiyan (2003), bị Taliban hủy hoại nghiêm trọng năm 2001
- Tháp giáo đường ở Jam (2002)

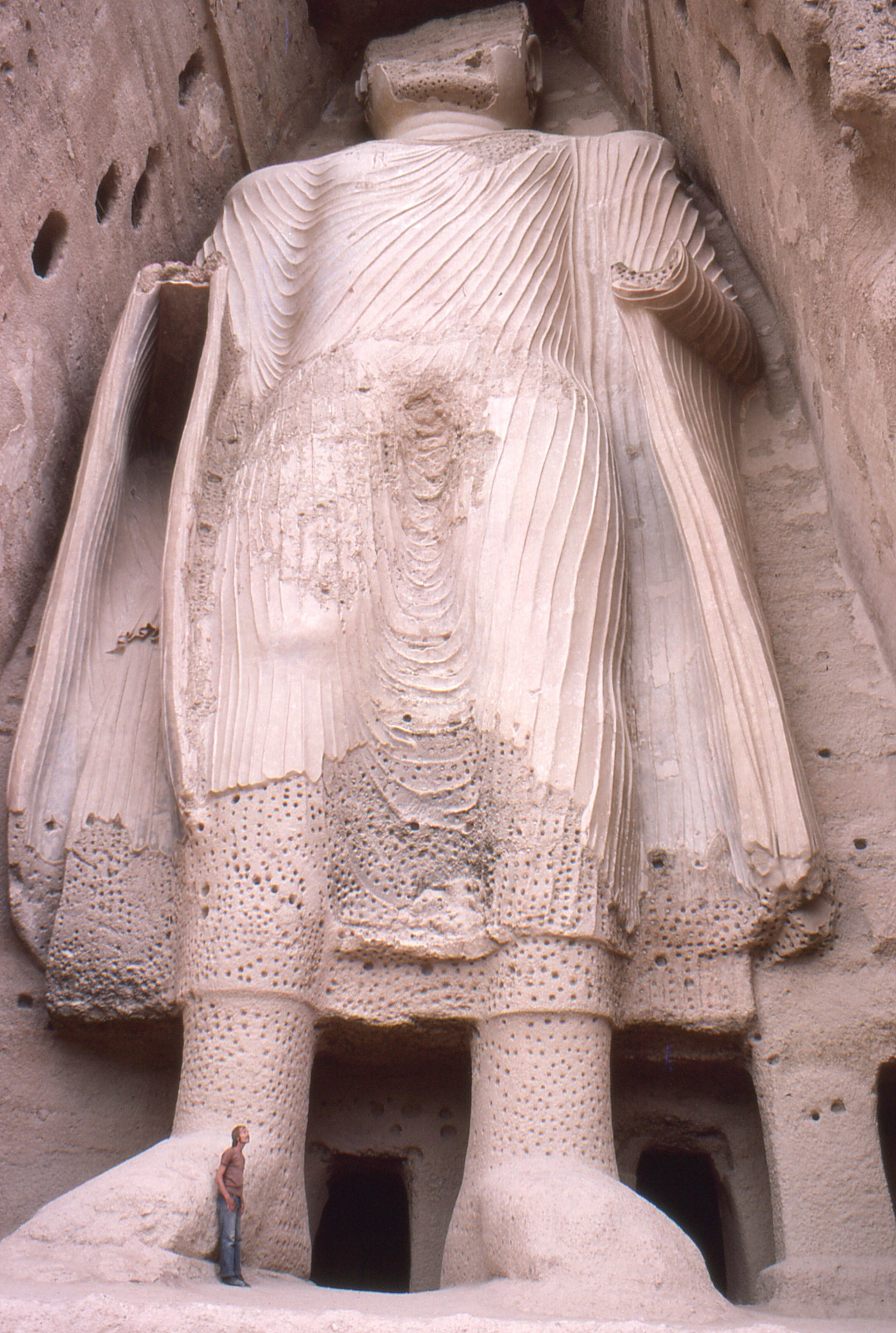
Tượng phật tại Bamiyan, 24 năm trước khi bị phá hủy.
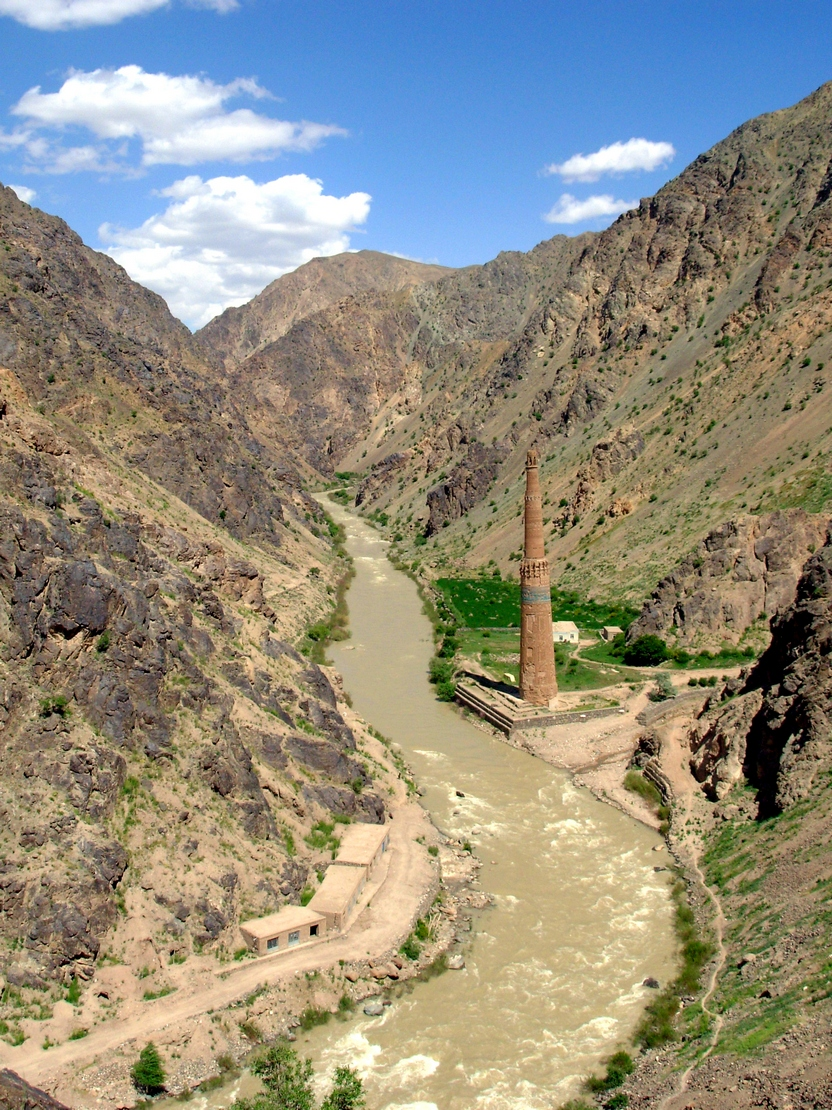
Tháp giáo đường ở Jam, chụp từ xa

### Indonesia(1)
- Di sản rừng nhiệt đới ở Sumatra (2011)

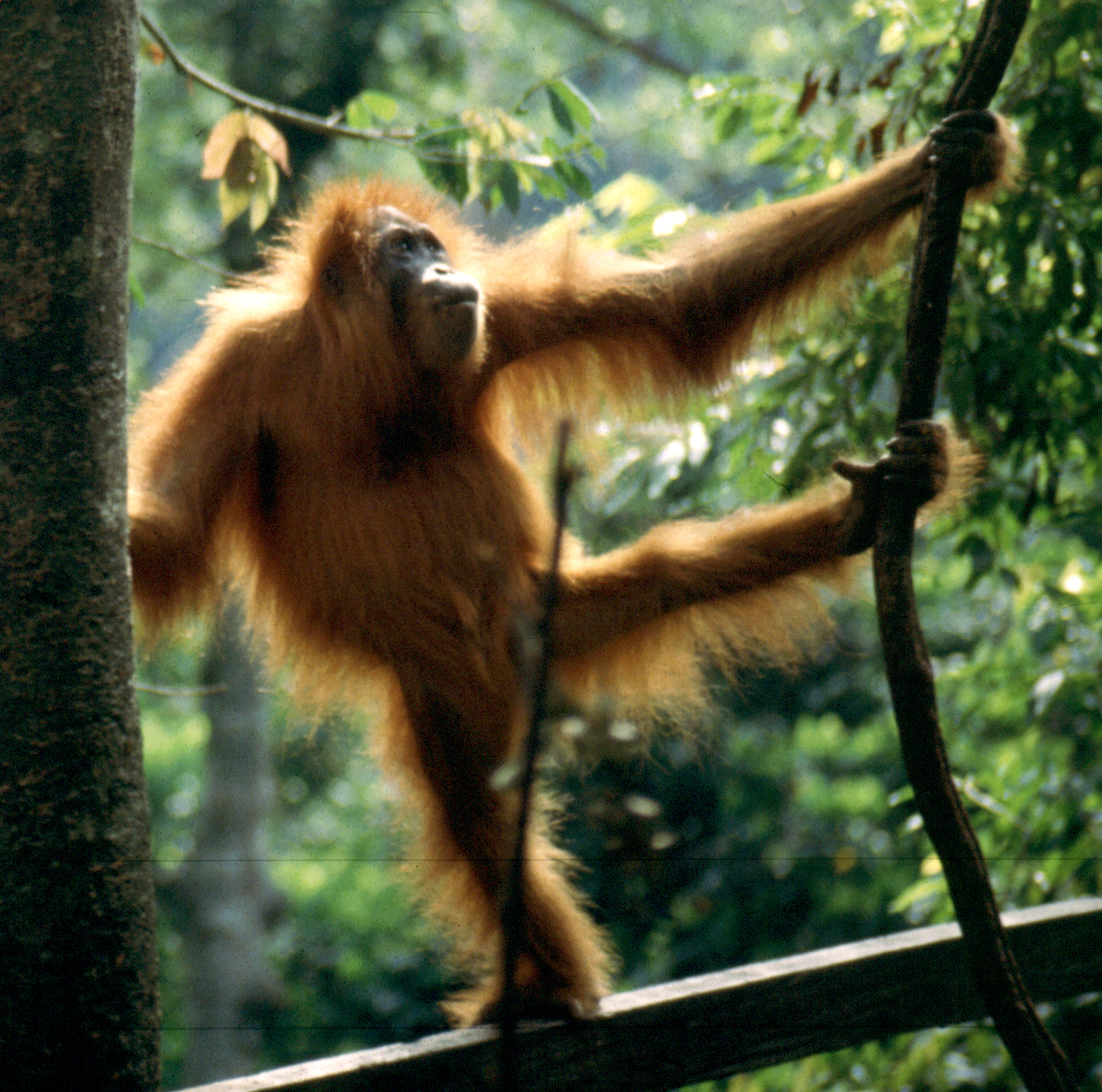
Một con đười ươi Sumatra (loại đười ươi hiện trong tình trạng cực kỳ nguy cấp) tại Di sản rừng nhiệt đới ở Sumatra.

### Iraq(3)
- Assur (2003)
- Thành phố khảo cổ Samarra (2007)
- Hatra (2015)

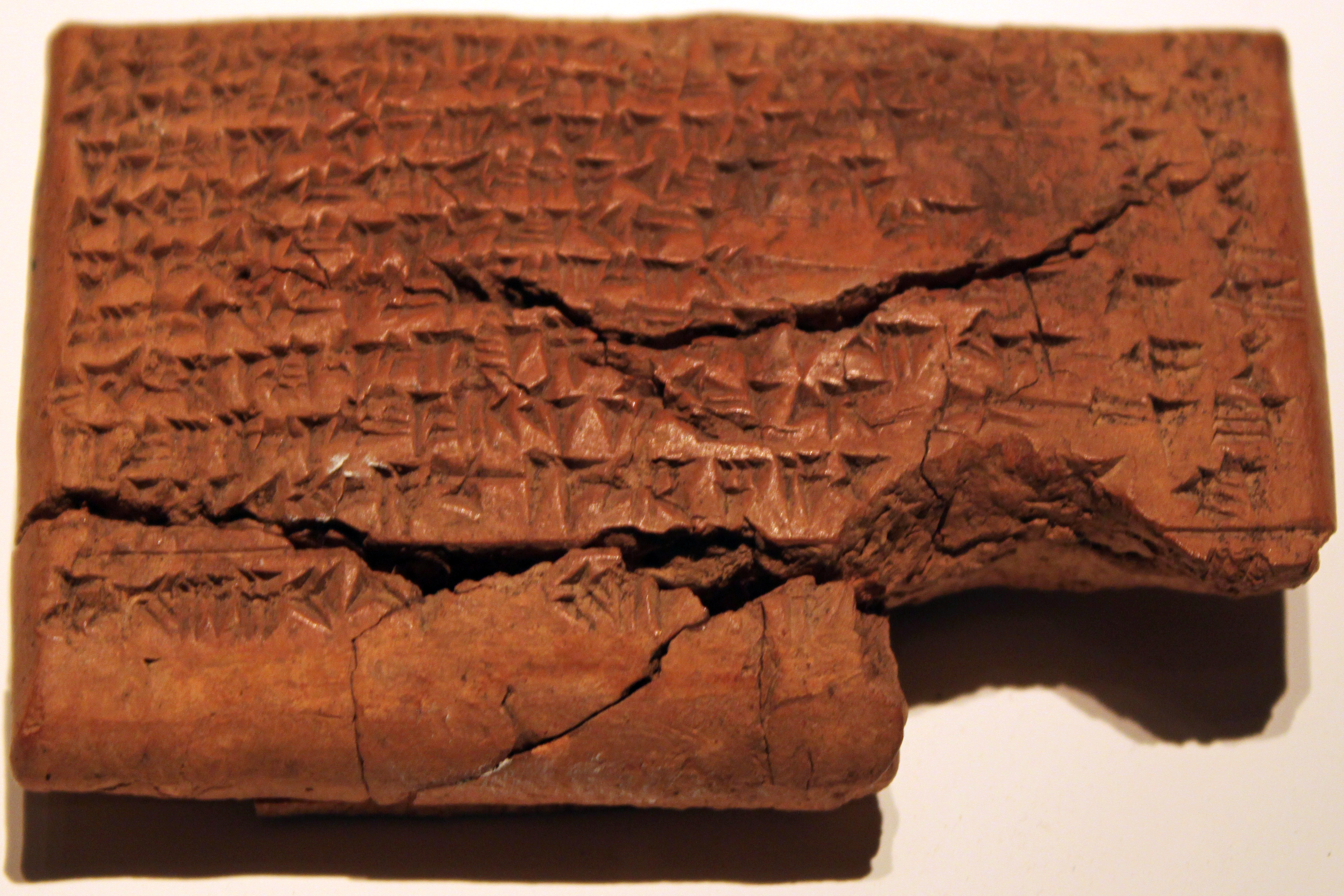
Một văn bản viết bằng các chữ cái hình nêm được tìm thấy tại Assur.
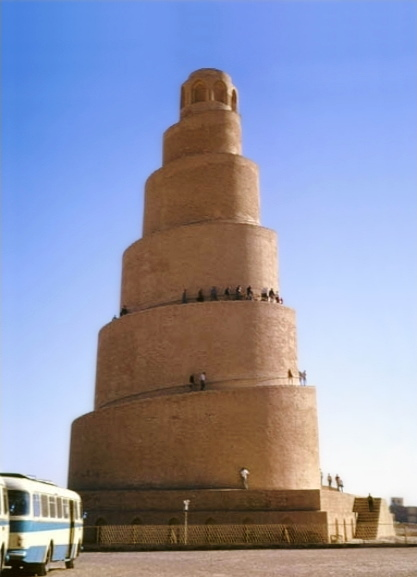
Tháp Malwiya (tháp minaret của Đại Thánh đường Hồi giáo Samarra) ở Thành phố khảo cổ Samarra.
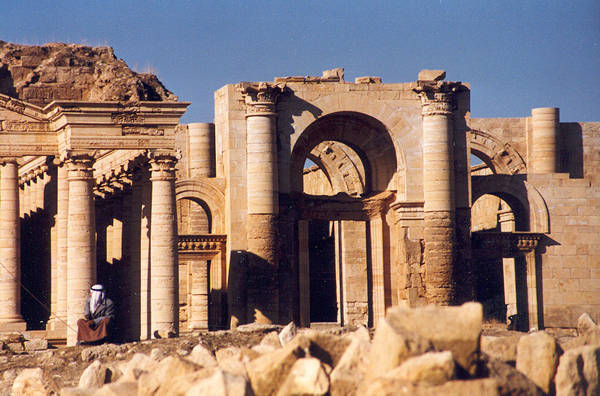
Các tàn tích Hatra bị hủy hoại bởi các nhóm vũ trang.

### Jerusalem(1)
- Thành cổ Jerusalem (1982)

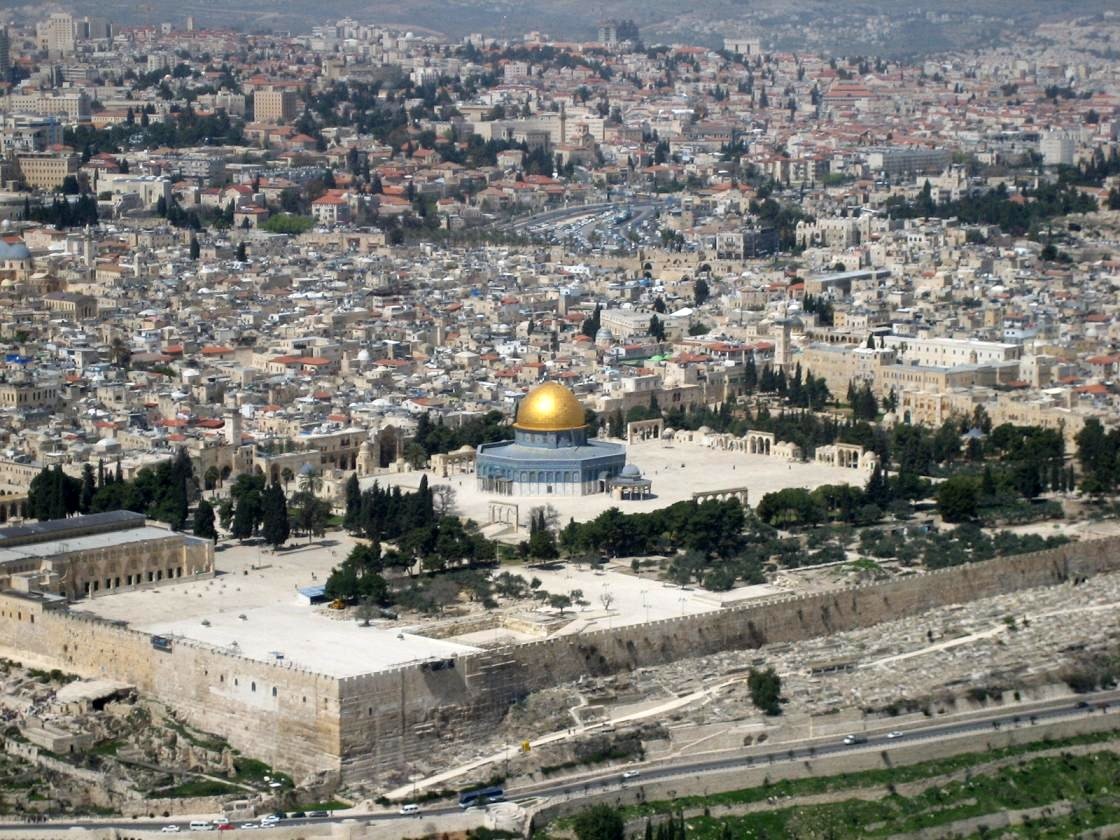
Một góc Thành cổ Jerusalem, với Núi Đền và Vòm Đá.

### Liên bang Micronesia(1)
- Nan Madol: Trung tâm nghi lễ tôn giáo Đông Micronesia (2016)

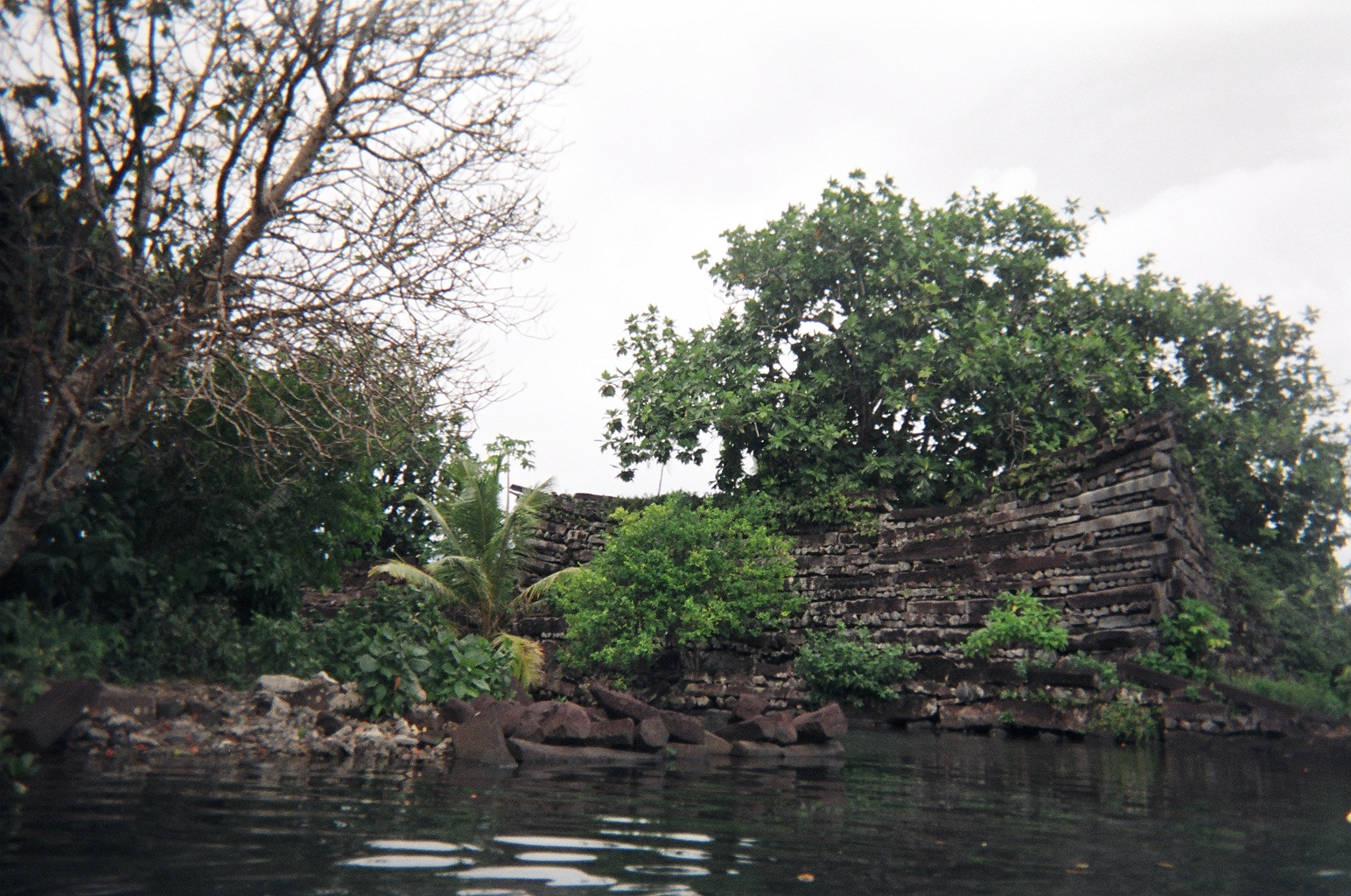
Phế tích Nan Madol

### Palestine(2)
- Palestine: Vùng đất Ô liu và rượu vang – Cảnh văn hóa của miền Nam Jerusalem, Battir (2014)
- Thị trấn cổ Hebron/Al-Khalil (2017)

Những thửa ruộng bậc thang tại Battir.
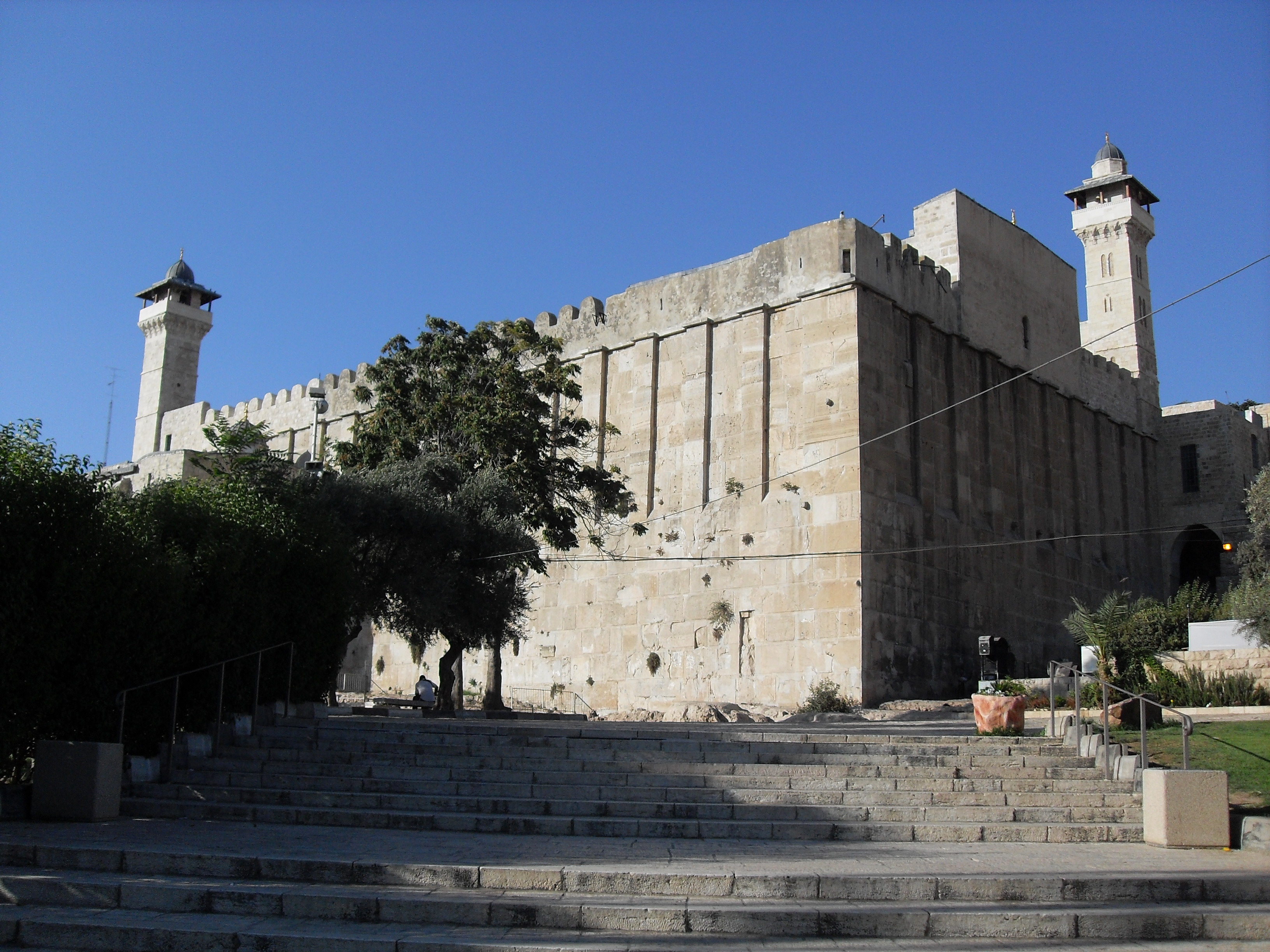
Thị trấn cổ Hebron

### Quần đảo Solomon(1)
- Đông Rennell (2013)

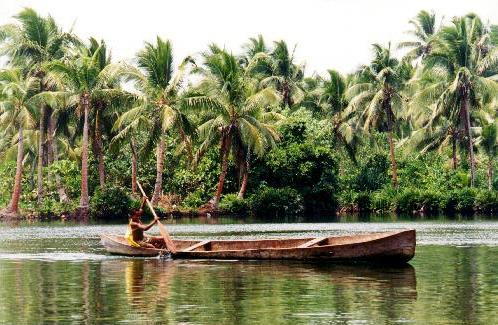
Đi thuyền tại Đông Rennell

### Syria(6)
- Thành phố cổ Damascus (2013)
- Thành phố cổ Bosra (2013)
- Khu di tích Palmyra (2013)
- Thành phố cổ Aleppo (2013)
- Pháo đài Krak des Chevaliers và Qal'at Salah El-Din (2013)
- Làng cổ đại của miền Bắc Syria (2013)

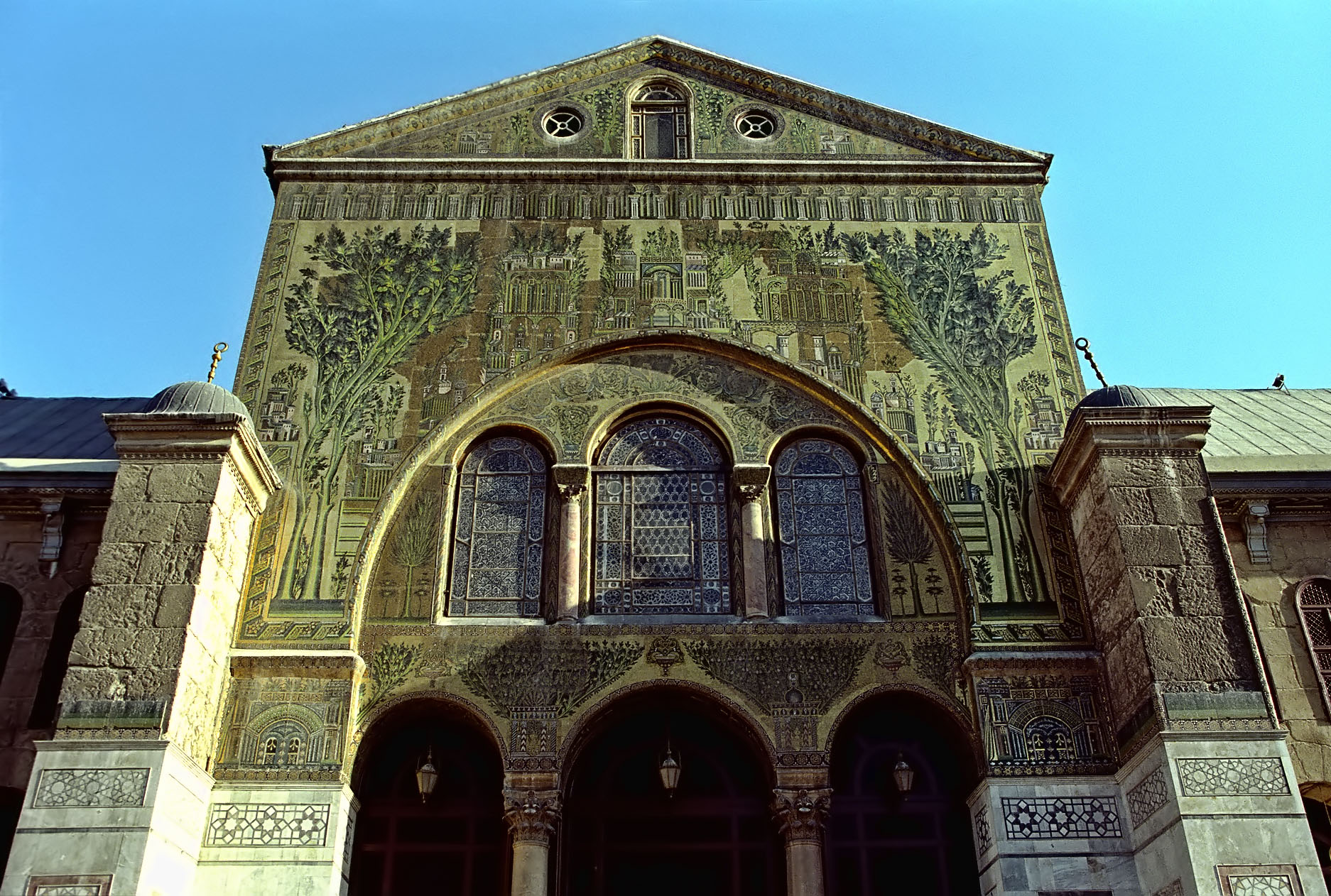
Thành phố cổ Damascus
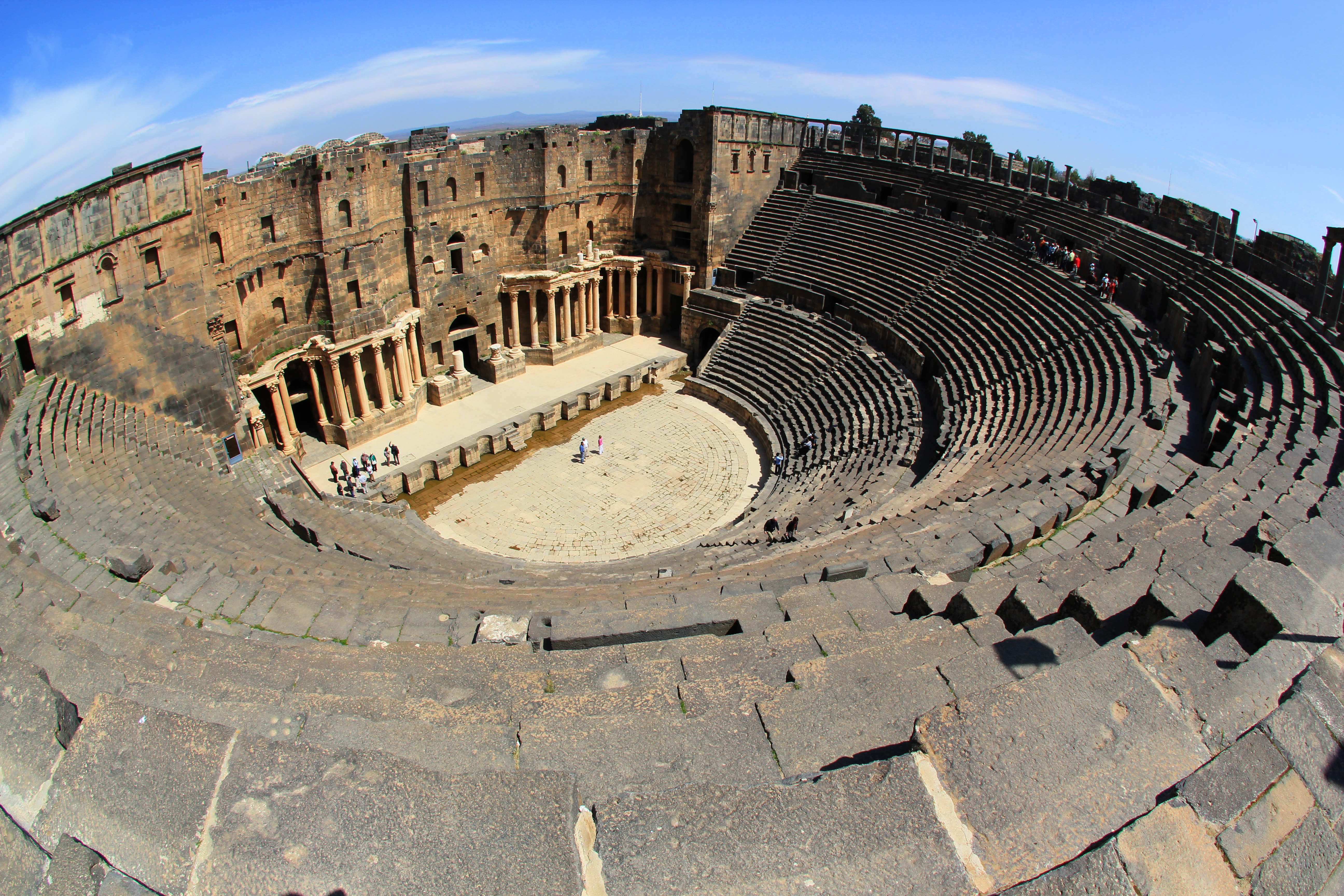
Nhà hát tại thành phố cổ Bosra
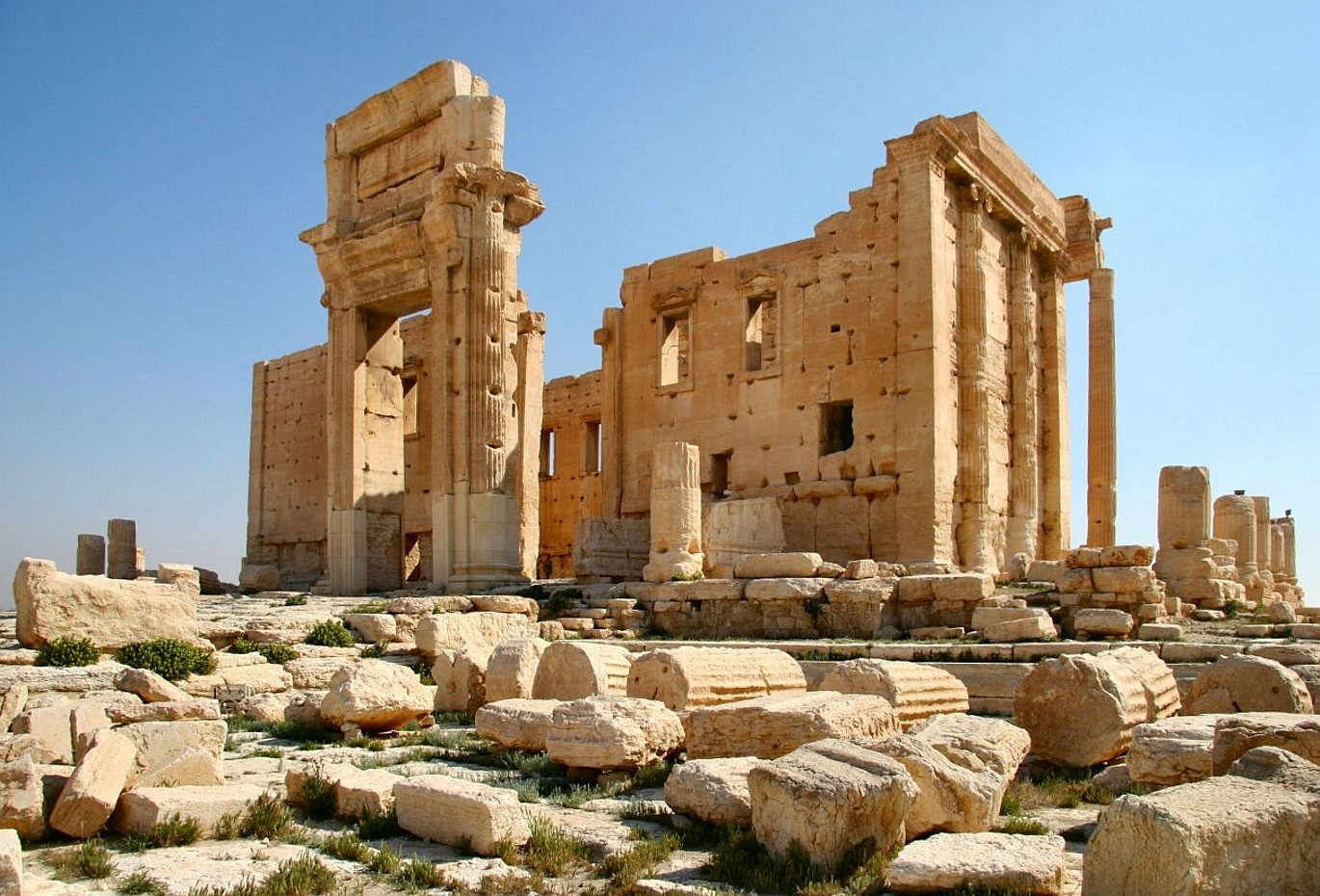
Đền thờ tại khu di tích Palmyra
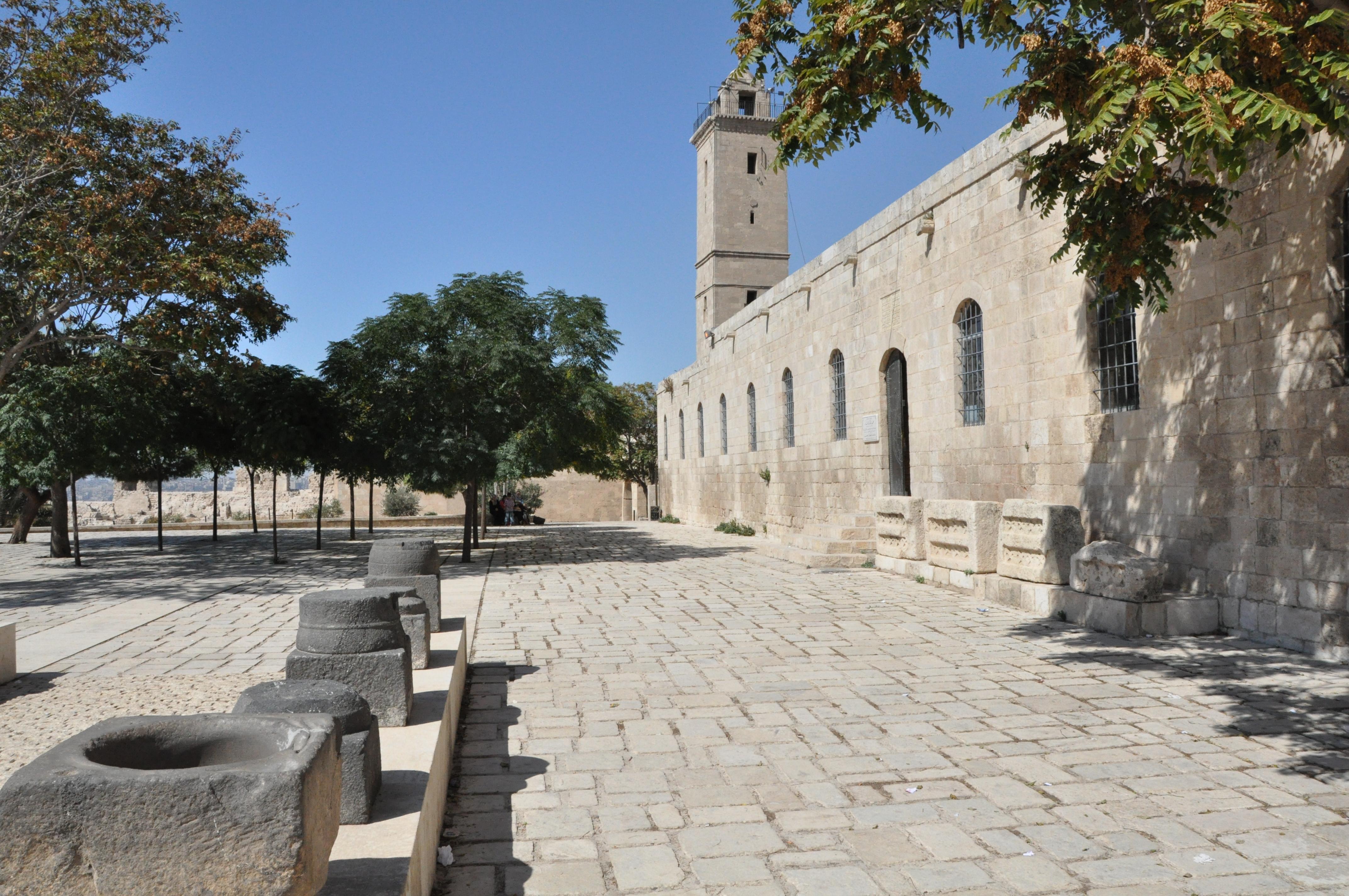
Thành trì Aleppo
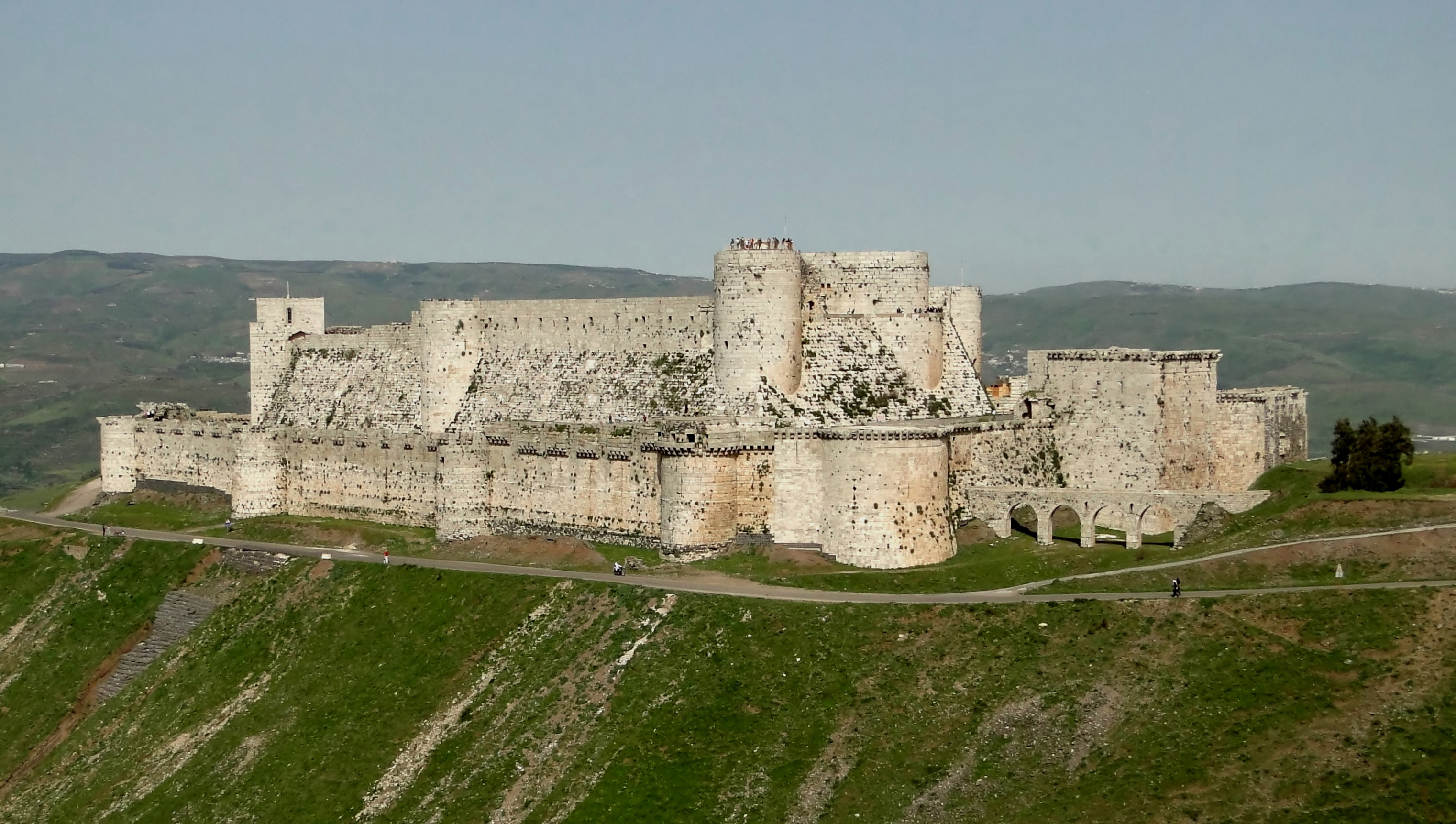
Pháo đài Krak des Chevaliers
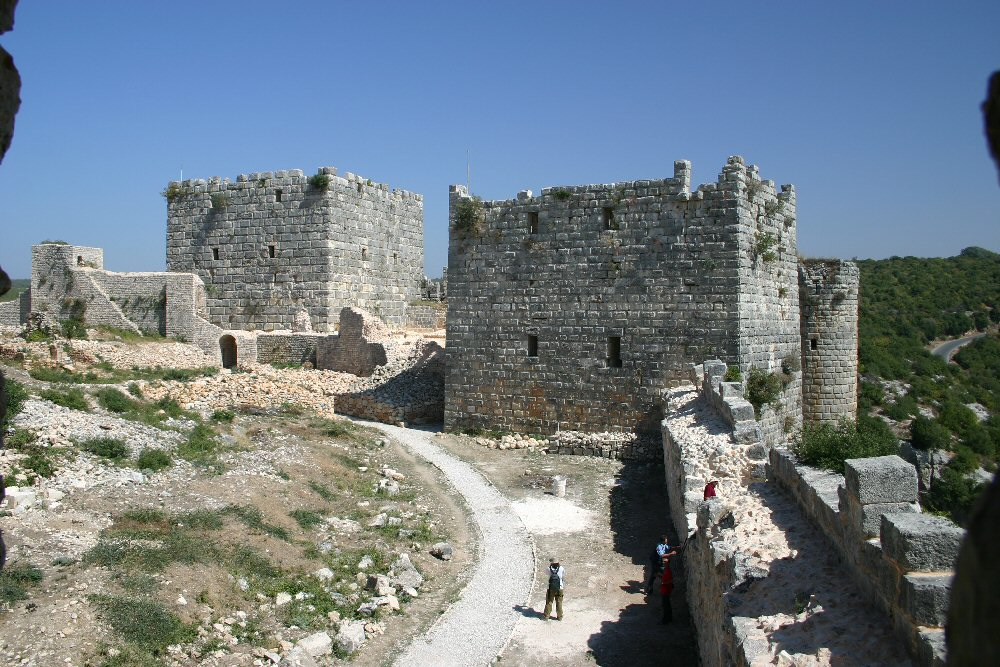
Thành trì của Saladin
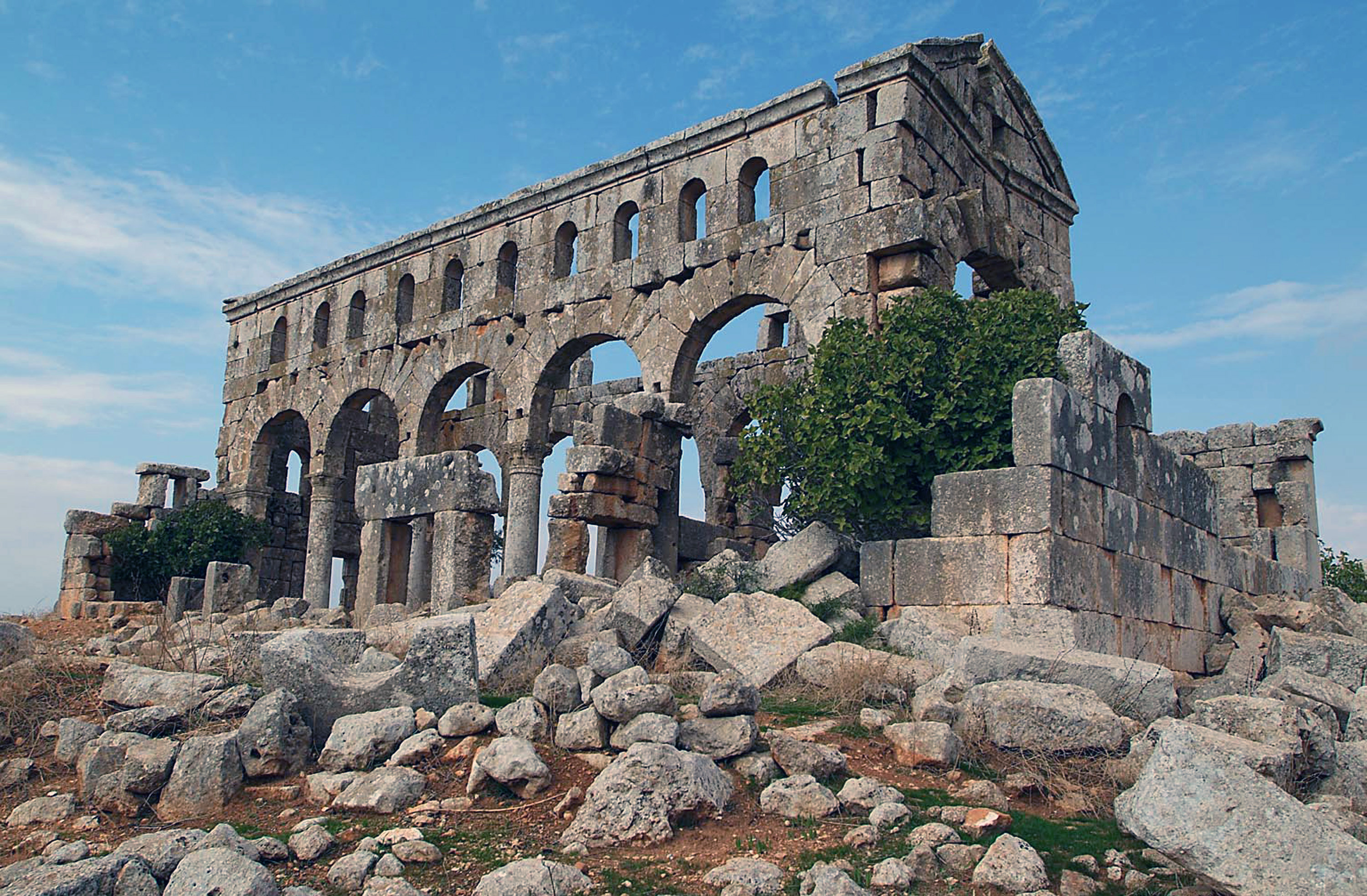
Nhà thờ cổ Kharab Shams thuộc di sản Làng cổ đại của miền Bắc Syria.
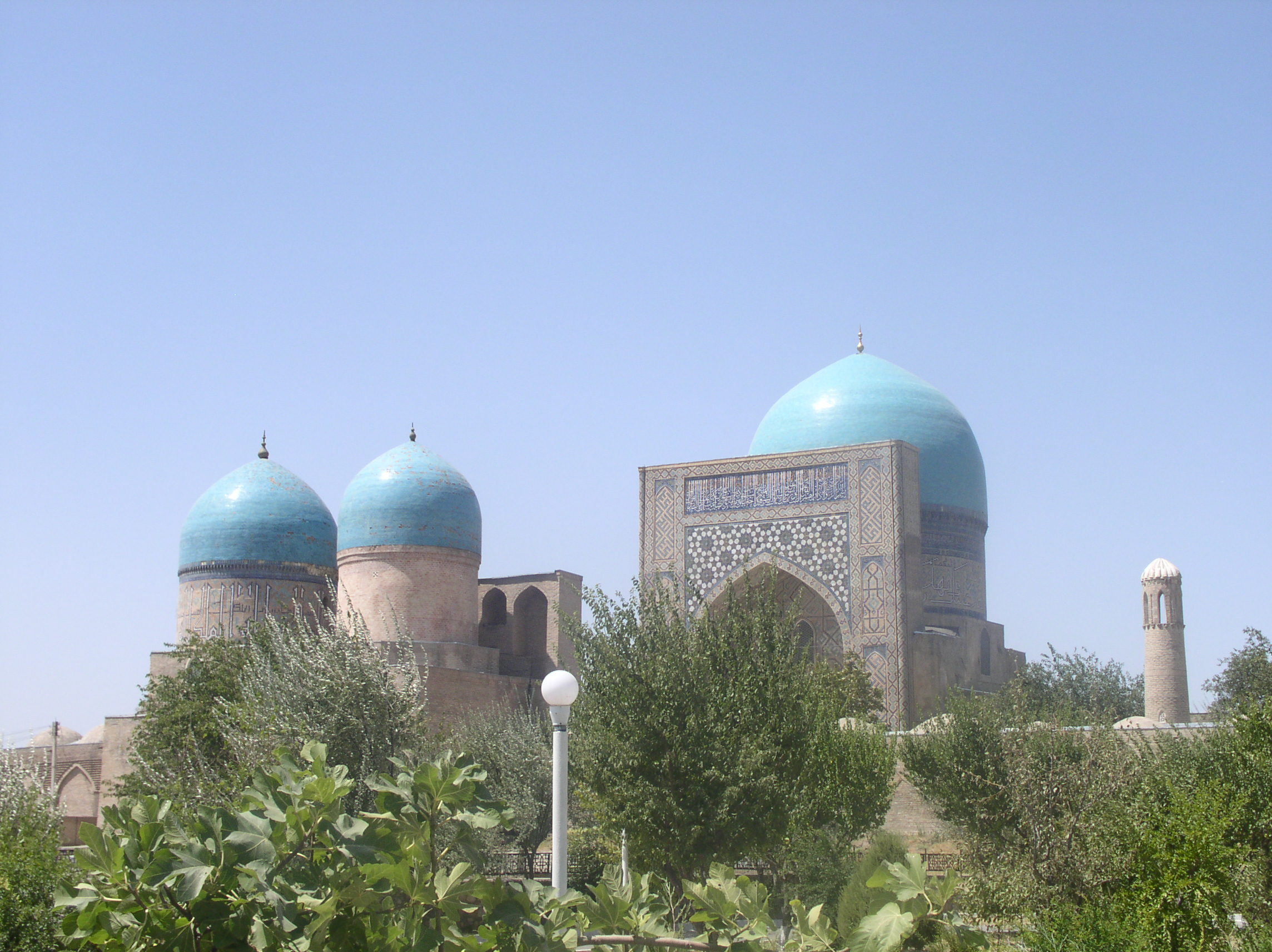
Nhà thờ Hồi giáo Kok-Gumbaz ở Shahrisabz.

### Yemen(3)
- Thành phố lịch sử Zabid (2000)
- Thành phố tường thành cổ Shibam (2015)
- Thành phố cổ Sana'a (2015)

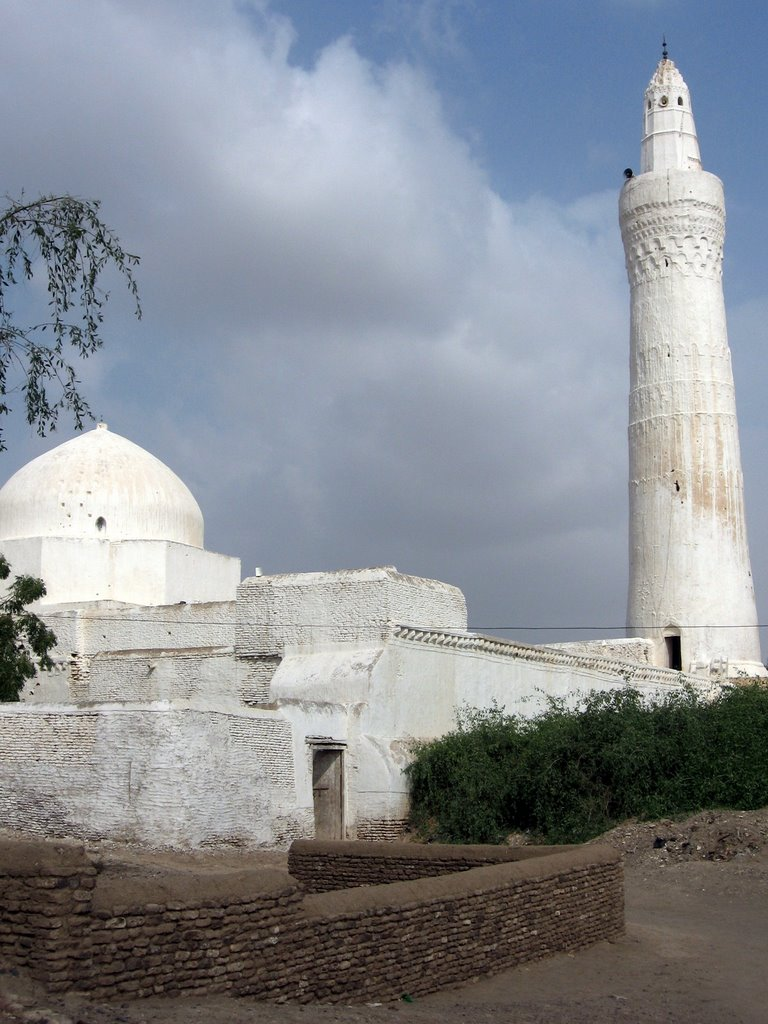
Một thánh đường tại Zabid.
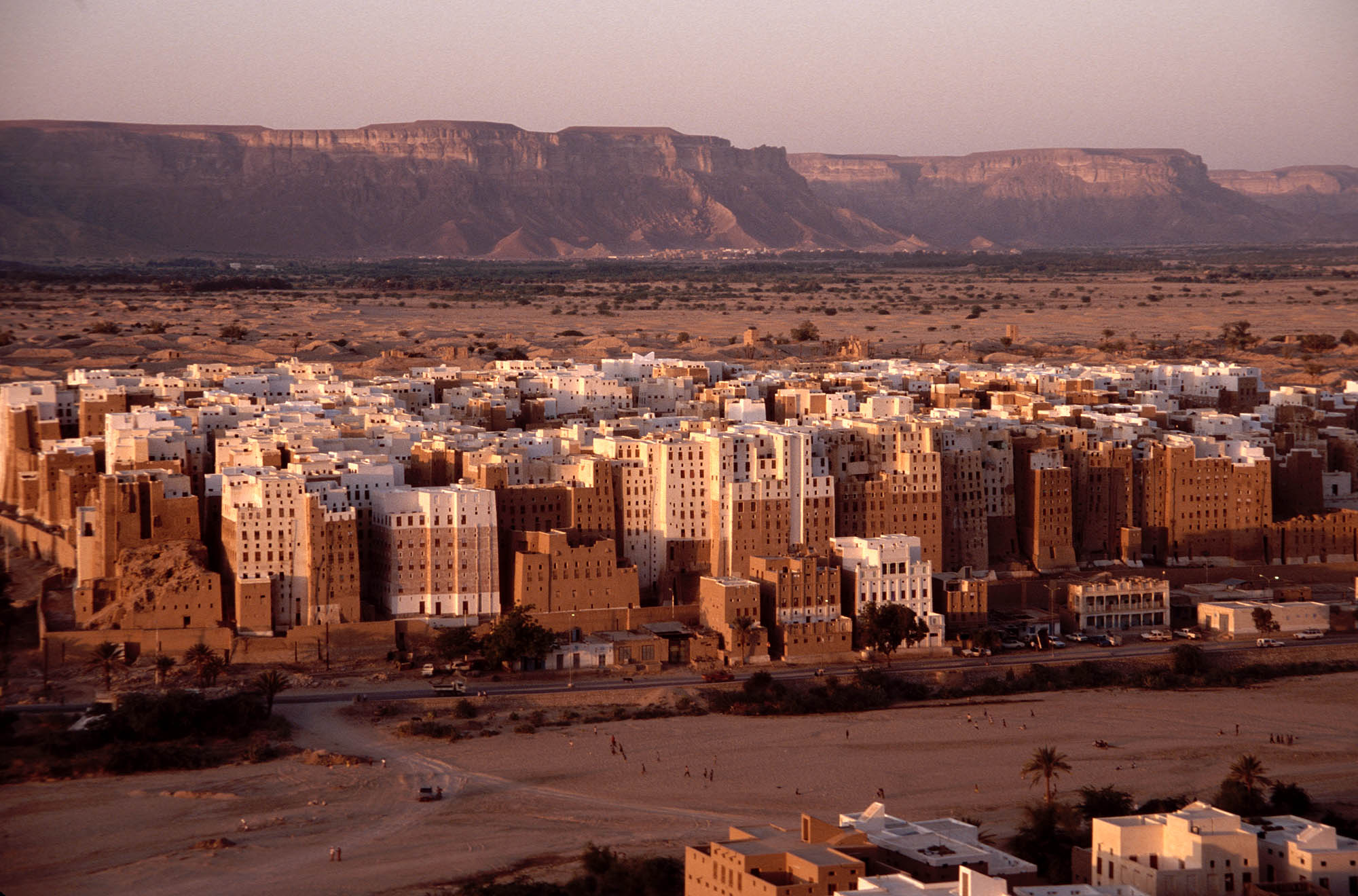
Mối đe dọa tiềm tàng từ các cuộc xung đột vũ trang gây nguy hại tới thành lũy cổ của Shibam
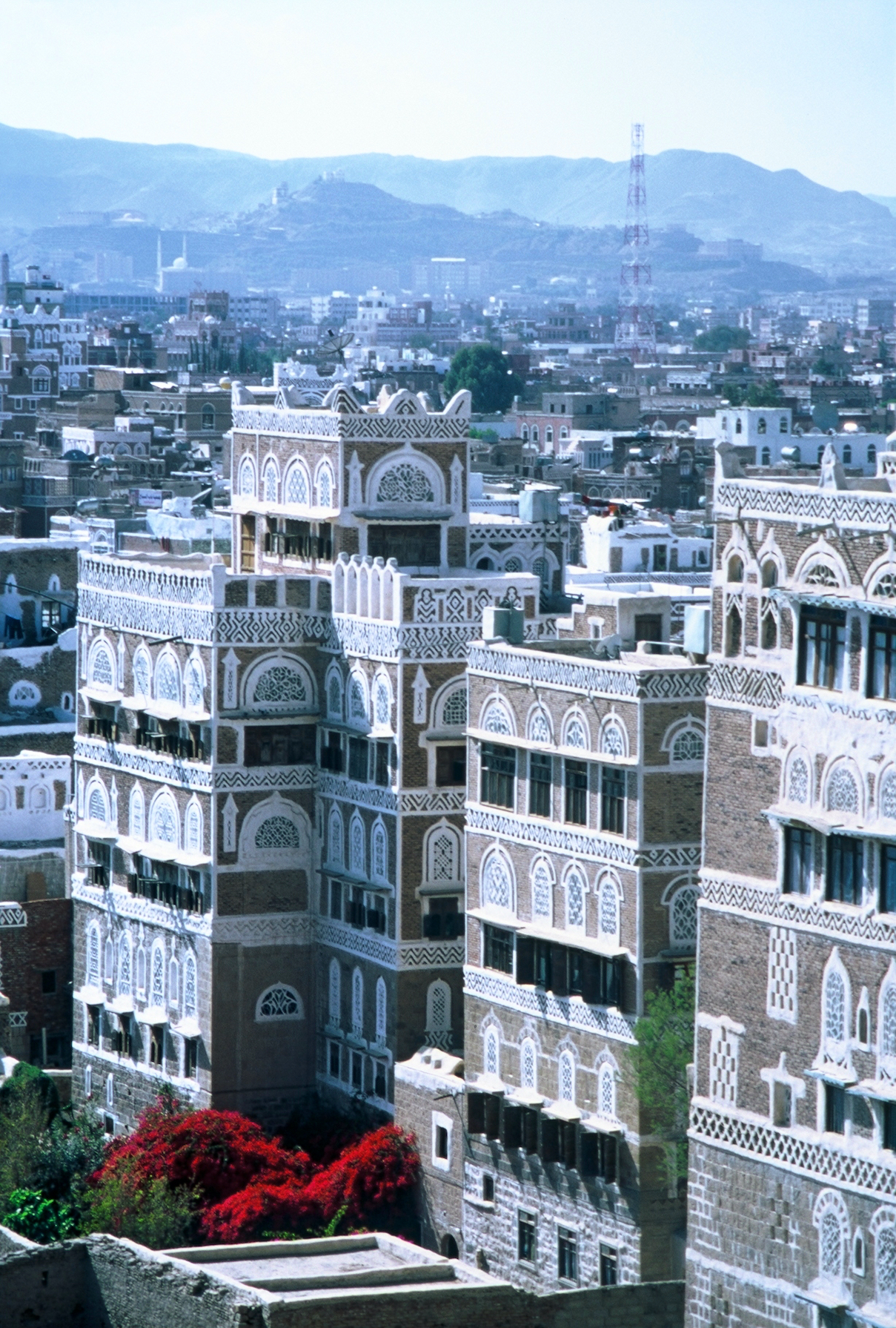
Thành phố cổ Sana'a cũng bị thiệt hại nghiêm trọng do xung đột vũ trang.

## Châu Âu (5)

### Áo(1)
Trung tâm lịch sử Viên (2017)

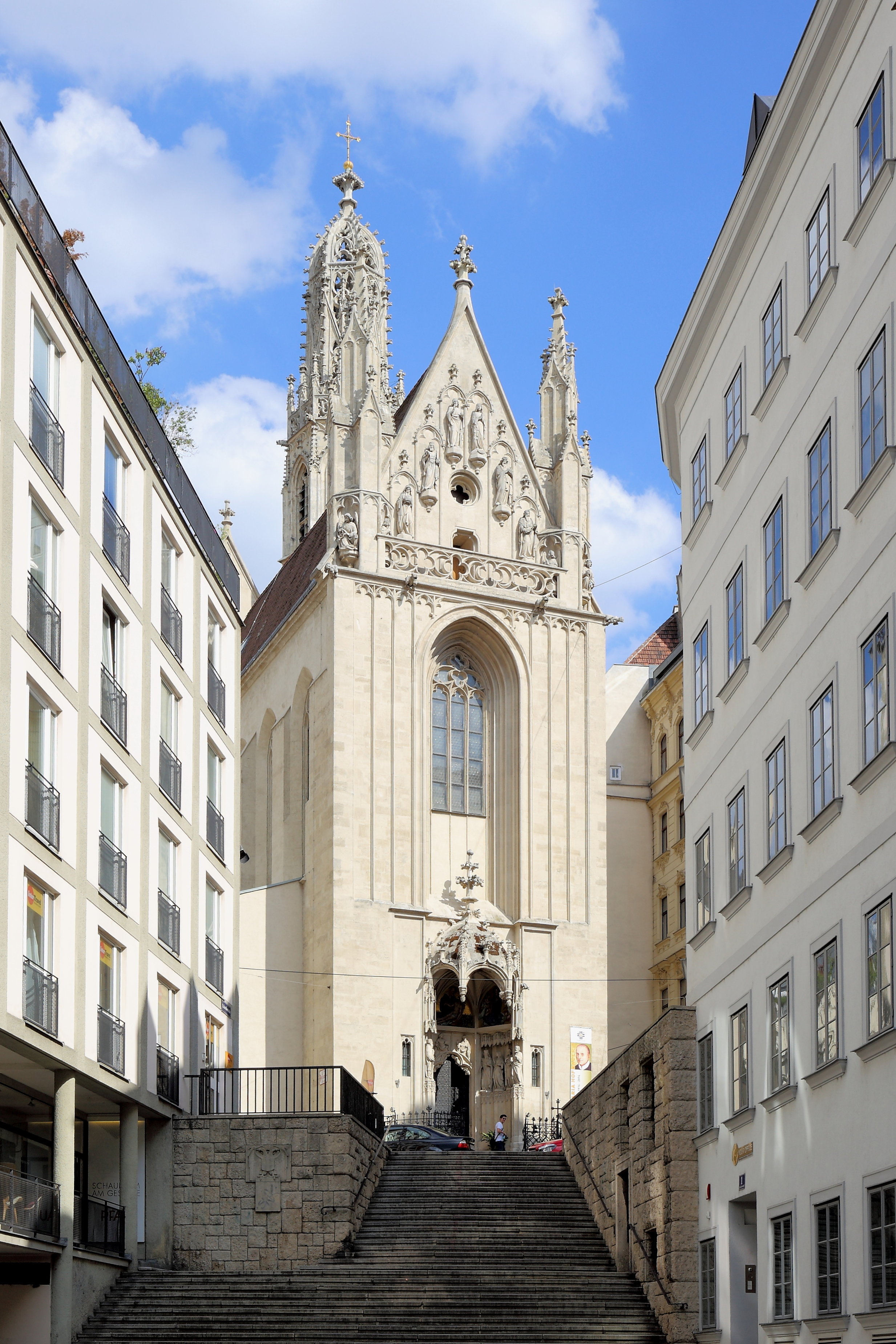
Nhà thờ Maria am Gestade mang kiến trúc Gothic, một phần của Trung tâm lịch sử Viên.

### Serbia(1)
- Các đài kỉ niệm thời trung cổ ở Kosovo (2006)

Tu viện Gračanica, một trong số Các đài kỉ niệm thời trung cổ ở Kosovo.

### Rumani(1)
- Cảnh quan khai mỏ Rosia Montana (2021)

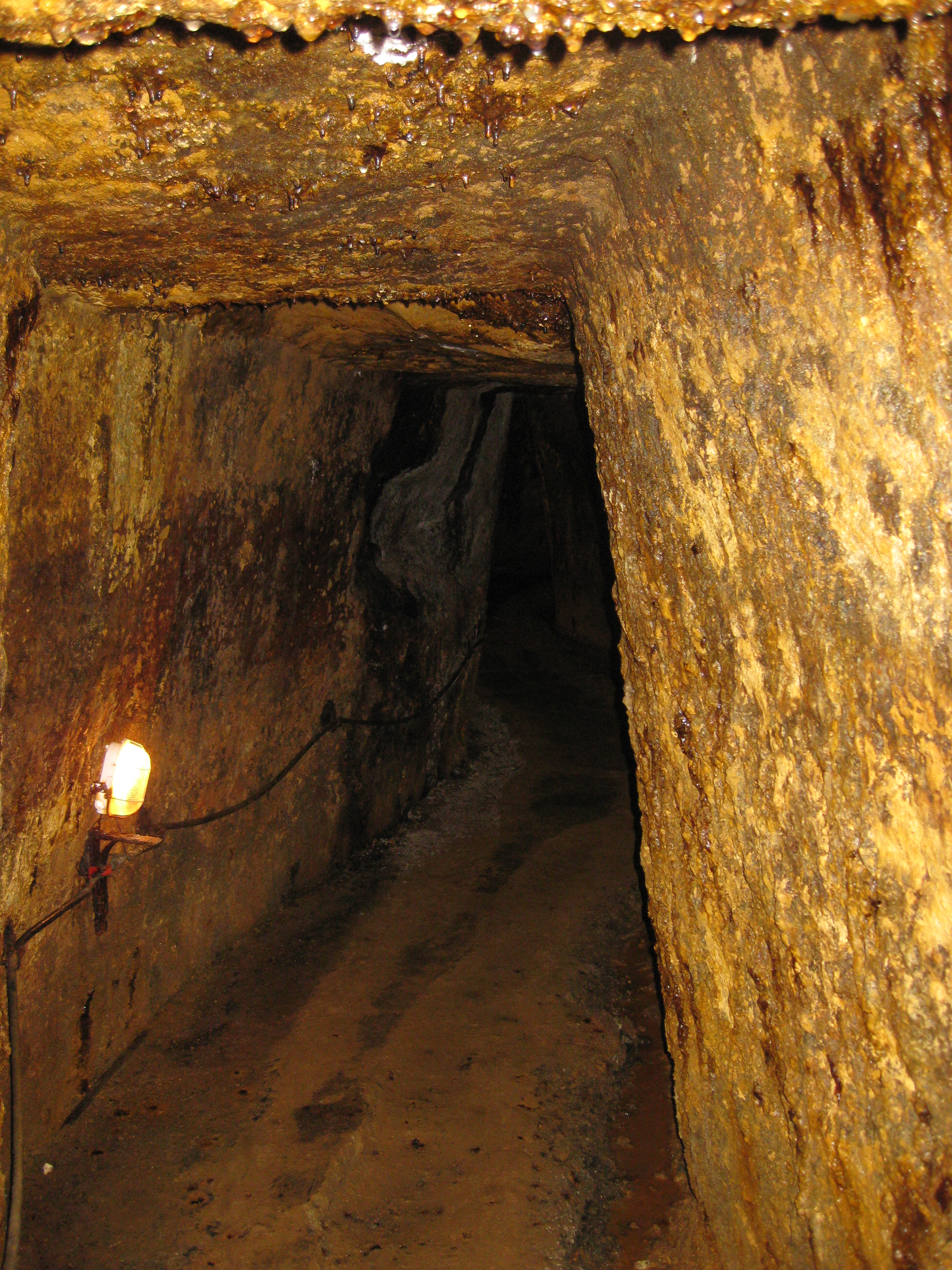
Mạng lưới khai thác vàng ở Rosia Montana

### Ukraina(2)
- Nhà thờ chính tòa Thánh Sophia và các tu viện liên quan, Kyiv Pechersk Lavra (2023)
- Trung tâm lịch sử Lviv (2023)

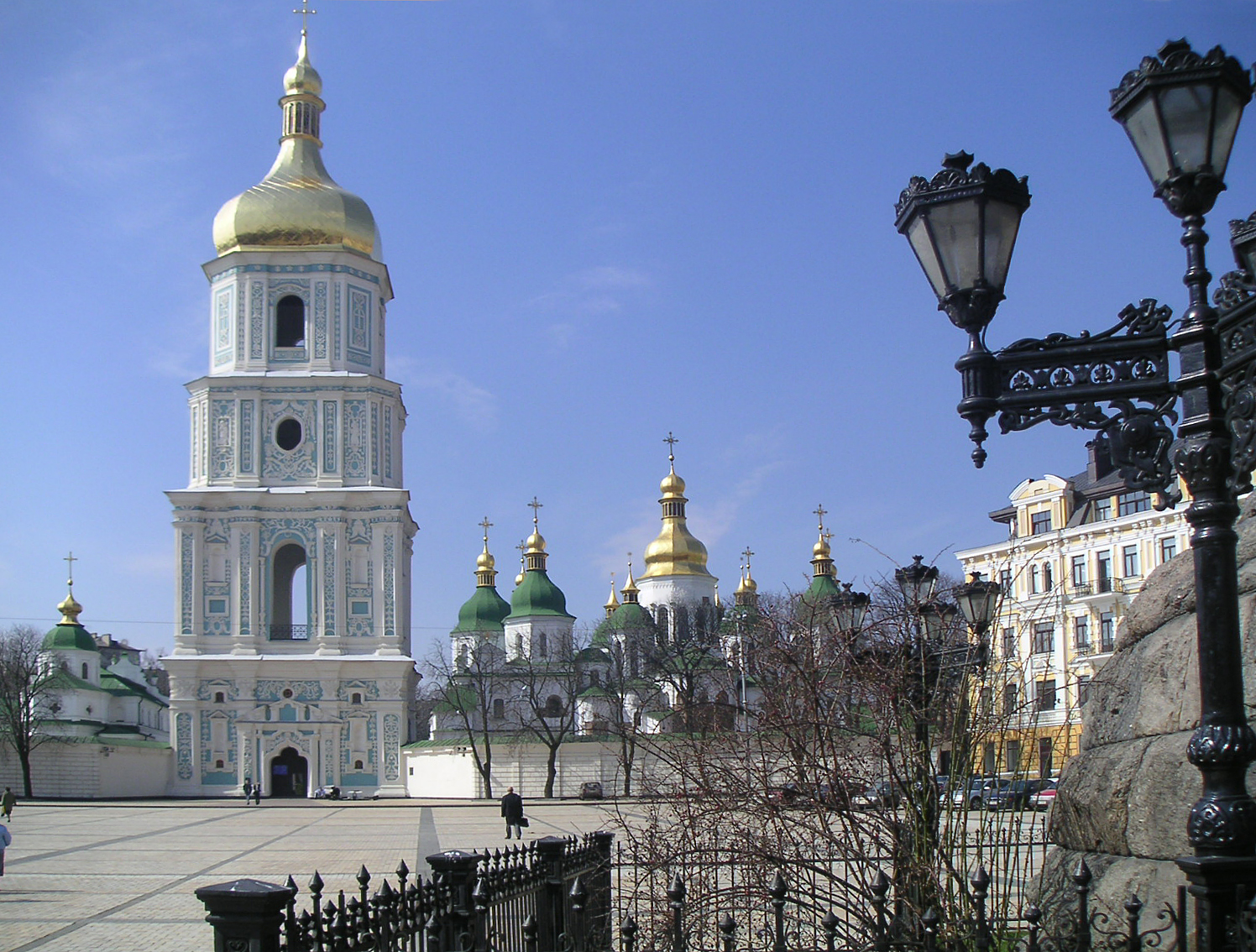
Nhà thờ Thánh Sophia bị liệt vào danh sách bị đe dọa do ảnh hưởng bởi chiến tranh Nga - Ukraina năm 2022
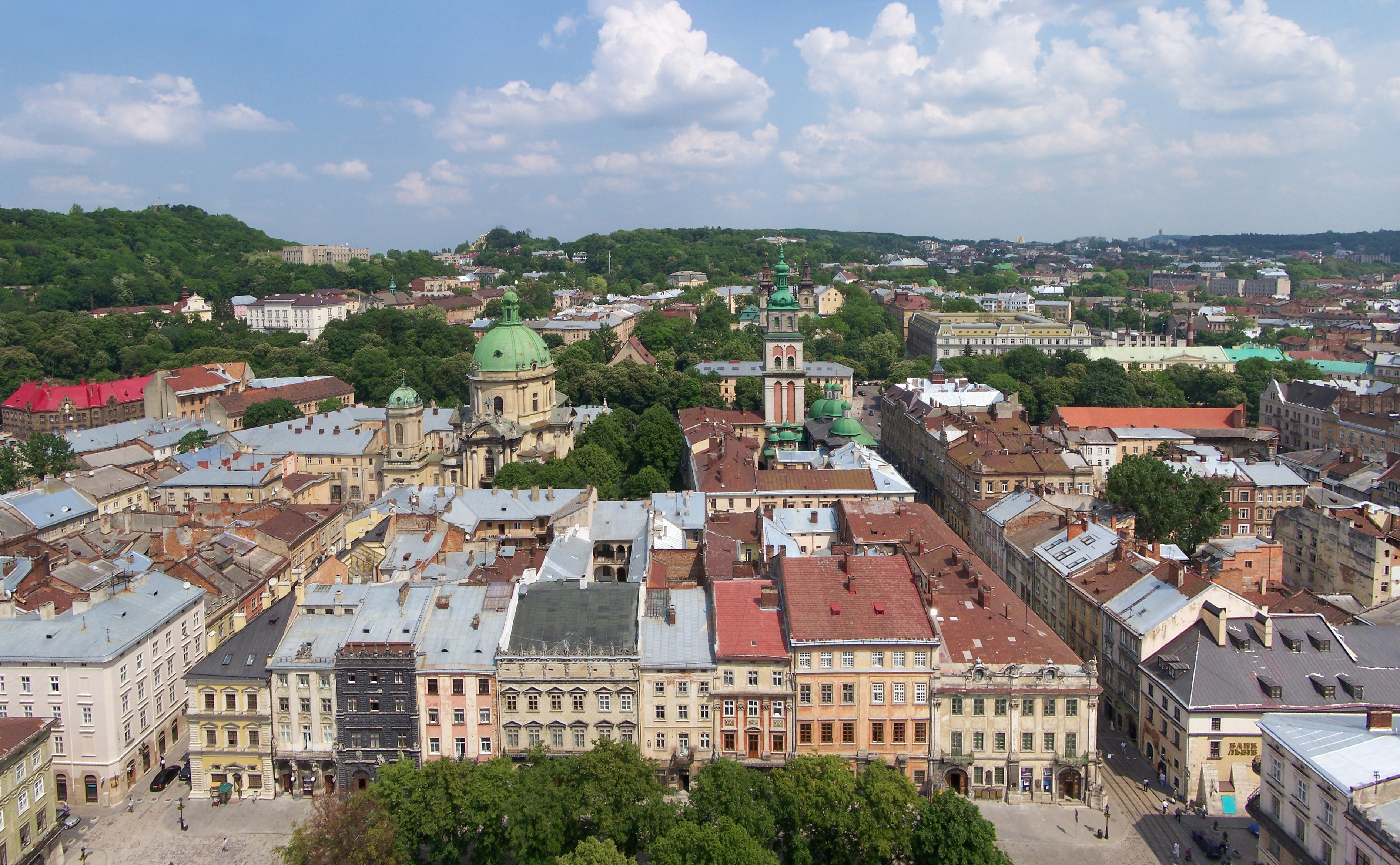
Trung tâm lịch sử của Thành phố Lviv

## Châu Mỹ (7)

### Bolivia(1)
- Thành phố Potosí (2014)

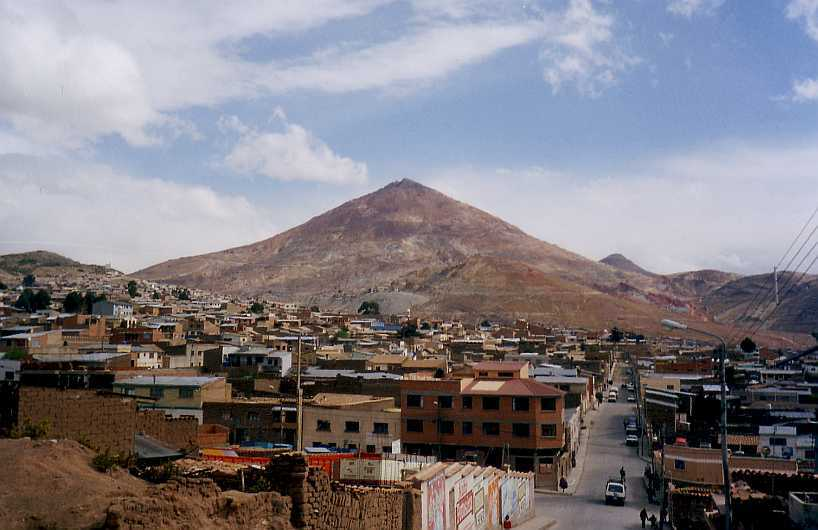
toàn cảnh thành phố mỏ Potosí.

### Hoa Kỳ(1)
- Vườn quốc gia Everglades (2010)

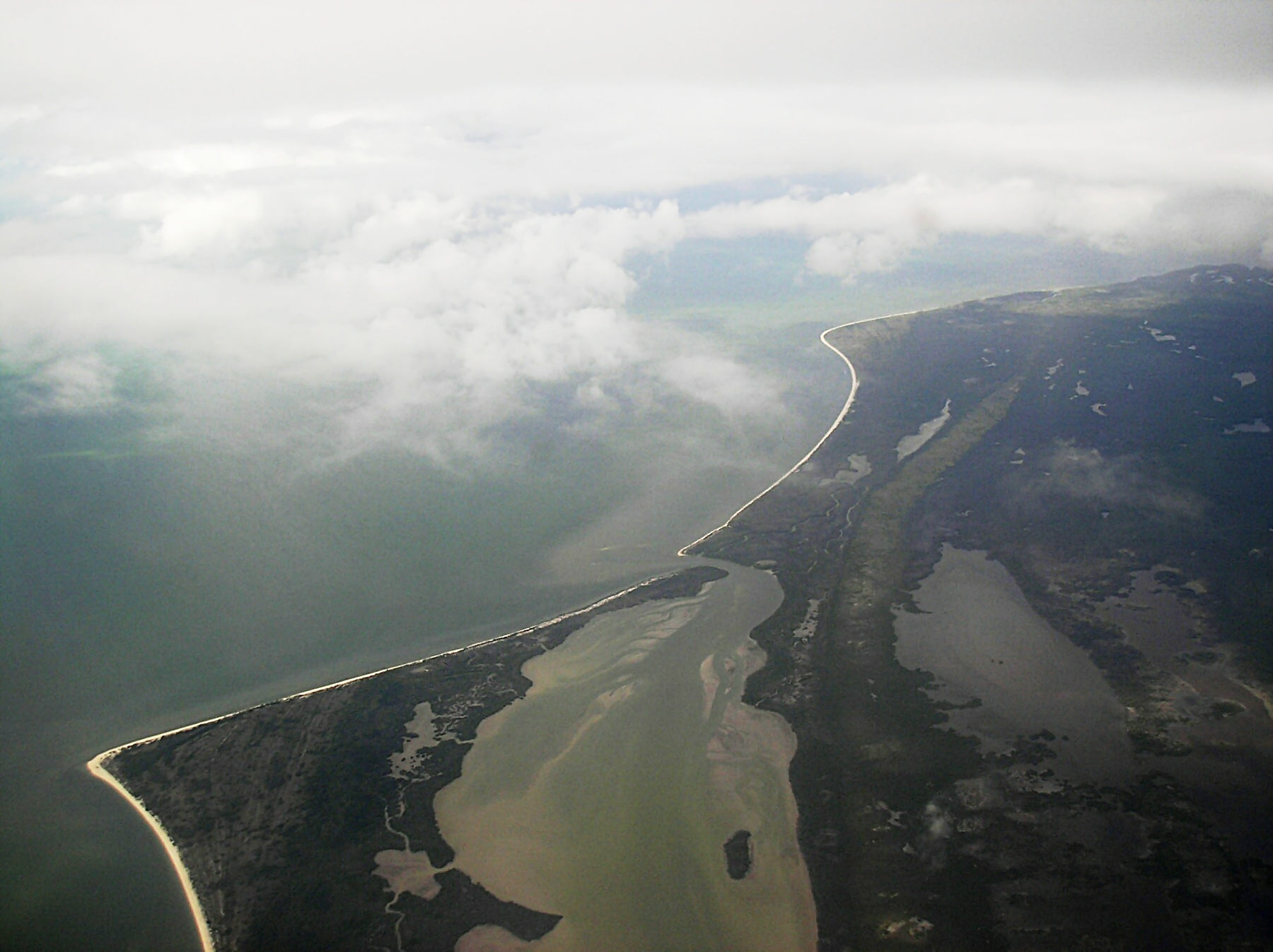
Ảnh chụp phần phía Tây Nam của Vườn quốc gia Everglades từ trên không.

### Honduras(1)
- Khu dự trữ sinh quyển Río Platano (2011)

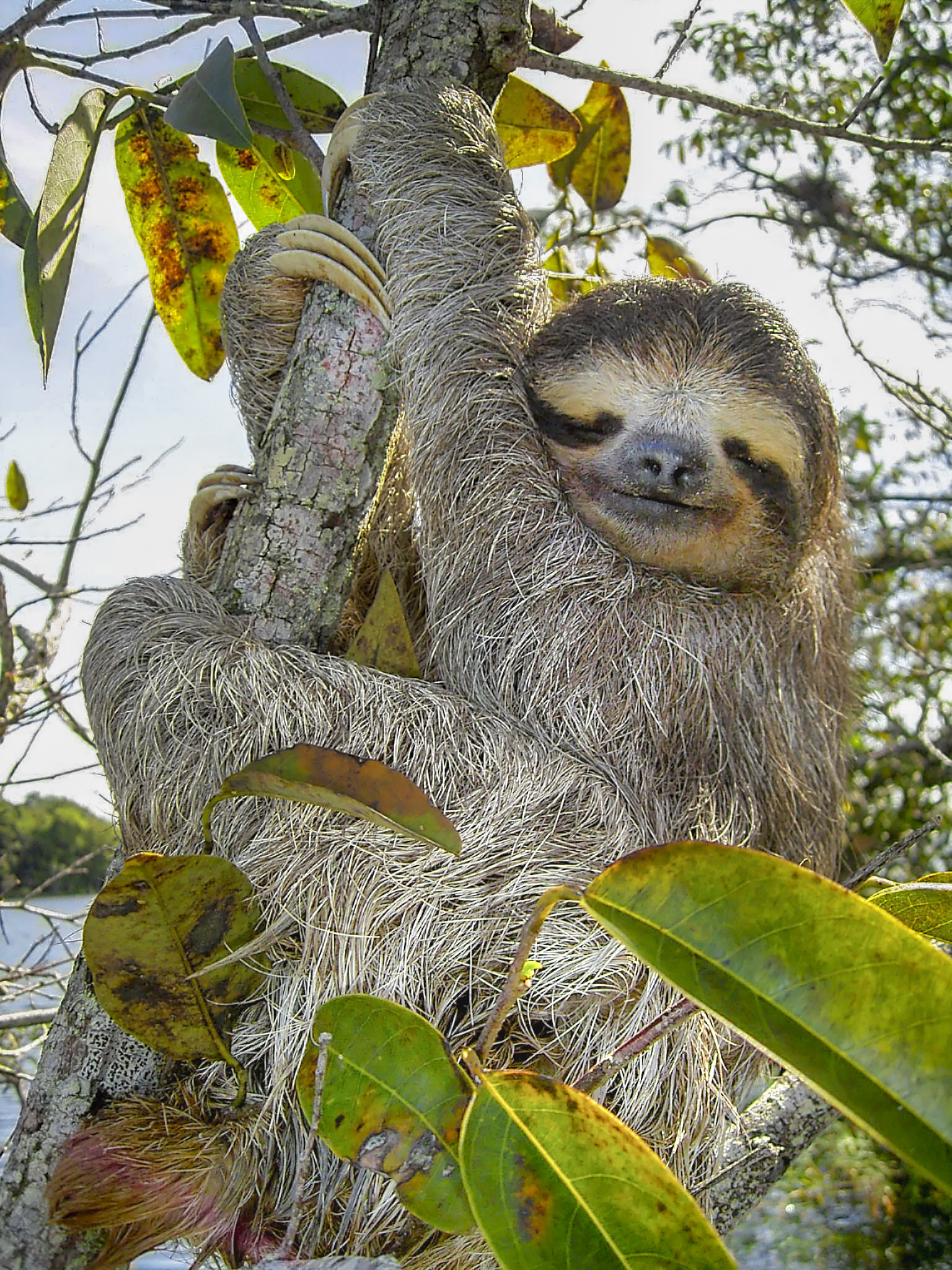
Một con lười cổ nâu trong Khu dự trữ sinh quyền Río Platano.

### Mexico(1)
- Các đảo và khu vực bảo vệ của vịnh California (2019)

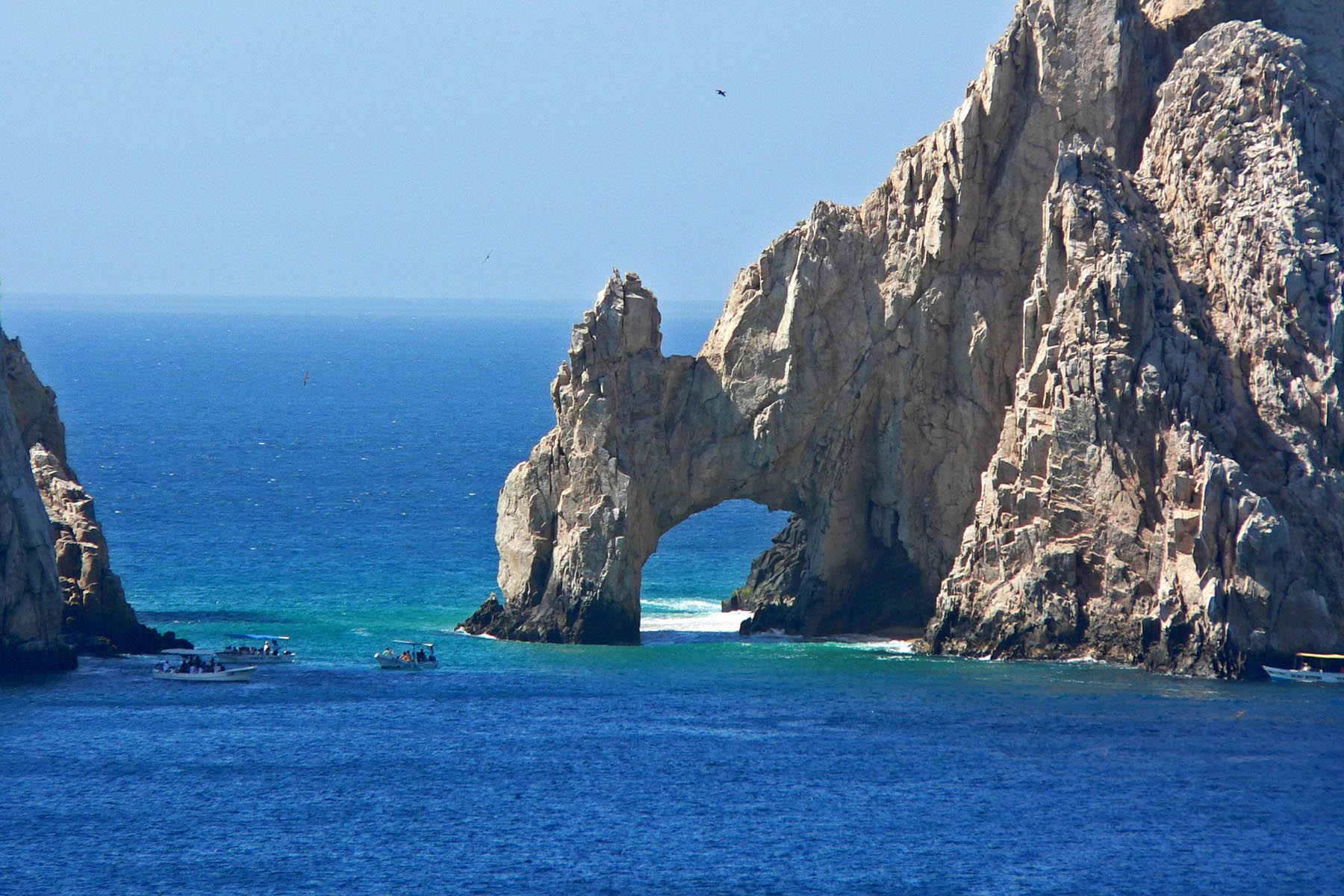
Đảo Cabo San Lucas thuộc vịnh California

### Panama(1)
- Các công sự giáp vịnh Caribe của Panama: Portobelo-San Lorenzo (2012)

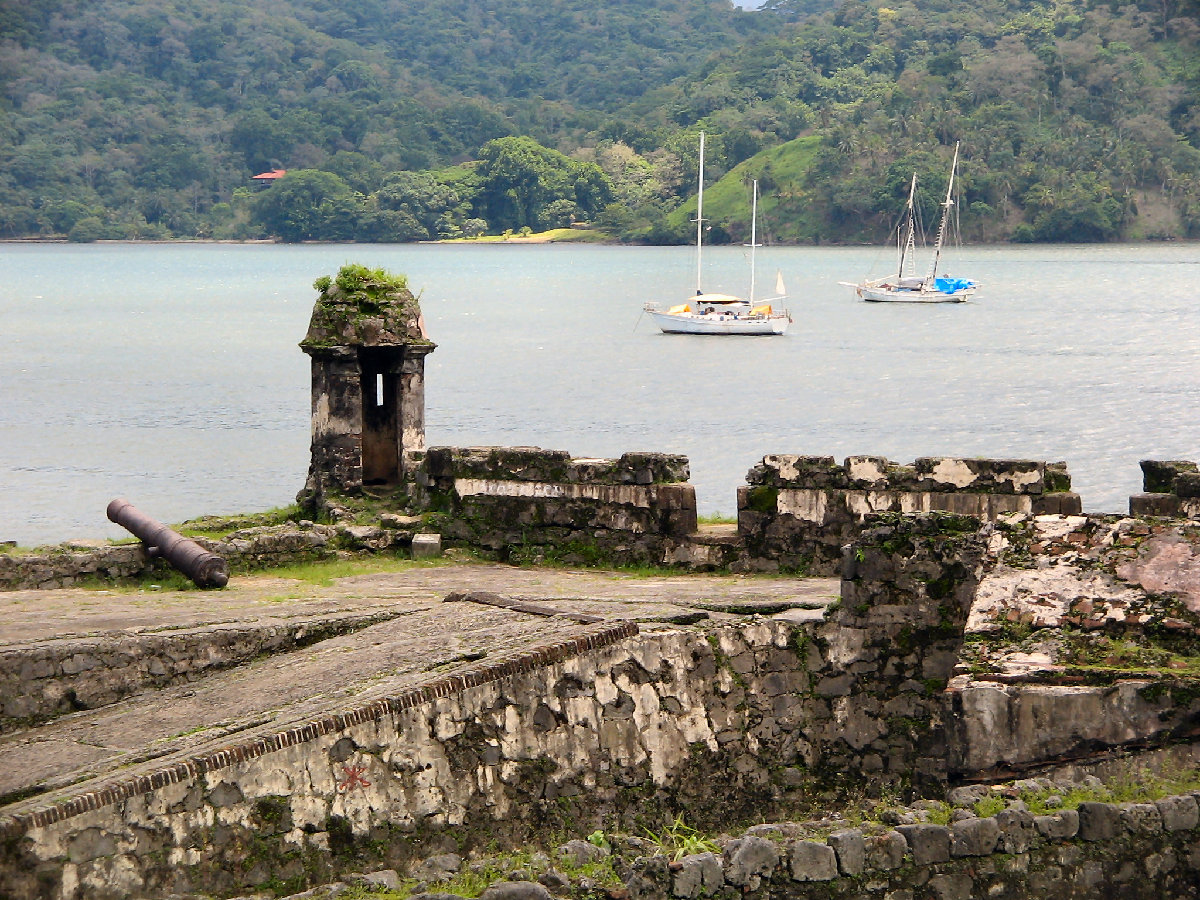
Các công sự giáp vịnh Caribe của Panama: Portobelo.
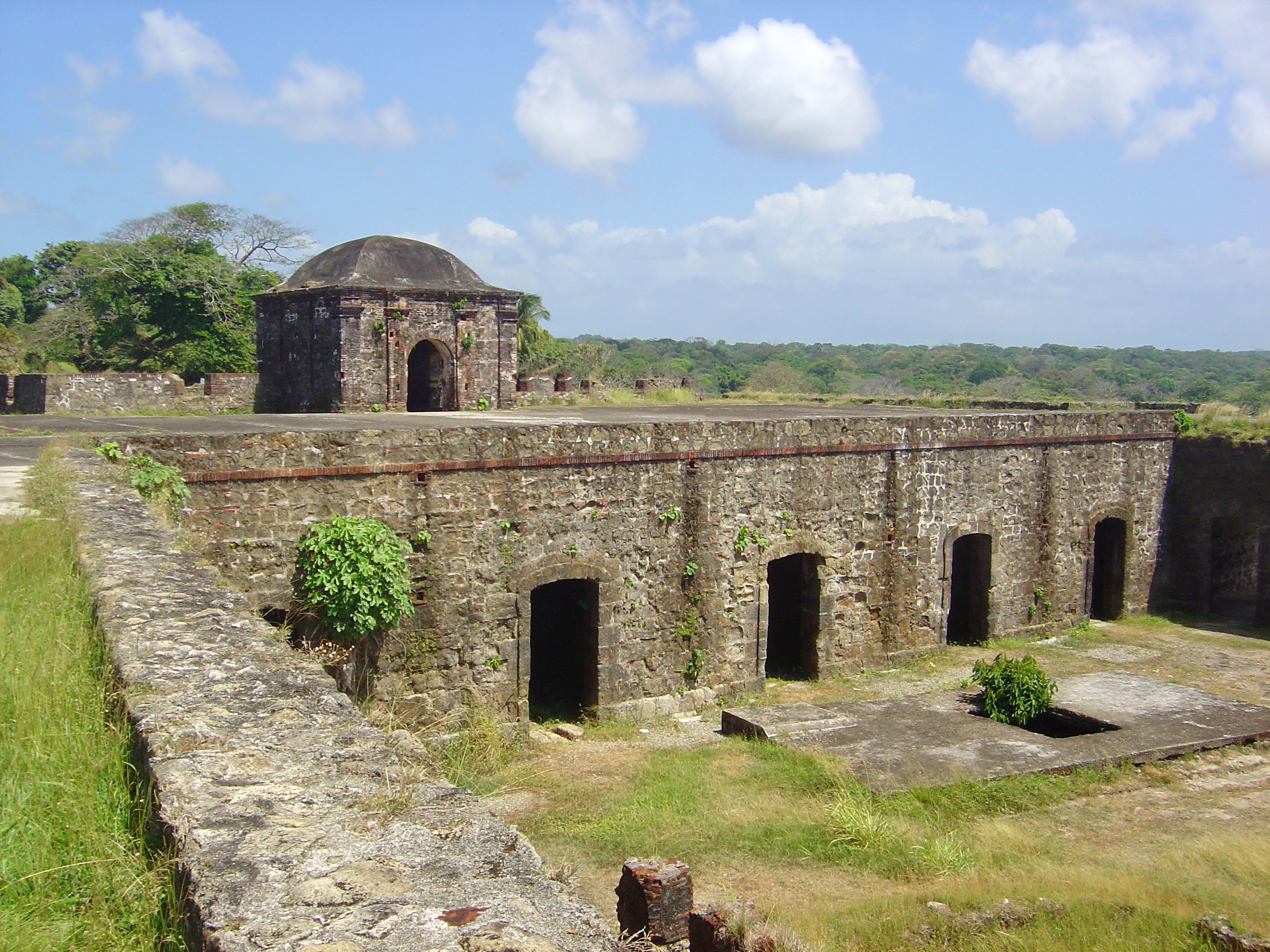
Các công sự giáp vịnh Caribe của Panama: San Lorenzo.

### Peru(1)
- Di chỉ khảo cổ Chan Chan (1986)

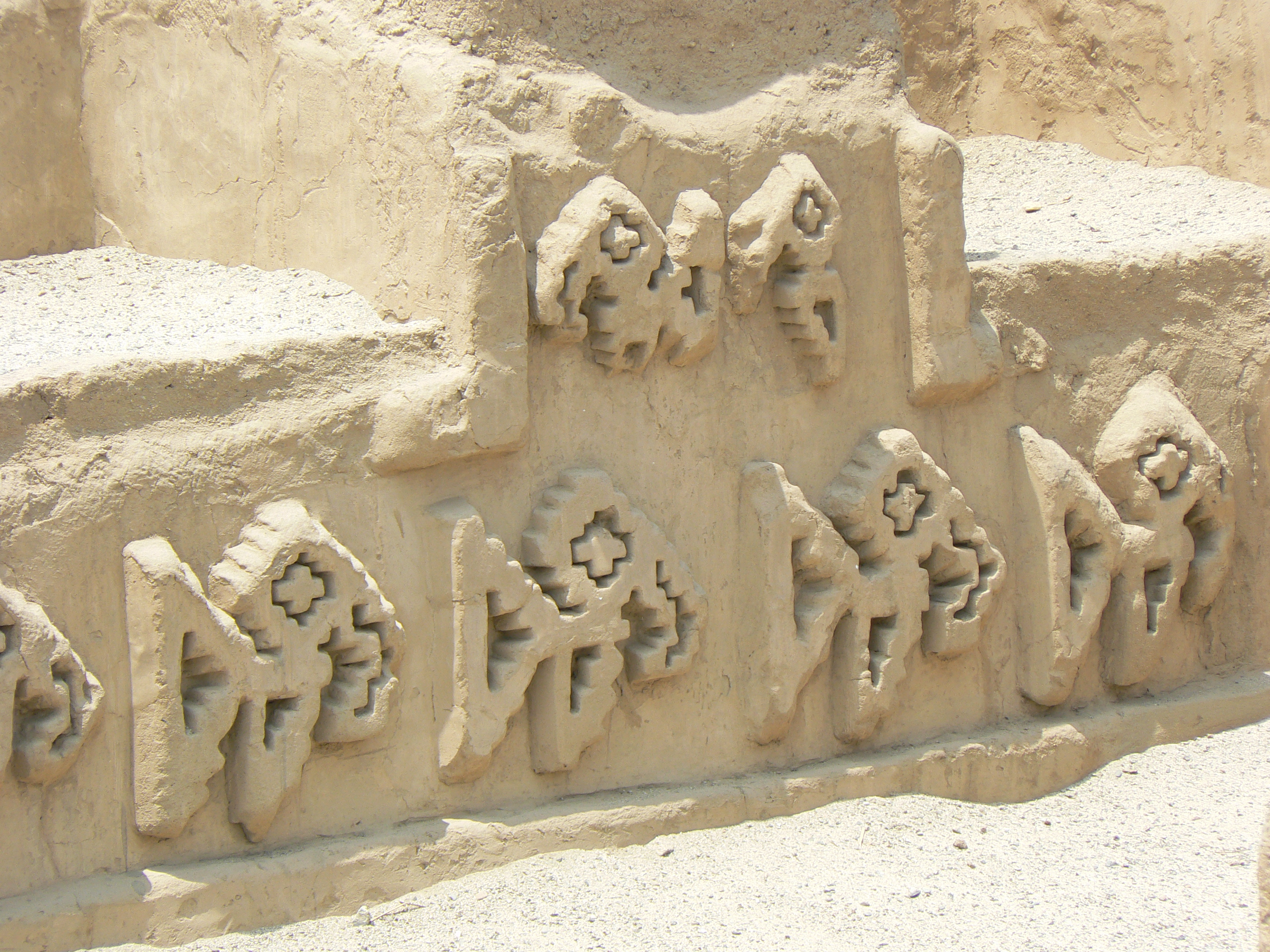
Các họa tiết trang trí bằng gạch sống ở Di chỉ khảo cổ Chan Chan.

### Venezuela(1)
- Santa Ana de Coro (2005)

## Châu Phi (19)

### Ai Cập(1)
- Abu Mena (2001)

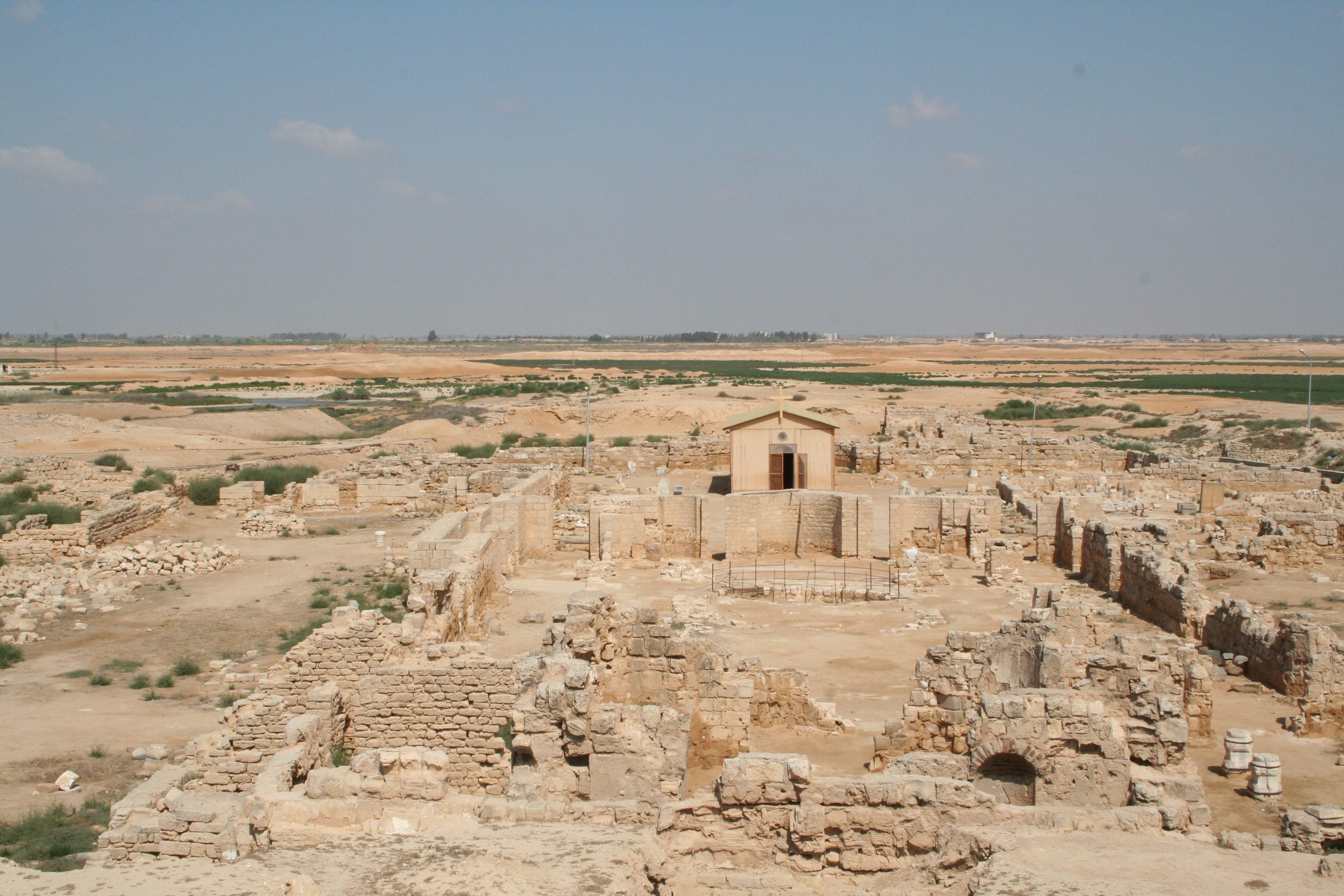
Tàn tích một tu viện cổ tại Abu Mena.

### Côte d'Ivoire(1)
- Khu bảo tồn thiên nhiên núi Nimba (1992) (*)

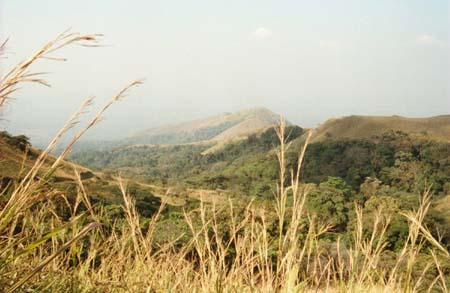
Phong cảnh trong Khu bảo tồn thiên nhiên núi Nimba (chung với Cộng hòa Guinée).

### Cộng hòa Dân chủ Congo(4)
- Vườn quốc gia Garamba (1996)
- Vườn quốc gia Kahuzi-Biéga (1997)
- Khu bảo tồn cuộc sống hoang dã Okapi (1997)
- Vườn quốc gia Virunga (1994)

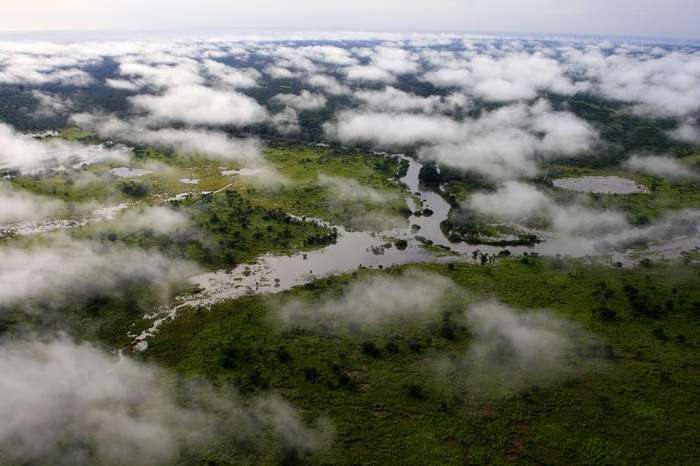
Cảnh Vườn quốc gia Garamba nhìn từ trên cao.
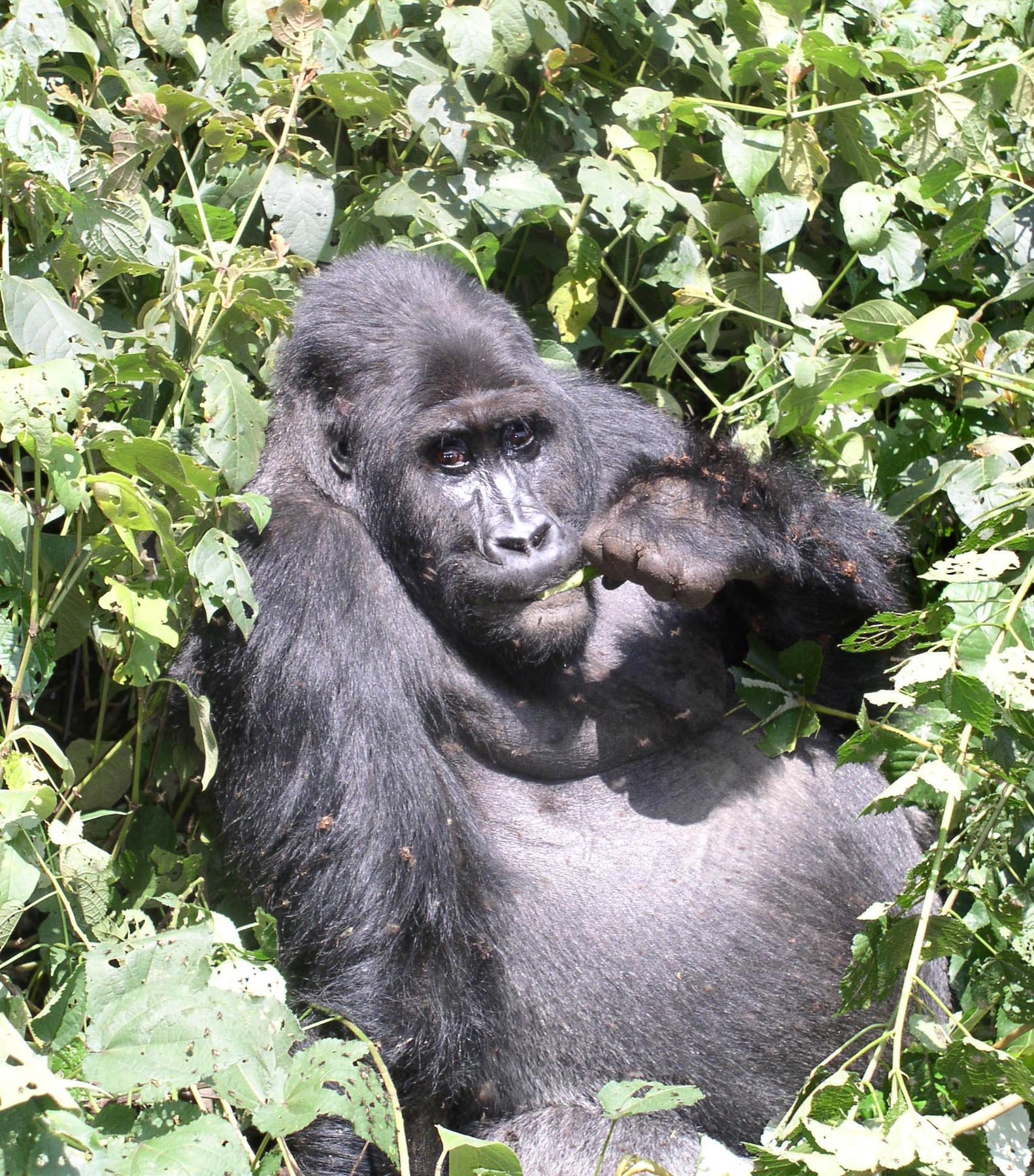
Một con khỉ đột đất thấp phía Đông (loại khỉ đột đang trong tình trạng nguy cấp) ở Kahuzi-Biéga.
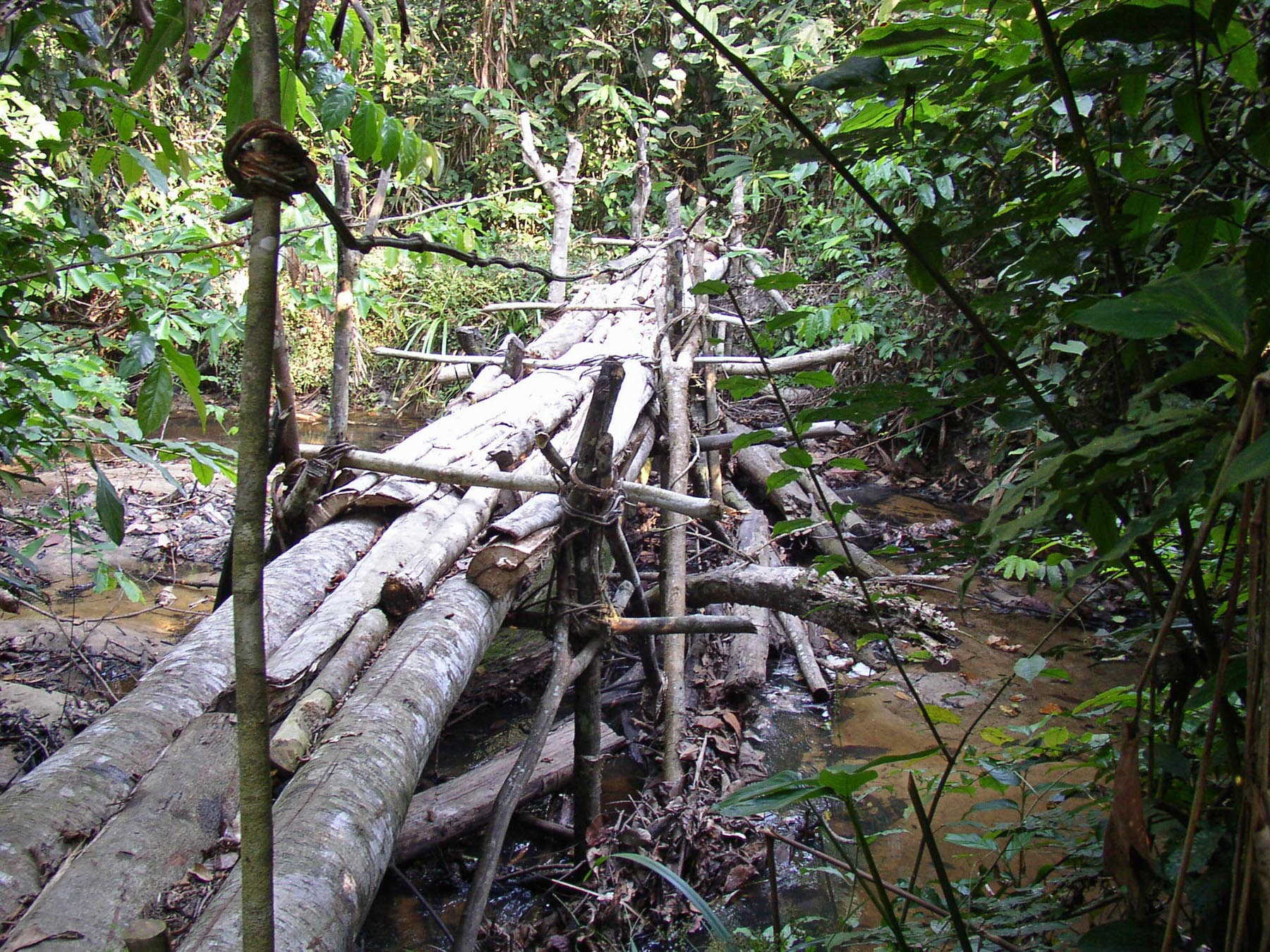
Một cây cầu bằng cây trong Khu bảo tồn cuộc sống hoang dã Okapi.
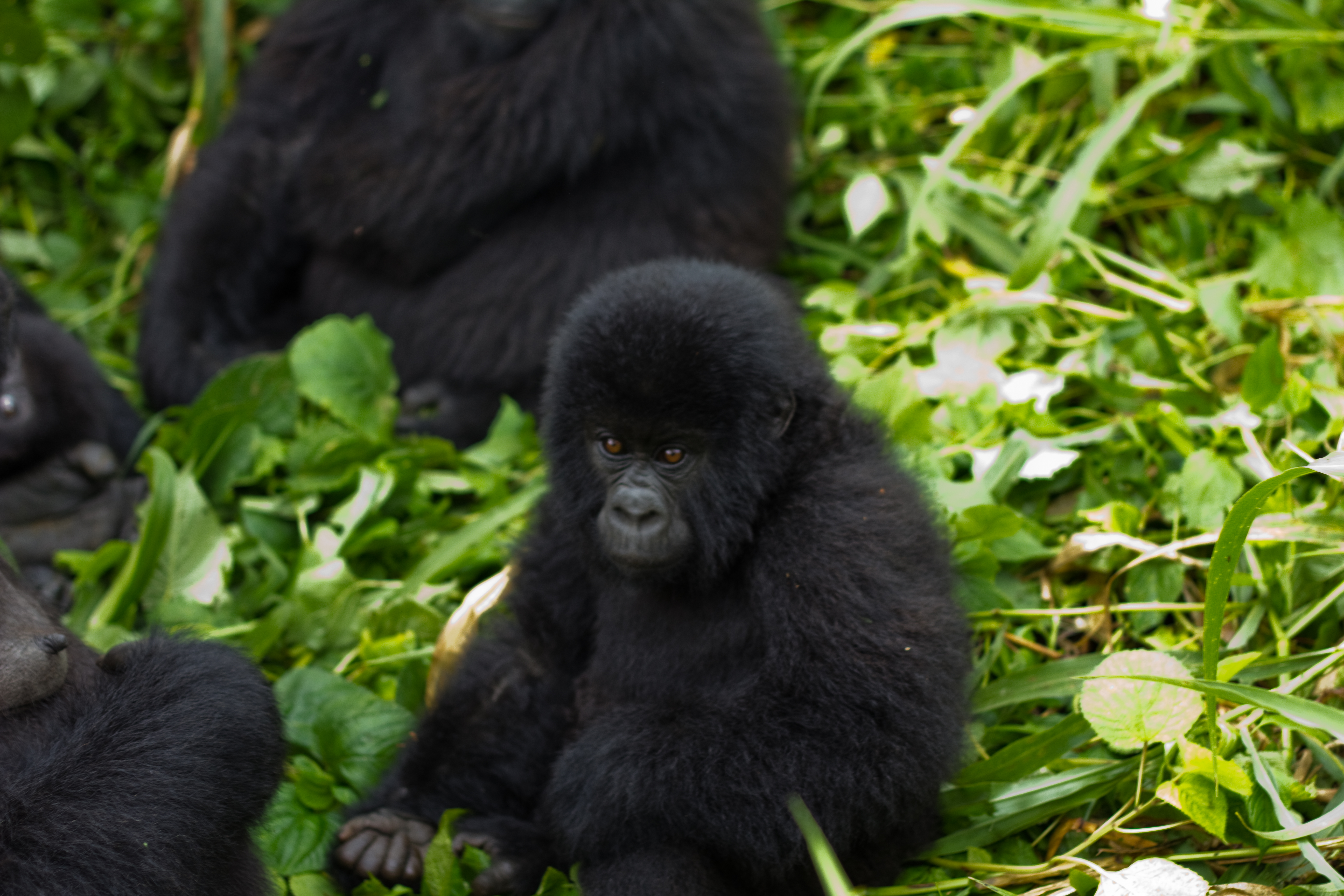
Một con khỉ đột núi con (trong tình trạng cực kì nguy cấp) ở Virunga.

### Cộng hòa Guinée(1)
- Khu bảo tồn thiên nhiên núi Nimba (1992) (*)

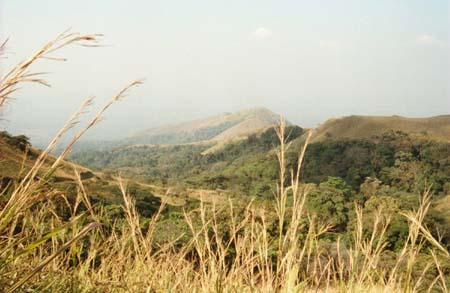
Cảnh quan tại Khu bảo tồn thiên nhiên núi Nimba (chung với Côte d'Ivoire).

### Kenya(1)
- Các Vườn quốc gia Hồ Turkana (2018)

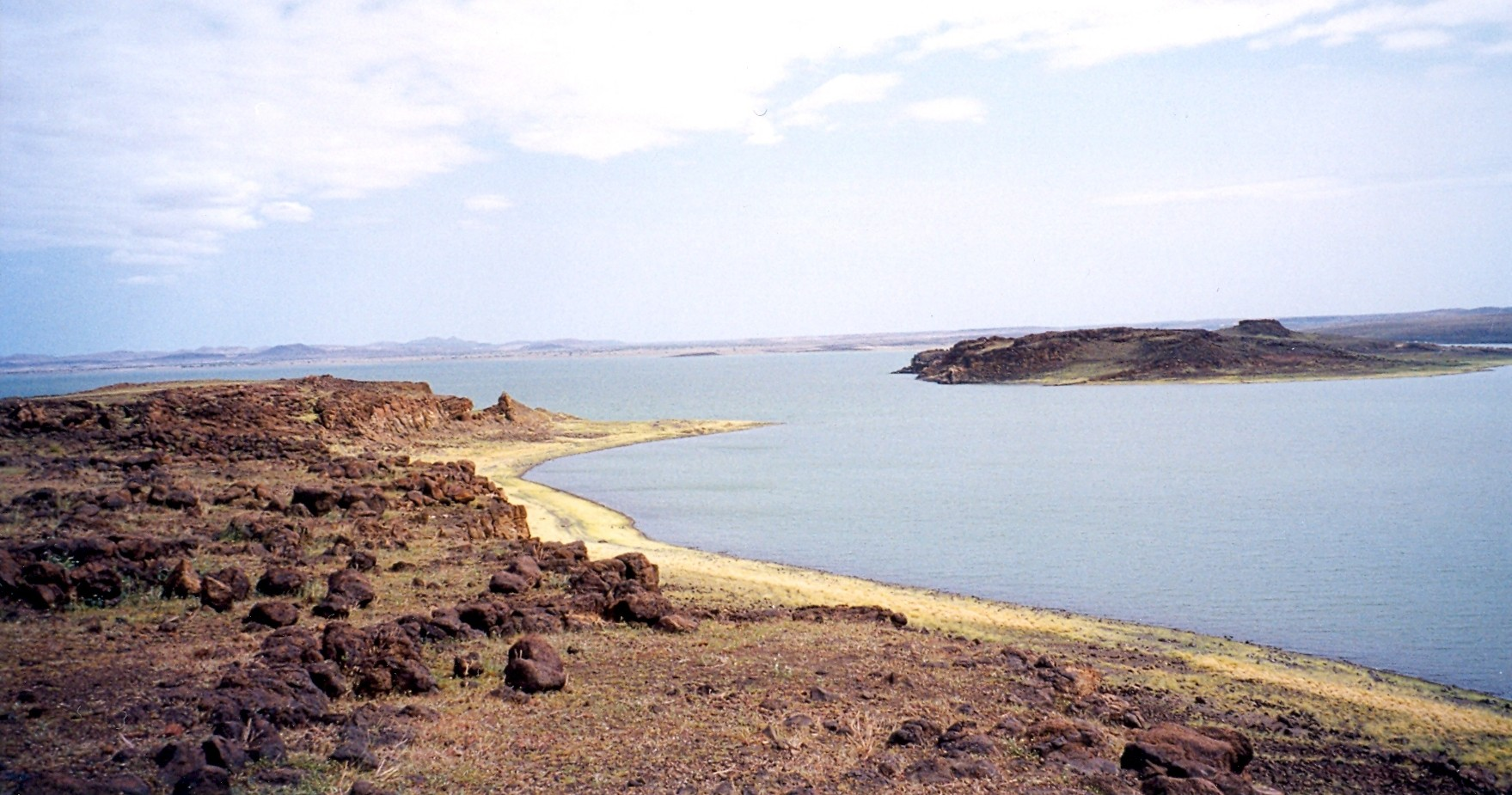
Hồ Turkana.

### Libya(5)
- Di chỉ khảo cổ Cyrene (2016)
- Di chỉ khảo cổ Leptis Magna (2016)
- Di chỉ khảo cổ Sabratha (2016)
- Các bức vẽ trên đá ở Tadrart Acacus (2016)
- Thị trấn cổ Ghadames (2016)

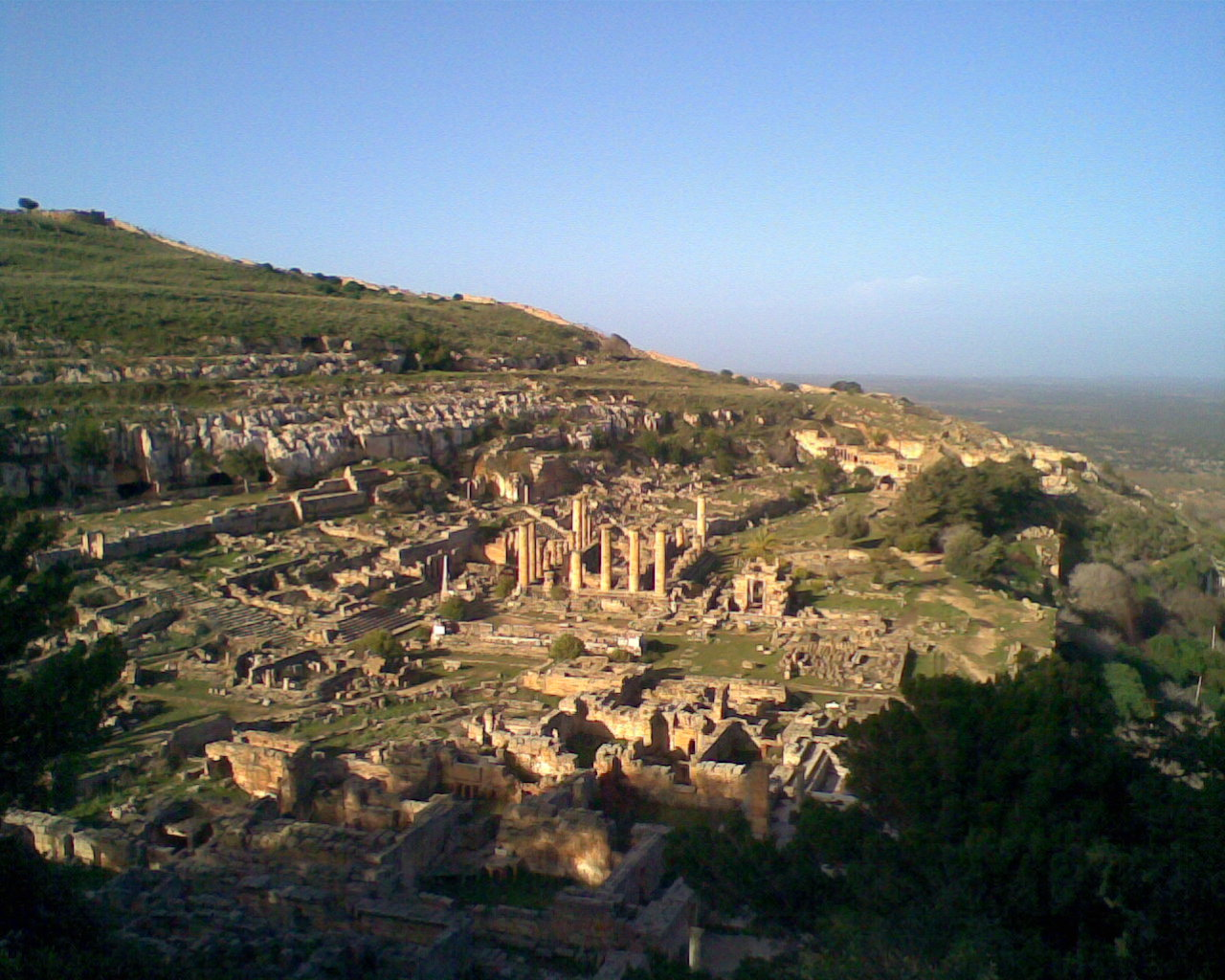
Những tàn tích của Cyrene
Thành phố thời La Mã Leptis Magna
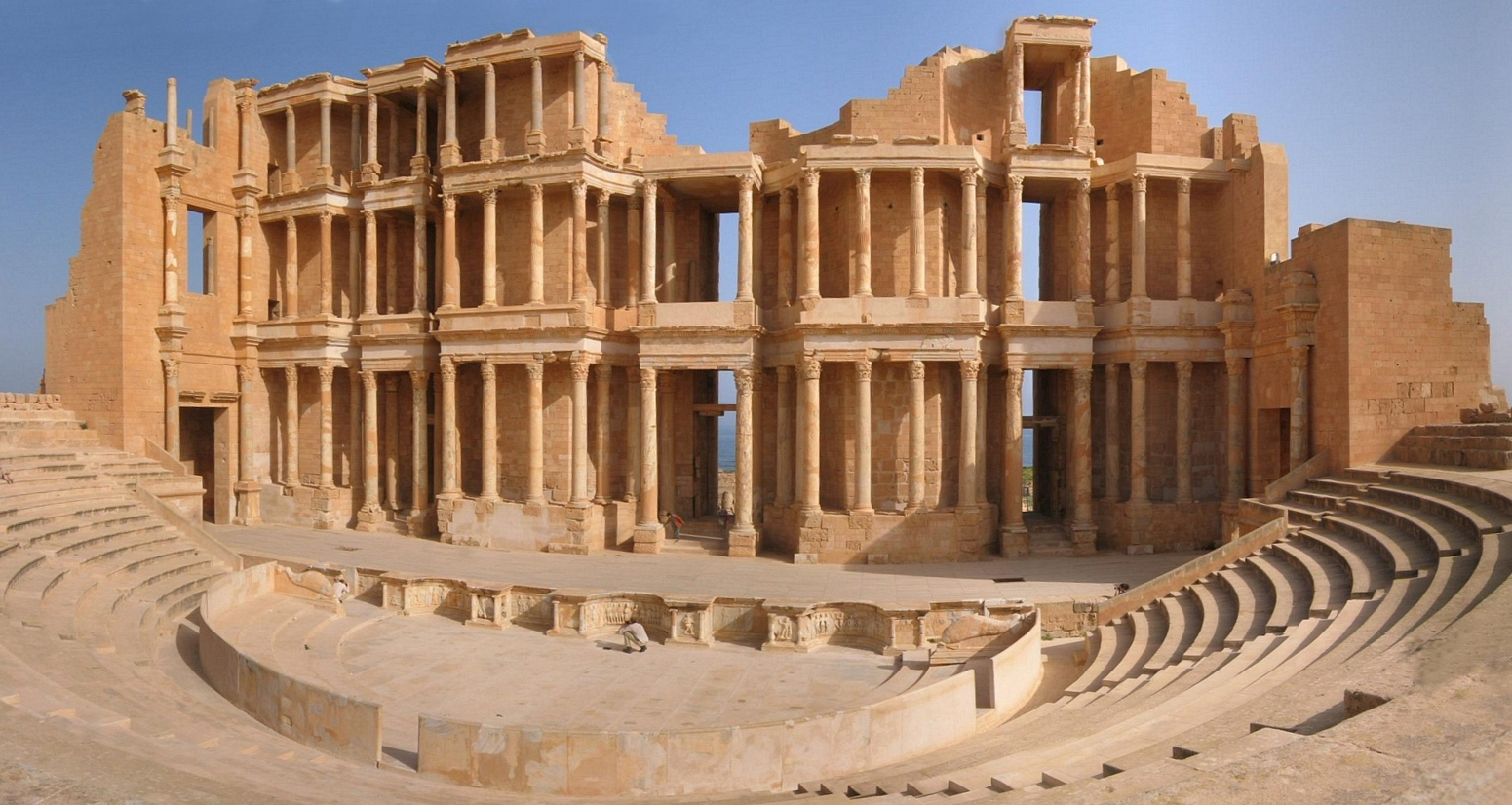
Nhà hát cổ tại Sabratha
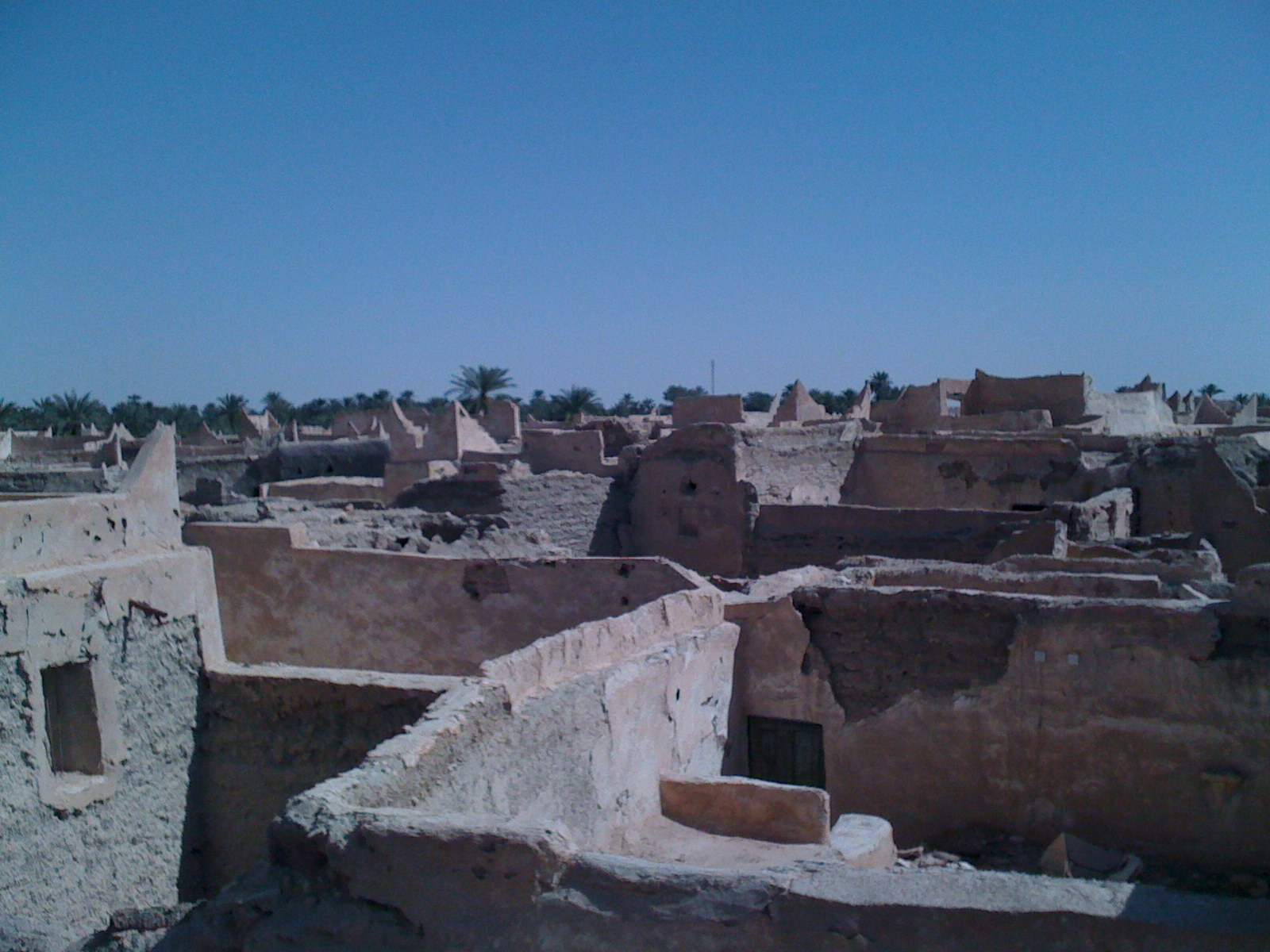
Khu phố cổ của thị trấn Ghadames
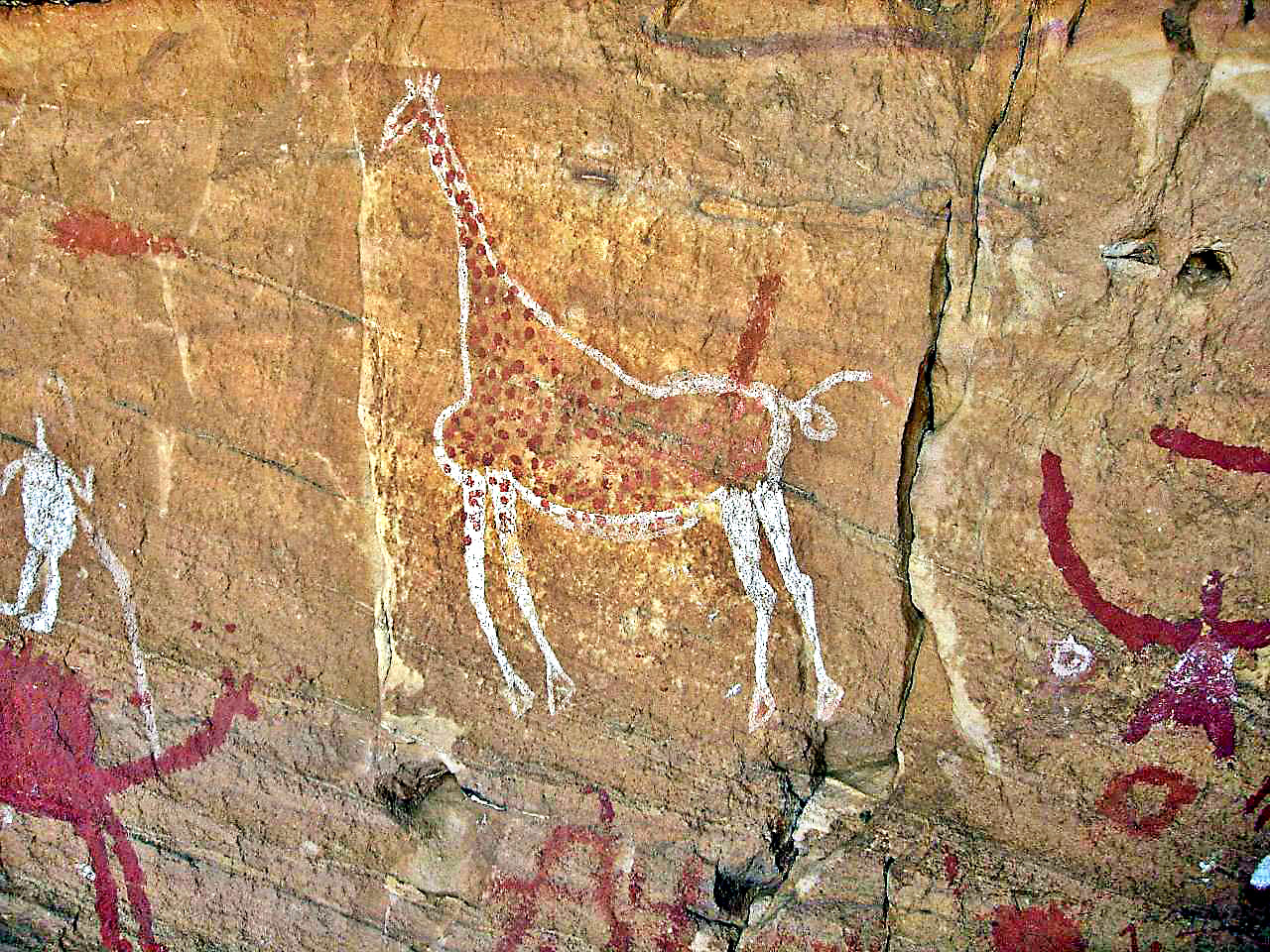
Các hình khắc trên Dãy núi Acacus

### Madagascar(1)
- Rừng mưa nhiệt đới ở Atsinanana (2010)

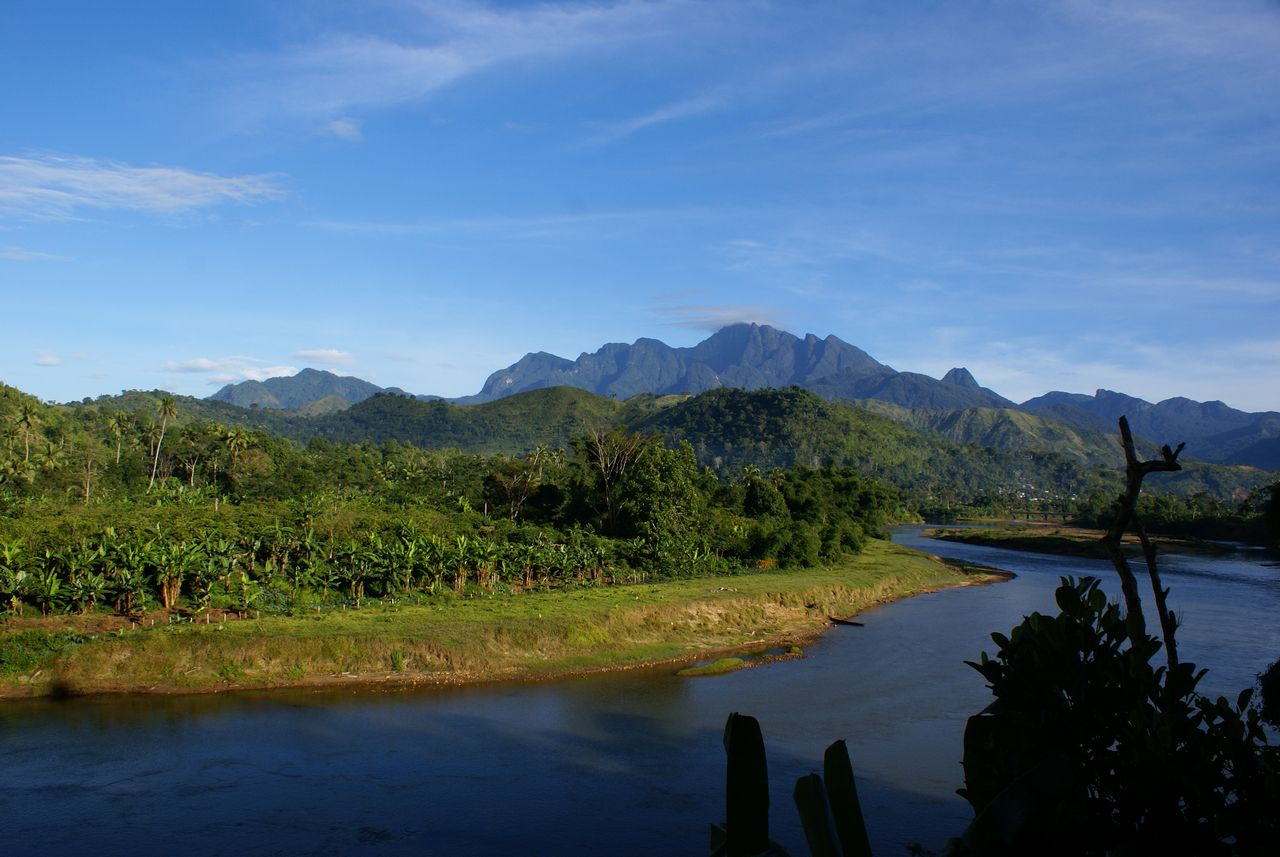
Cảnh quan tại Rừng mưa nhiệt đới ở Atsinanana.

### Mali(2)
- Timbuktu (2012)
- Lăng mộ của Askia (2012)

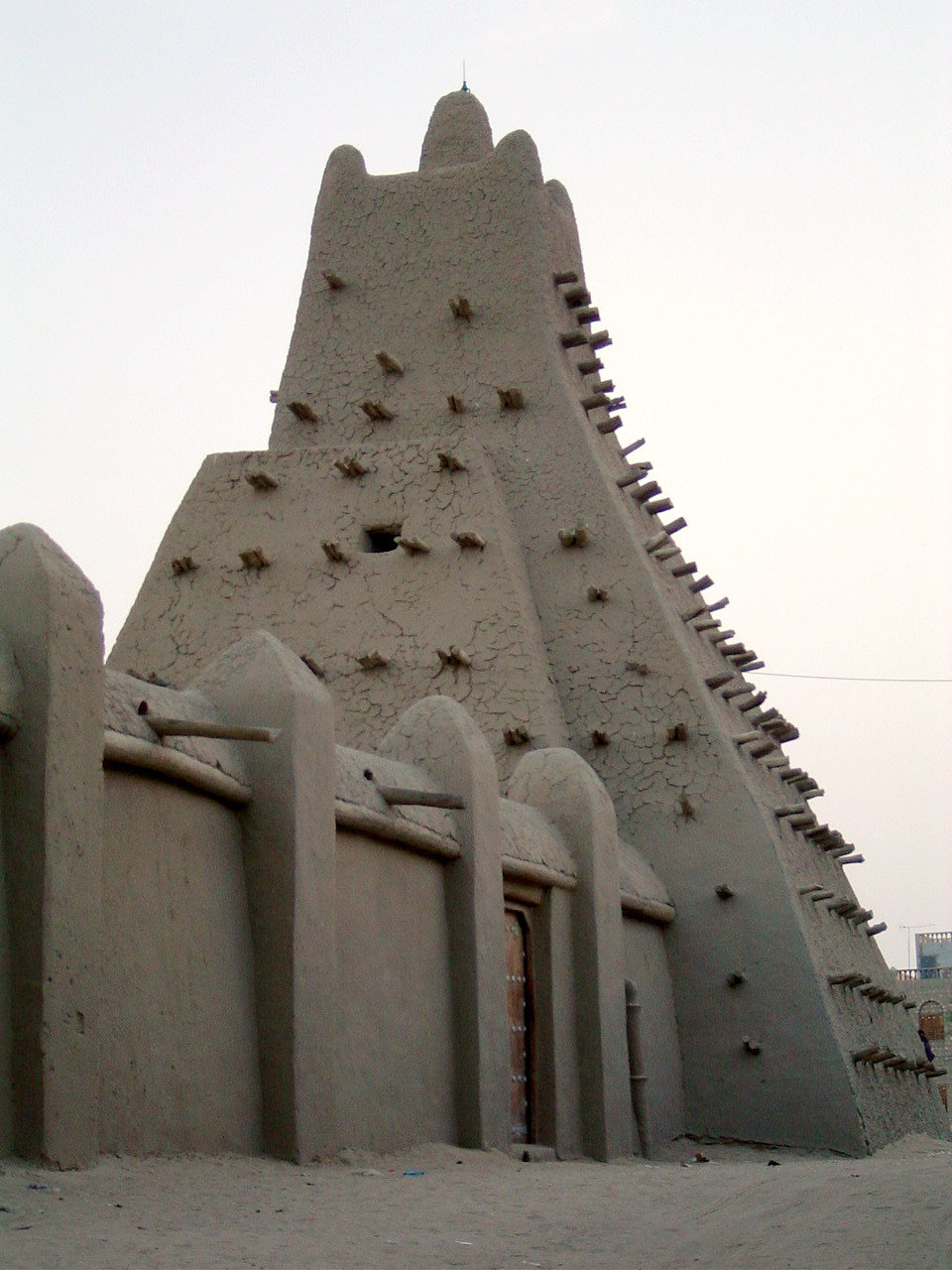
Đại học Sankoré là một trong ba cơ sở giáo dục thời cổ đại ở Timbuktu, Mali.
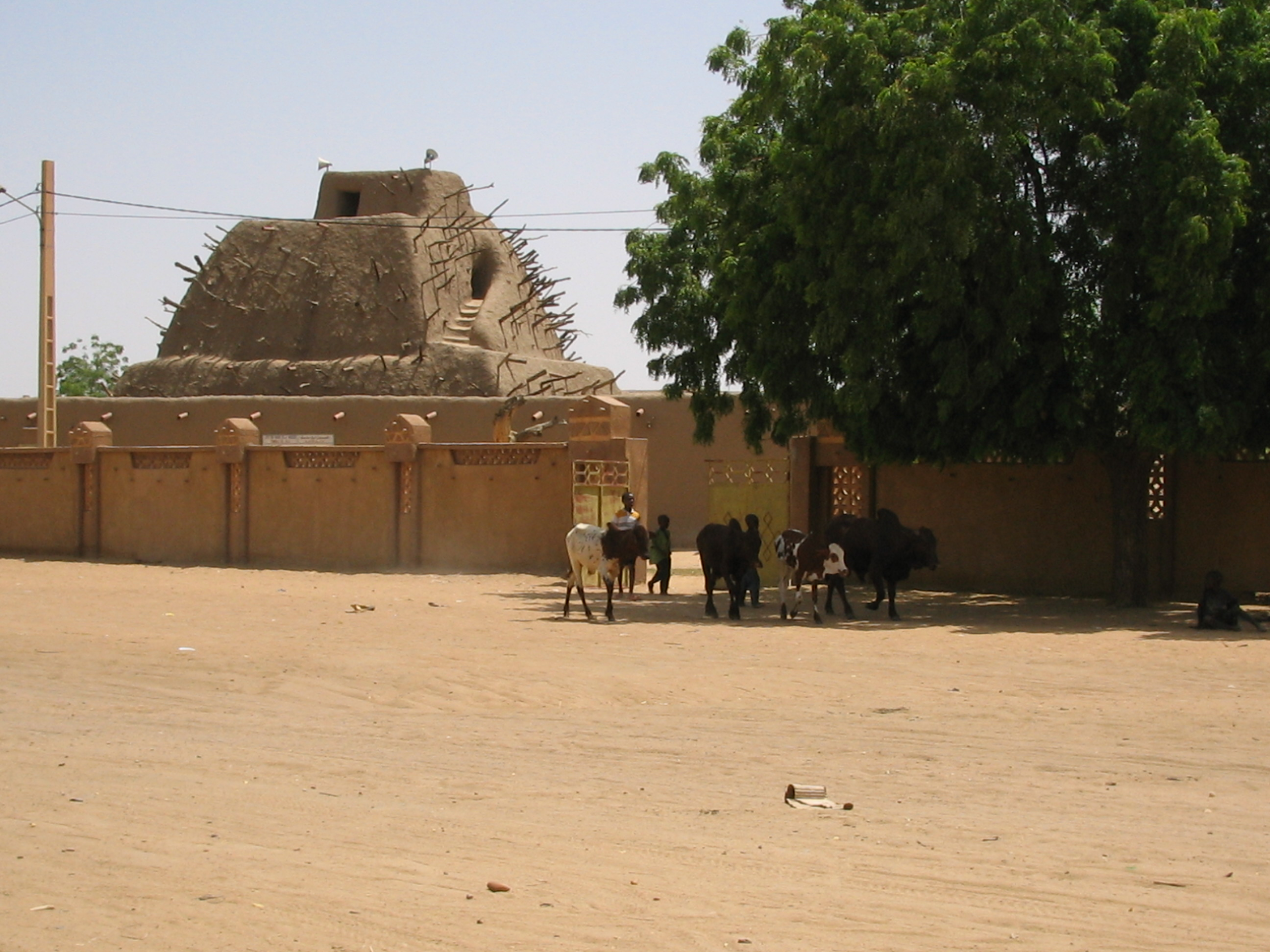
Lăng mộ của Askia.

### Niger(1)
- Khu bảo tồn thiên nhiên quốc gia Aïr và Ténéré (1992)

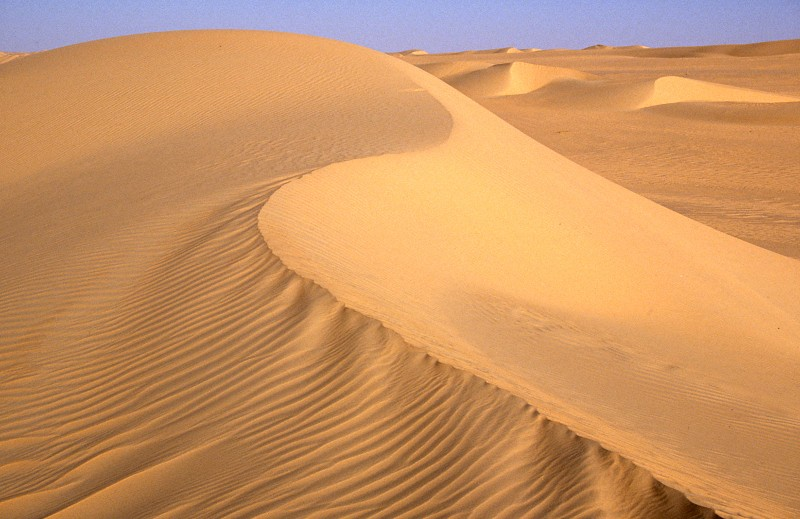
Một đụn cát lớn ở Ténéré.

### Sénégal(1)
- Vườn quốc gia Niokolo-Koba (2007)

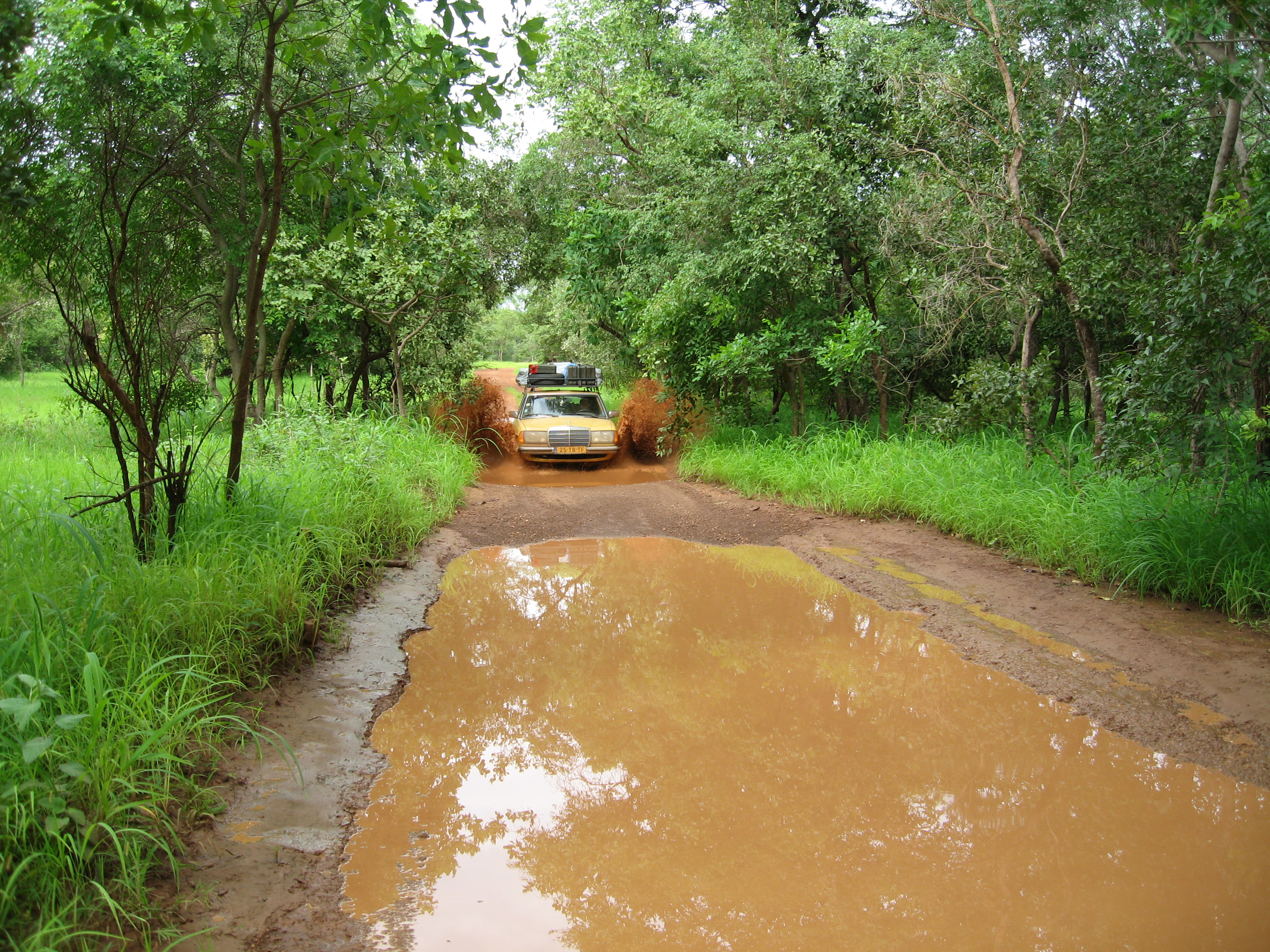
Vườn quốc gia Niokolo-Kaba.

### Tanzania(1)
- Khu bảo tồn thú săn Selous (2014)

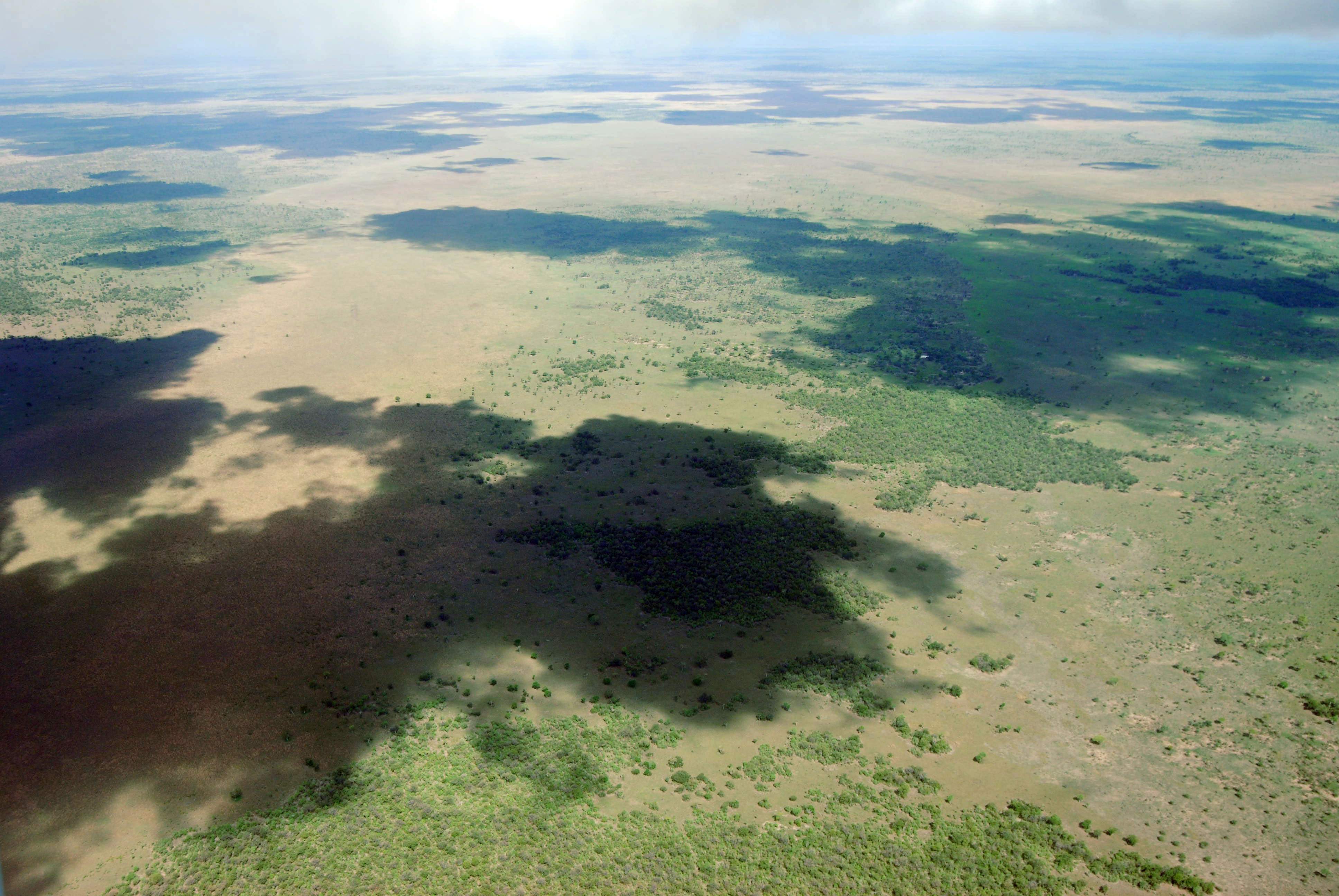
Toàn cảnh khu bảo tồn thú săn Selous

### Trung Phi(1)
- Vườn quốc gia Manovo-Gounda St. Floris (1997)

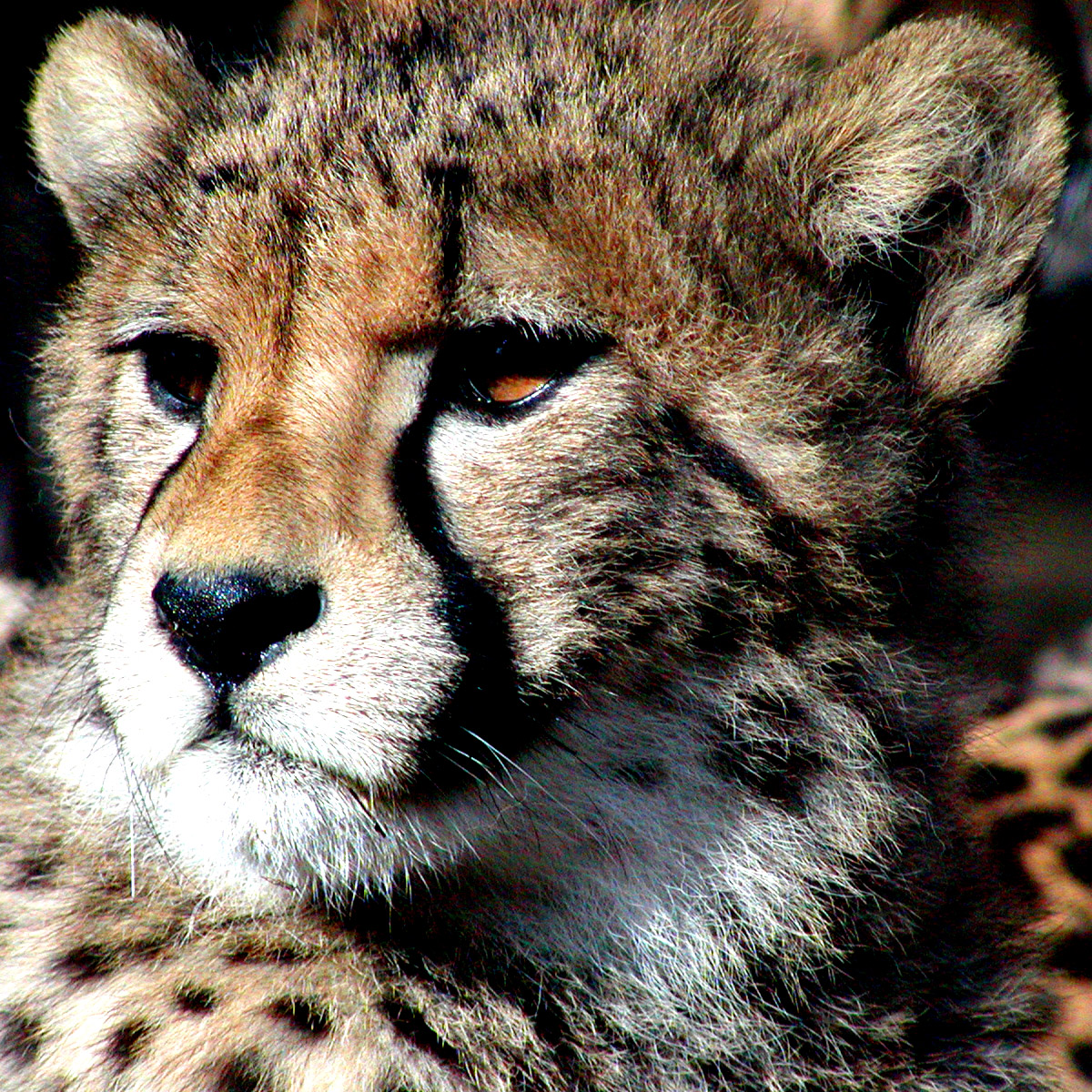
Một con báo trong Vườn quốc gia Manovo-Gounda St. Floris

(*) là di sản chung.

## Các di sản từng ở trạng thái bị đe dọa
Có tồn tại một số các di sản mà trước đây đã từng được liệt kê như là bị đe dọa, nhưng sau đó được rút ra khỏi danh sách sau khi cải tiến trong công tác quản lý và bảo tồn. Vườn quốc gia Everglades đã được liệt kê 2 lần từ 1993 đến 2007 và từ năm 2010, Khu dự trữ sinh quyển Río Platano được liệt kê từ 1996 đến 2007 và từ năm 2011. Cả hai đều hiện đang nằm trong danh sách các Di sản bị đe dọa nên được liệt kê ở mục trên.. Thời gian ở bên cạnh tên di sản là khoảng thời gian nó nằm trong danh sách bị đe dọa:
| Tên                                                                           | Hình ảnh                                                                                   | Vị trí                                                                                                  | Tiêu chuẩn                                  | Diện tích ha (mẫu Anh)  | Năm công nhận (WHS) | Bị đe dọa            | Lý do bị đưa vào | Kỳ họp                                    |
| ----------------------------------------------------------------------------- | ------------------------------------------------------------------------------------------ | --- | ------------------------------------------- | ----------------------- | ------------------- | -------------------- | --- | ----------------------------------------- |
| Angkor                                                                        |                                                                                            | Siem Reap, Campuchia · 13°26′B 103°50′Đ / 13,433°B 103,833°Đ                                            | Văn hóa: (i), (ii), (iii), (iv)             | —                       | 1992                | 1992–2004            | Ghi ban đầu giới hạn thời trong thời gian ba năm (1993-1995), trong đó giá trị pháp lý, bảo vệ biên giới và vùng đệm đã được thành lập và các nỗ lực bảo tồn quốc tế để được theo dõi và điều phối; Đồng thời bị đưa vào bởi cuộc nội chiến trong những năm 1980 ở Campuchia. | [ 17 ] [ 18 ] [ 19 ]                      |
| Pháo đài Bahla                                                                |                                                                                            | Bahla, Oman · 22°58′B 57°18′Đ / 22,967°B 57,3°Đ                                                         | Văn hóa: (iv)                               | —                       | 1987                | 1988–2004            | Sự xuống cấp của cấu trúc pháo đài và các ốc đảo của Bahla | [ 20 ] [ 21 ] [ 22 ] [ 23 ]               |
| Butrint                                                                       | Tàn tích của một nhà hát cổ đại                                                            | Quận Sarandë, Albania · 39°45′B 20°01′Đ / 39,75°B 20,017°Đ                                              | Văn hóa: (iii)                              | 3.980 (9.800)           | 1992                | 1997–2005            | Thiệt hại trong quá trình quản lý và bảo tồn | [ 24 ] [ 25 ] [ 26 ]                      |
| Nhà thờ lớn Köln                                                              | Phong cách Gothic của nhà thờ với các phiến đá màu xám đen                                 | North Rhine-Westphalia, Đức · 50°56′29″B 6°57′29″Đ / 50,94139°B 6,95806°Đ                               | Văn hóa: (i), (ii), (iv)                    | —                       | 1996                | 2004–2006            | Kế hoạch xây dựng các tòa nhà cao tầng gần nhà thờ đe dọa tới công trình, gây ảnh hưởng đến tính toàn vẹn của tài sản; hủy bỏ niêm yết sau khi kế hoạch xây dựng đã được tạm dừng và một vùng đệm mới được hình thành. | [ 27 ] [ 28 ] [ 29 ]                      |
| Khu bảo tồn chim quốc gia Djoudj                                              | Chim cốc trên một cây trụi                                                                 | Biffeche, Senegal · 16°30′B 16°10′T / 16,5°B 16,167°T                                                   | Thiên nhiên: (vii), (x)                     | 16.000 (40.000)         | 1981                | 1984–1988, 2000–2006 | Mối đe dọa dài hạn bởi kế hoạch xây dựng một con đập ở vùng hạ lưu (1984); hủy bỏ niêm yết (1988) là nước cung cấp cho công viên đã được bảo vệ bởi việc xây dựng một hệ thống thoát nước và một kế hoạch quản lý đã được chuẩn bị; bị đưa trở lại (2000) do các mối đe dọa môi trường và kinh tế gây ra bởi các loài Salvinia molesta và Pistia stratiotes cũng như các vấn đề quản lý nước trong khu bảo tồn                                                                                         | [ 30 ] [ 31 ] [ 32 ] [ 33 ] [ 34 ] [ 35 ] |
| Thung lũng Elbe ở Dresden#                                                    | Quan sát từ một ngọn đồi thấp trông xuống một con sông lớn chạy về phía thành phố Dresden. | Saxony, Đức · 51°03′B 13°49′Đ / 51,05°B 13,817°Đ                                                        | Văn hóa: (ii), (iii), (iv), (v)             | 1.930 (4.800)           | 2004                | 2006–2009            | Kế hoạch xây dựng cây cầu Waldschlösschen trong vùng lõi của cảnh quan văn hóa, loại bỏ khỏi danh sách các di sản thế giới vào năm 2009 sau khi việc xây dựng bắt đầu vào cuối năm 2007. | [ 36 ] [ 37 ]                             |
| Dubrovnik                                                                     | Bến du thuyền trong thành phố với các nhà thờ và một pháo đài.                             | Dubrovnik-Neretva, Croatia · 42°38′25″B 18°06′30″Đ / 42,64028°B 18,10833°Đ                              | Văn hóa: (i), (iii), (iv)                   | 97 (240)                | 1979                | 1991–1998            | Cuộc vây hãm Dubrovnik trong Chiến tranh giành độc lập Croatia | [ 38 ] [ 39 ] [ 40 ]                      |
| Pháo đài và Vườn Shalamar ở Lahore                                            | Lối vào của pháo đài được bao bọc bởi hai tòa tháp lớn.                                    | Punjab, · Pakistan · 31°35′25″B 74°18′35″Đ / 31,59028°B 74,30972°Đ                                      | Văn hóa: (i), (ii), (iii)                   | —                       | 1981                | 2000–2012            | Phá hủy các bể chứa nước lịch sử vào năm 1999 để mở rộng một con đường và bức tường bao quanh xấu đi qua khu vườn, được liệt kê theo yêu cầu của chính phủ Pakistan. | [ 41 ] [ 42 ]                             |
| Quần đảo Galápagos                                                            | Cảnh với thảm thực vật, đá và một eo đất.                                                  | Tỉnh Galápagos, Ecuador · 0°40′N 90°30′T / 0,667°N 90,5°T                                               | Thiên nhiên: (vii), (viii), (ix), (x)       | 14.066.514 (34.759.110) | 1978                | 2007–2010            | Các mối đe dọa khác nhau bao gồm cả dự phòng không đủ khả năng cho việc giới thiệu các loài ngoại lai, phân bổ nguồn lực không đủ cho các cơ quan bảo tồn và quản lý, sự hiện diện của một số lượng lớn người nhập cư bất hợp pháp, không kiểm soát được tốc độ tăng trưởng nhanh chóng của ngành du lịch, đánh bắt và câu cá quá nhiều | [ 43 ] [ 44 ] [ 45 ] [ 46 ]               |
| Các nhóm công trình tại Hampi                                                 | Cấu trúc các cổng cao được trang trí với nhiều hốc.                                        | Huyện Bellary, Ấn Độ · 15°20′6″B 76°27′43″Đ / 15,335°B 76,46194°Đ                                       | Văn hóa: (i), (iii), (iv)                   | —                       | 1986                | 1999–2006            | Một phần xây dựng hai cây cầu cáp treo trong các lĩnh vực khảo cổ học bảo vệ của Hampi đe dọa sự toàn vẹn và tính xác thực | [ 47 ] [ 48 ] [ 49 ]                      |
| Vườn quốc gia Ichkeul                                                         | Rừng ven biển.                                                                             | Bizerta, Tunisia · 37°10′B 9°40′Đ / 37,167°B 9,667°Đ                                                    | Thiên nhiên: (x)                            | 12.600 (31.000)         | 1980                | 1996–2006            | Xây dựng các đập ngăn dòng nước ngọt chảy đến khu vực và gây ra một độ mặn của hồ và đầm lầy tăng cũng như giảm số lượng các loài chim di trú. | [ 50 ] [ 51 ] [ 52 ]                      |
| Vườn quốc gia Iguaçu                                                          | Một thác nước lớn tại một hẻm núi hình móng ngựa.                                          | Bang Paraná, Brasil · 25°41′N 54°26′Đ / 25,683°N 54,433°Đ                                               | Thiên nhiên: (vii), (x)                     | 170.086 (420.290)       | 1986                | 1999–2001            | Trái phép mở đường ("Estrada do Colono", Bồ Đào Nha cho "Đường định cư") thông qua vườn quốc gia, đập trên sông Iguazu và các chuyến bay của máy bay trực thăng. | [ 53 ] [ 54 ] [ 55 ]                      |
| Thung lũng Kathmandu                                                          | Những ngôi nhà và tháp có cấu trúc màu đỏ.                                                 | Thung lũng Kathmandu, Nepal · 27°42′14″B 85°18′31″Đ / 27,70389°B 85,30861°Đ                             | Văn hóa: (iii), (iv), (vi)                  | 167 (410)               | 1979                | 2003–2007            | Mất một phần đáng kể các yếu tố truyền thống của sáu trong bảy khu vực tượng đài và kết quả làm mất tính xác thực và tính toàn vẹn của toàn bộ tài sản. | [ 56 ] [ 57 ] [ 58 ]                      |
| Vùng Tự nhiên và Văn hóa-Lịch sử của Kotor                                    | Một thị trấn ở vùng núi đá bên cạnh một vịnh nhỏ.                                          | Vịnh Kotor, Kotor và lãnh thổ xung quanh, Montenegro · 42°29′B 18°42′Đ / 42,483°B 18,7°Đ                | Văn hóa: (i), (ii), (iii), (iv)             | —                       | 1979                | 1979–2003            | Thiệt hại sau trận động đất ngày 15 tháng 4 năm 1979 | [ 59 ] [ 60 ] [ 61 ]                      |
| Vườn quốc gia Manas                                                           | Cầu treo qua sông lót bằng thảm thực vật nhiệt đới trong một cảnh quan núi non.            | Assam, Ấn Độ · 26°30′B 91°51′Đ / 26,5°B 91,85°Đ                                                         | Thiên nhiên: (vii), (ix), (x)               | 39.100 (97.000)         | 1985                | 1992–2011            | Săn bắt trộm, thiệt hại cho cơ sở hạ tầng của vườn quốc gia và giảm dân số của một số loài đặc biệt là tê giác Ấn Độ sau một cuộc săn bắt bởi các chiến binh của bộ lạc Bodo vào năm 1992 | [ 62 ] [ 63 ] [ 64 ]                      |
| Khu bảo tồn Ngorongoro                                                        | Đồng bằng và các hồ nhìn từ trên cao.                                                      | Vùng Arusha, Tanzania · 3°11′N 35°32′Đ / 3,183°N 35,533°Đ                                               | Thiên nhiên: (iv), (vii), (viii), (ix), (x) | —                       | 1978                | 1984–1989            | Từ chối bảo tồn | [ 30 ] [ 65 ] [ 66 ]                      |
| Vườn quốc gia hồ Plitvice                                                     | Hồ màu Turqois với những phiến đá trắng.                                                   | Lika-Senj, Croatia · 44°53′B 15°37′Đ / 44,883°B 15,617°Đ                                                | Thiên nhiên: (vii), (viii), (ix)            | 19.200 (47.000)         | 1979                | 1992–1997            | Mối đe dọa tiềm năng do chiến tranh giành độc lập ở Croatia | [ 67 ] [ 68 ] [ 69 ]                      |
| Ruộng bậc thang trên các dãy núi của Philippines                              |                                                                                            | Ifugao, · Philippines · 16°55′B 121°3′Đ / 16,917°B 121,05°Đ                                             | Văn hóa: (iii), (iv), (v)                   | 500.000 (1.200.000)     | 1995                | 2001–2012            | Sự vắng mặt của chương trình giám sát hệ thống và một kế hoạch quản lý toàn diện | [ 70 ] [ 71 ]                             |
| Cung điện hoàng gia ở Abomey                                                  | Bức tường đá và một túp lều đơn giản với các trang trí các loài động thực vật làm nhạt.    | Zou Department, Benin · 7°11′26″B 1°59′36″Đ / 7,19056°B 1,99333°Đ                                       | Văn hóa: (iii), (iv)                        | 48 (120)                | 1985                | 1985–2007            | Tình trạng suy giảm do các yếu tố và phục hồi không thích hợp trong cuộc xung đột với tính xác thực của di tích | [ 72 ] [ 73 ] [ 74 ] [ 75 ]               |
| Vườn quốc gia núi Rwenzori                                                    | Đồi núi thấp và với đồng cỏ, cây và đất nông nghiệp ở phía trước của một ngọn núi.         | Quận Bundibugyo, Kabarole và Kasese, Uganda · 0°13′B 29°55′Đ / 0,217°B 29,917°Đ                         | Thiên nhiên: (vii), (ix)                    | 99.600 (246.000)        | 1994                | 1999–2004            | Tình hình an ninh và thiếu giám sát | [ 53 ] [ 76 ] [ 77 ]                      |
| Vườn quốc gia Sangay                                                          | Cảnh quan rừng núi.                                                                        | Tỉnh Chimborazo, Morona-Santiago và Tungurahua, Ecuador · 1°50′N 78°20′T / 1,833°N 78,333°T             | Thiên nhiên: (vii), (viii), (ix), (x)       | 271.925 (671.940)       | 1983                | 1992–2005            | Săn bắn, chăn thả gia súc bất hợp pháp, xâm lấn và mối đe dọa tiềm năng từ một dự án xây dựng đường | [ 78 ] [ 79 ] [ 80 ]                      |
| Khu bảo tồn thiên nhiên Srebarna                                              | Hồ nước trong một cảnh quan với thảm thực vật thấp.                                        | Srebarna, tỉnh Silistra, Bulgaria · 44°06′50″B 27°04′40″Đ / 44,11389°B 27,07778°Đ                       | Thiên nhiên: (x)                            | 638 (1.580)             | 1983                | 1992–2003            | Phòng chống lũ lụt theo mùa và sử dụng nông nghiệp gây ra sự suy giảm và biến mất của một số loài sẻ và chim mặt nước | [ 81 ] [ 82 ] [ 83 ]                      |
| Timbuktu                                                                      | Cấu trúc hình kim tự tháp với thanh gắn trên bức tường của nó.                             | Timbuktu và Tombouctou, Mali · 16°46′24″B 2°59′58″T / 16,77333°B 2,99944°T                              | Văn hóa: (ii), (iv), (v)                    | —                       | 1988                | 1990–2005            | Mối đe dọa từ cát và nhiệt độ ảnh hưởng tới các bức tường bùn | [ 84 ] [ 85 ] [ 86 ]                      |
| Tipasa                                                                        | Một số mái vòm của một tòa nhà đổ nát.                                                     | Tỉnh Tipaza, Algérie · 36°33′24″B 2°23′0″Đ / 36,55667°B 2,38333°Đ                                       | Văn hóa: (iii), (iv)                        | 52 (130)                | 1982                | 2002–2006            | Việc bảo trì ảnh hưởng đến tính toàn vẹn và vùng đệm | [ 87 ] [ 88 ] [ 89 ]                      |
| Mỏ muối Wieliczka                                                             | Large room with lamps hanging from the ceiling and sculptures or reliefs along the walls.  | Wieliczka,Wieliczka, Małopolskie, Ba Lan · 49°58′45″B 20°03′50″Đ / 49,97917°B 20,06389°Đ                | Văn hóa: (iv)                               | 969 (2.390)             | 1978                | 1989–1998            | Vấn đề về độ ẩm | [ 66 ] [ 90 ] [ 91 ]                      |
| Vườn quốc gia Yellowstone                                                     | Thác nước lớn và một cảnh quan núi đá. trong vườn quốc gia                                 | Bang Wyoming và diện tích nhỏ ở các bang Montana và Idaho, Hoa Kỳ · 44°30′B 110°50′T / 44,5°B 110,833°T | Thiên nhiên: (vii), (viii), (ix), (x)       | 898.349 (2.219.870)     | 1978                | 1995–2003            | Xác định chắc chắn mối đe doa đối với loài cá hồi Yellowstone cũng như rò rỉ nước thải và chất thải ô nhiễm ở các bộ phận của vườn quốc gia, các mối đe dọa tiềm năng từ hoạt động khai thác khoáng sản trong quá khứ, đề xuất chương trình kiểm soát để loại trừ bệnh brucella trong các đàn bò rừng bizon | [ 92 ] [ 93 ] [ 94 ]                      |
| Bam và cảnh quan văn hóa của nó                                               | Cấu trúc bằng đá ở Bam                                                                     | Quận Bam, tỉnh Kerman, Iran · 29°06′B 58°21′T / 29,1°B 58,35°T                                          | Văn hóa: (ii), (iii), (iv), (v)             |                         | 2004                | 2004–2013            | Trung tâm Di sản thế giới và các cơ quan tư vấn cho rằng Iran đã giải quyết tốt các công việc cần thiết để hoàn thành các biện pháp khắc phục còn lại được xác định từ tháng 10 năm 2011. Nhưng vẫn còn phải lưu ý rằng, di sản này vẫn còn dễ bị tổn thương, đặc biệt là những thách thức trong việc kiểm soát xây dựng trái phép, bảo vệ các vùng đệm, nhất quán trong phục hồi, và đảm bảo an ninh liên tục cho di sản.                                                                             | [ 95 ] [ 96 ]                             |
| Khu phế tích Kilwa Kisiwani và Songo Mnara                                    | Nhà thờ lớn.                                                                               | Kilwa, Lindi, Tanzania · 8°57′35″N 39°30′46″Đ / 8,95972°N 39,51278°Đ                                    | Văn hóa: (iii)                              |                         | 1981                | 2004–2014            | UNESCO hoan nghênh với việc bảo tồn và phục hồi chức năng của phế tích (70%), đặc biệt là có sự tham gia của cộng đồng trong việc phục hồi và duy trì tài sản.Tuy nhiên, di sản vẫn đang phải đối mặt với đe dọa từ biến đổi khí hậu, xói mòn. Vì vậy, UNESCO yêu cầu vẫn cần phải có những biện pháp cả về tài chính và kỹ thuật để giải quyết thách thức trong tương lai. | [ 97 ]                                    |
| Vườn quốc gia Los Katíos                                                      | Sông Atrato chảy qua Vườn quốc gia Los Katíos.                                             | Antioquia, Chocó, Colombia · 7°40′0″B 77°00′0″T / 7,66667°B 77°T                                        | Thiên nhiên: (ix), (x)                      | 72.000 (180.000)        | 1994                | 2009–2015            | Ủy ban ca ngợi những nỗ lực của chính phủ Colombia và cho biết đây là một ví dụ tốt nhất trong công tác phục hồi di sản thế giới bị đe dọa bằng những nỗ lực hợp tác quốc tế để bảo vệ di sản, tình trạng khai thác gỗ trái phép và săn bắt động vật quá mức đã được giảm rõ rệt. | [ 98 ]                                    |
| Mtskheta                                                                      | Nhà thờ chính tòa Svetitskhoveli ở Mtskheta.                                               | Mtskheta, Georgia · 41°51′0″B 44°43′0″Đ / 41,85°B 44,71667°Đ                                            | Văn hóa: (iii), (iv)                        | 3,85 (9,5)              | 1994                | 2009–2016            | Ủy ban phản ánh công nhận những nỗ lực của Gruzia để cải thiện việc bảo vệ và quản lý các di tích lịch sử và trùng tu các bức bích họa. Ngoài ra, việc mở rộng đô thị đã được quy hoạch bao gồm việc giới hạn và thiết lập cảnh quan cho phù hợp. | [ 99 ]                                    |
| Vườn quốc gia Núi Semien                                                      | Núi Semien.                                                                                | Amhara, Ethiopia · 13°11′0″B 38°4′0″Đ / 13,18333°B 38,06667°Đ                                           | Thiên nhiên: (ix), (x)                      | 22.000 (54.000)         | 1978                | 1996–2017            | Ủy ban Di sản thế giới thừa nhận những nỗ lực trong công tác quản lý nhằm giảm thiểu tình trạng chăn thả gia súc và quá tải về khách du lịch cũng như đảm bảo tính toàn vẹn của di sản. Ủy ban hoan nghênh việc Etiopia cam kết xây dựng một con đường khác để giảm thiểu sự xáo trộn về giao thông bởi con đường chính đi qua di sản cũng như việc chăn thả gia súc, và quá tải của khách du lịch. Ngoài ra, quần thể đặc hữu của vườn quốc gia đã được ổn đinh, đặc biệt là loài Khỉ đầu chó Gelada. | [ 100 ]                                   |
| Vườn quốc gia Comoé                                                           | Sông Comoe.                                                                                | Zanzan và Savanes, Côte d'Ivoire · 9°0′0″B 4°0′0″T / 9°B 4°T                                            | Thiên nhiên: (ix), (x)                      | 1.150.000 (2.800.000)   | 1983                | 2003–2017            | UNESCO đã chúc mừng Bờ Biển Ngà trong việc ngăn chặn nạn săn bắn trộm. Quần thể các loài voi và tinh tinh được cho là biến mất khỏi vườn quốc gia đang có dấu hiệu hồi lại tích cực, môi trường sống cũng được đảm bảo trước các yếu tố về ô nhiễm và phát triển đô thị quá mức. Các mục tiêu bảo tồn động vật hoang dã thực sự đã đáp ứng được thậm chí vượt yêu cầu | [ 101 ]                                   |
| Tu viện Gelati                                                                | Gelati.                                                                                    | Imereti, Georgia · 42°15′44″B 42°42′59″Đ / 42,26222°B 42,71639°Đ                                        | Văn hóa: (iv)                               |                         | 1994                | 2010–2017            | Một quyết định được đưa ra tại phiên họp lần thứ 41 khi Nhà thờ chính tòa Bagrati bị loại ra khỏi ranh giới của Di sản thế giới do quá trình tái thiết lớn gây ảnh hưởng tới tính toàn vẹn và xác thực của di sản. Quyết định chỉ còn giữ lại Tu viện Gelati trong danh sách di sản thế giới. Xung đột vũ trang, ô nhiễm, thiên tai là các yếu tố ảnh hưởng chính đến di sản. | *                                         |
| Rạn san hô Belize                                                             | Rạn san hô Belize.                                                                         | Belize · 17°18′58″B 87°32′4″T / 17,31611°B 87,53444°T                                                   | Thiên nhiên: (vii),(ix),(x)                 | 96.300 (238.000)        | 1996                | 2009–2018            | Ủy ban Di sản thế giới đã xem xét các biện pháp, trong đó có việc cấm thăm dò dầu khí trong toàn bộ khu vực biển Belize, cùng với đó là tăng cường các quy định về lâm nghiệp trong bảo vệ các khu rừng ngập mặn, các tác nhân khiến rạn san hô này bị đưa vào danh sách bị đe dọa vào năm 2009. | [ 103 ]                                   |
| Các xưởng diêm tiêu Humberstone và Santa Laura                                | Humberstone.                                                                               | Chile · 20°12′21″N 69°47′39″T / 20,20583°N 69,79417°T                                                   | Văn hóa: (ii),(iii),(iv)                    | 573,48 (1.417,1)        | 2005                | 2005–2019            | Do sự thiếu giám sát và công tác bảo tồn trong hơn 40 năm cùng với việc các tòa nhà bị hư hại do các trận gió lớn nên di sản này bị liệt vào danh sách bị đe dọa cùng với năm nó được công nhận. Trong suốt 15 năm qua, một loạt các biện pháp đã được sử dụng bao gồm cả việc kiểm soát cũng như xây dựng hàng rào bảo vệ xung quanh. | [ 104 ]                                   |
| Nơi sinh của Chúa Jesus: Nhà thờ Giáng Sinh và đường hành hương tại Bethlehem | Nhà thờ Giáng Sinh.                                                                        | Palestine · 31°42′15,5″B 35°12′27,5″Đ / 31,7°B 35,2°Đ                                                   | Văn hóa: (iv), (vi)                         | 2,98 (7,4)              | 2012                | 2012–2019            | Được công nhận và đồng thời đưa vào Danh sách Di sản thế giới bị đe dọa vào năm 2012 do sự xuống cấp của Nhà thờ Giáng sinh. Ủy ban Di sản thế giới đã đánh giá cao những công việc được thực hiện bao gồm phục hồi mái nhà, mặt tiền, khảm và cửa cùng với việc gác lại dự án xây dựng đường hầm ngầm dưới khu vực bảo tồn giúp bảo tồn tính toàn vẹn di sản. | [ 105 ]                                   |
| Thành phố cảng Liverpool#                                                     | Cảnh quan ven sông nổi tiếng ở thành phố.                                                  | Liverpool, Anh Quốc · 53°24′24″B 2°59′40″T / 53,40667°B 2,99444°T                                       | Văn hóa: (ii), (iii), (iv)                  | 136 (340)               | 2004                | 2012-2021            | Kế hoạch xây dựng dự án Liverpool Waters gồm các tòa nhà chọc trời, bến tàu du lịch và hàng ngàn căn hộ mọc lên tại sát các bến tàu cũ. Cùng với đó là kế hoạch xây dựng sân vận động ngay trên âu tàu Bramley Moore Dock. Và trước những khuyến cáo, UNESCO và chính quyền thành phố đã không đạt được tiếng nói chung, chính vì vậy mà nó đã bị tước bỏ danh hiệu Di sản thế giới vào năm 2021. | [ 36 ] [ 106 ]                            |

### Hình ảnh

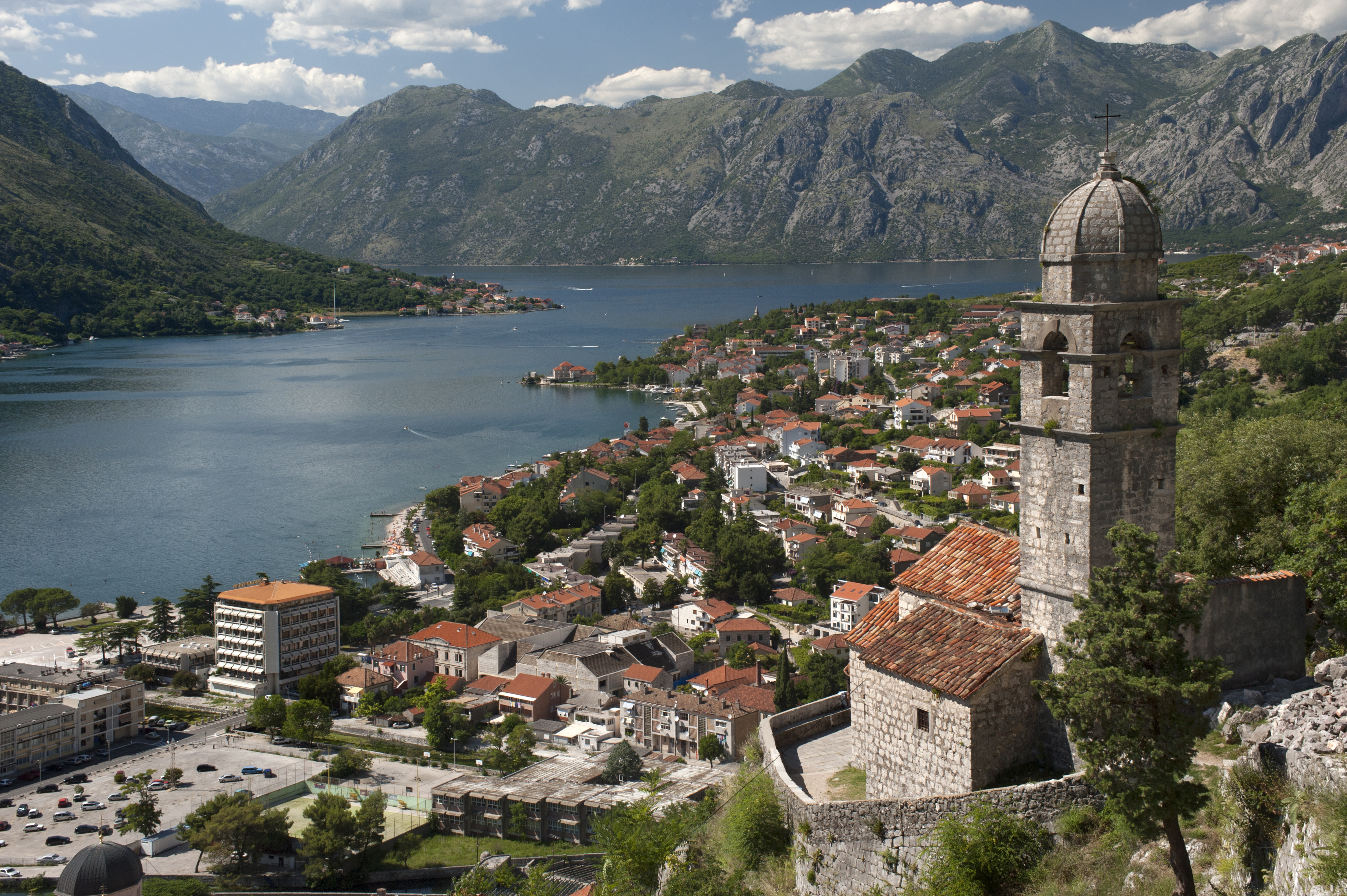
Vùng Tự nhiên và Văn hóa-Lịch sử của Kotor
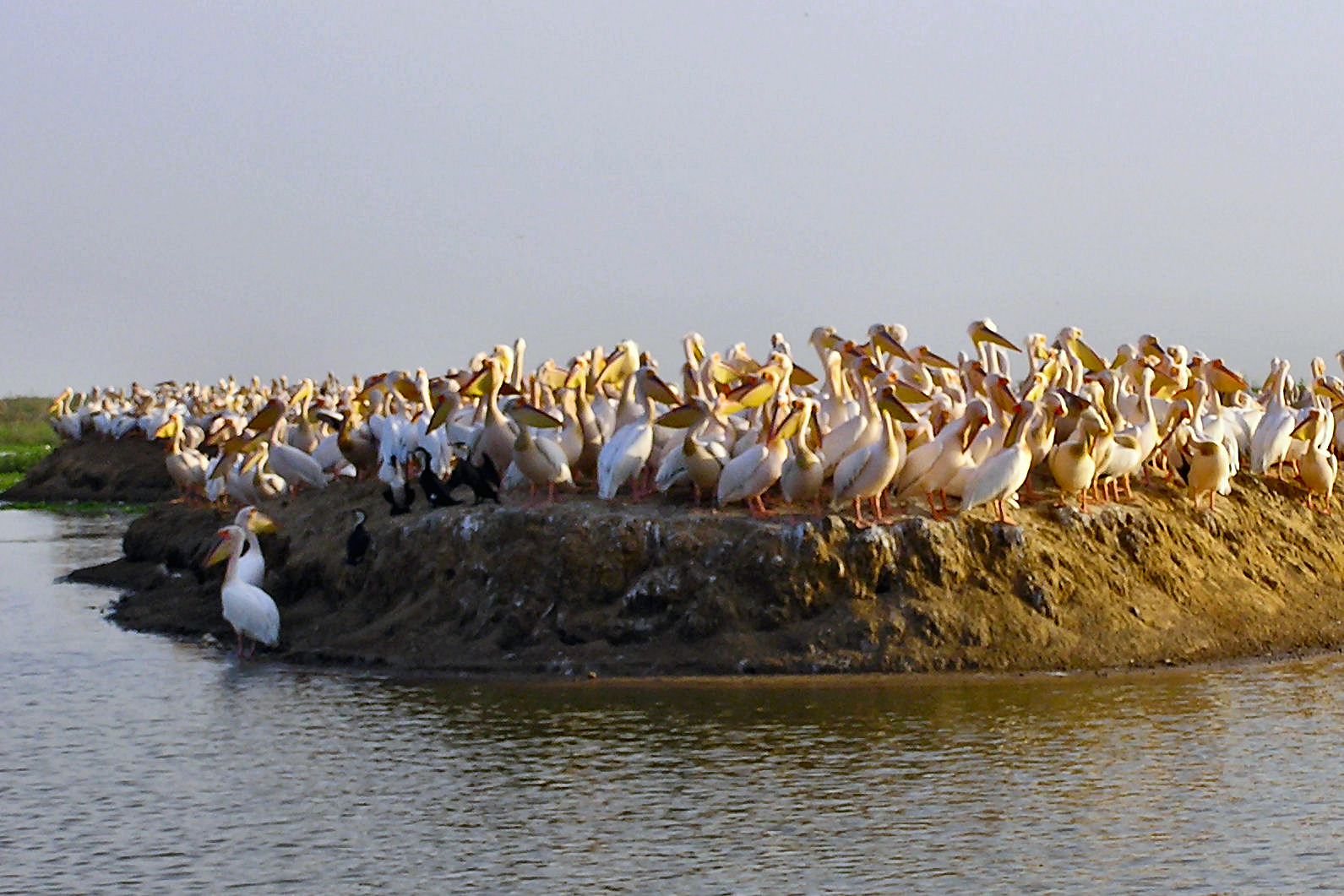
Hàng trăm con bồ nông tập trung trên một hòn đảo tại Khu bảo tồn chim quốc gia Djoudj.
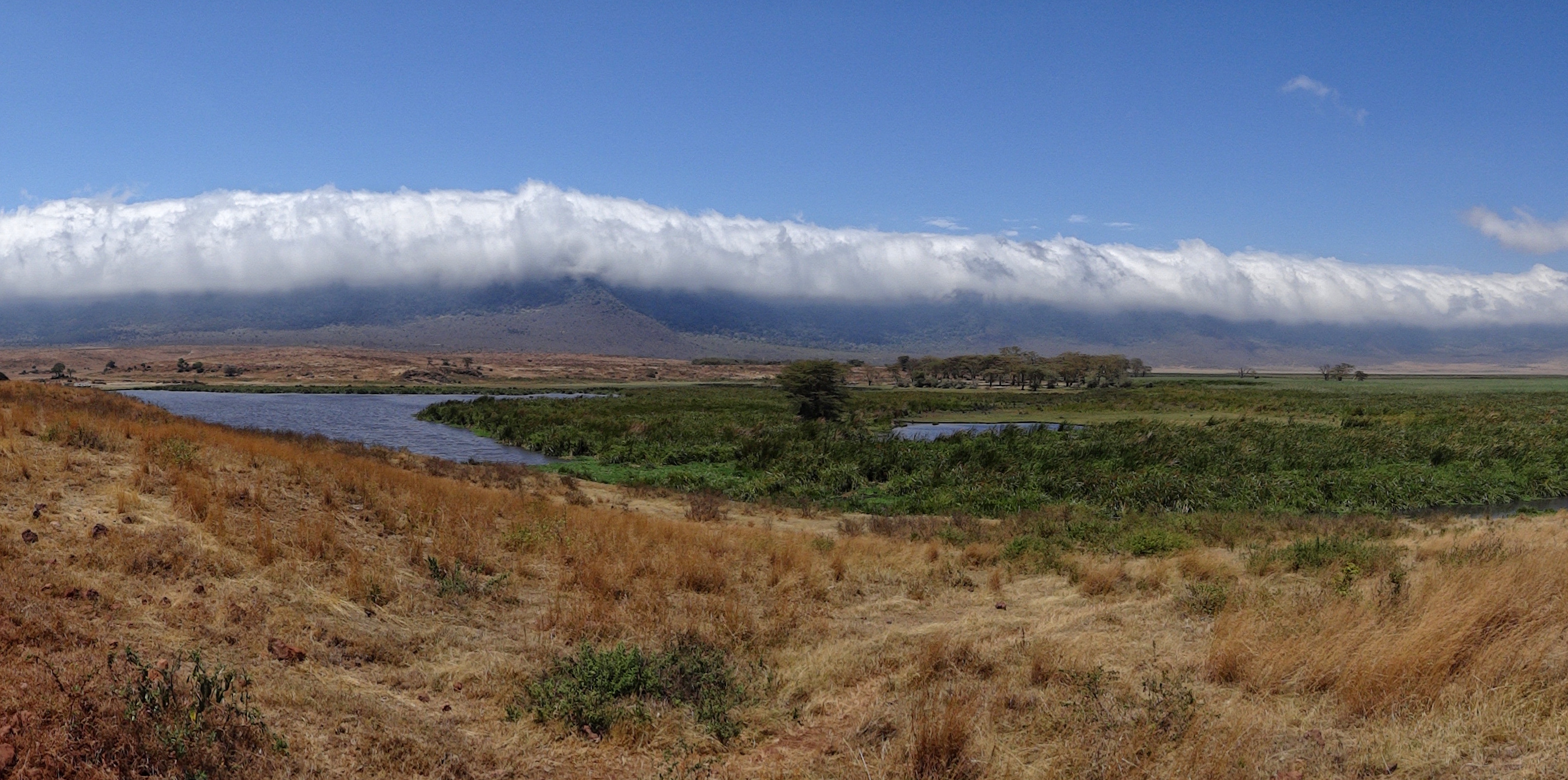
Khu bảo tồn Ngorongoro
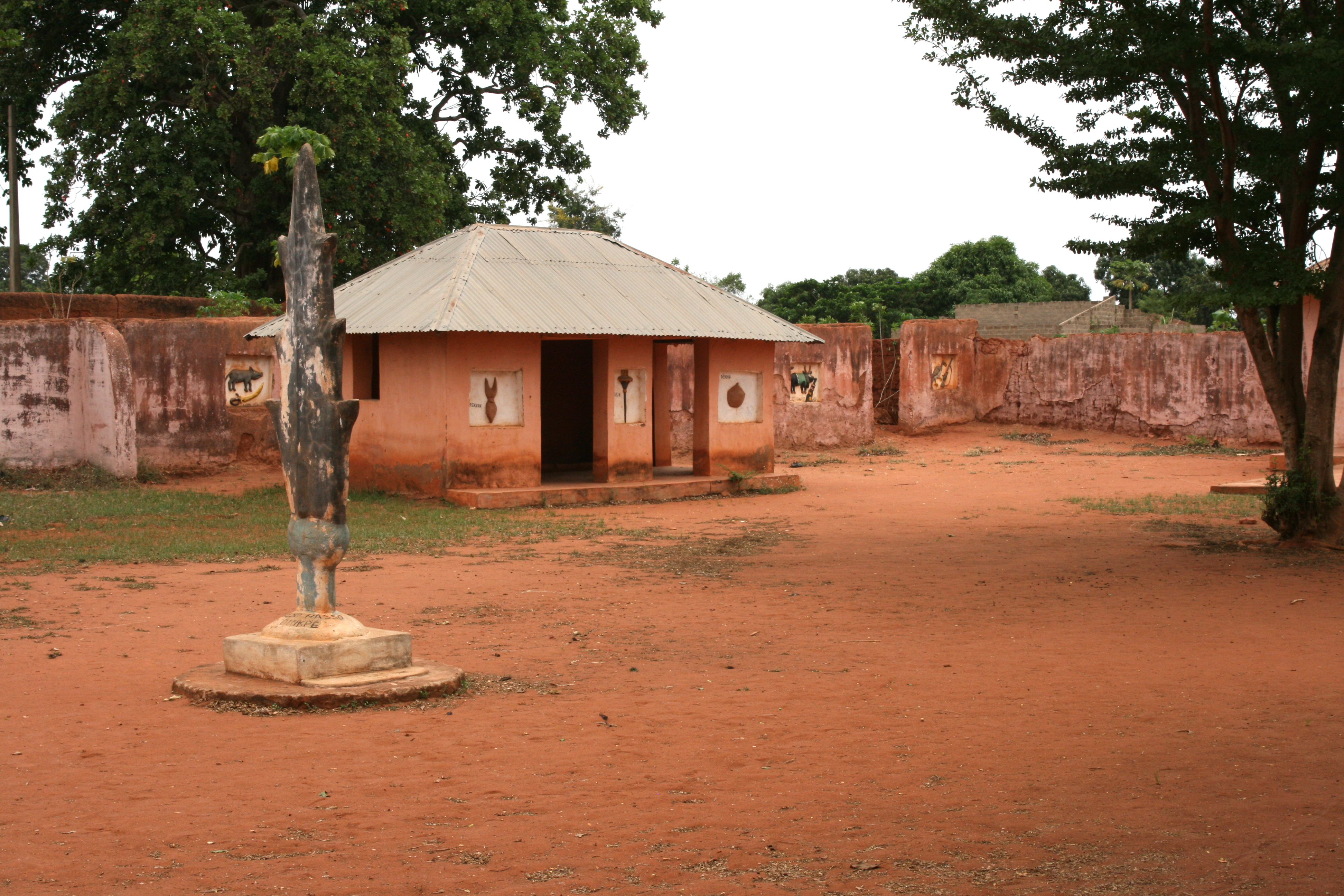
Cung điện hoàng gia ở Abomey, Benin.
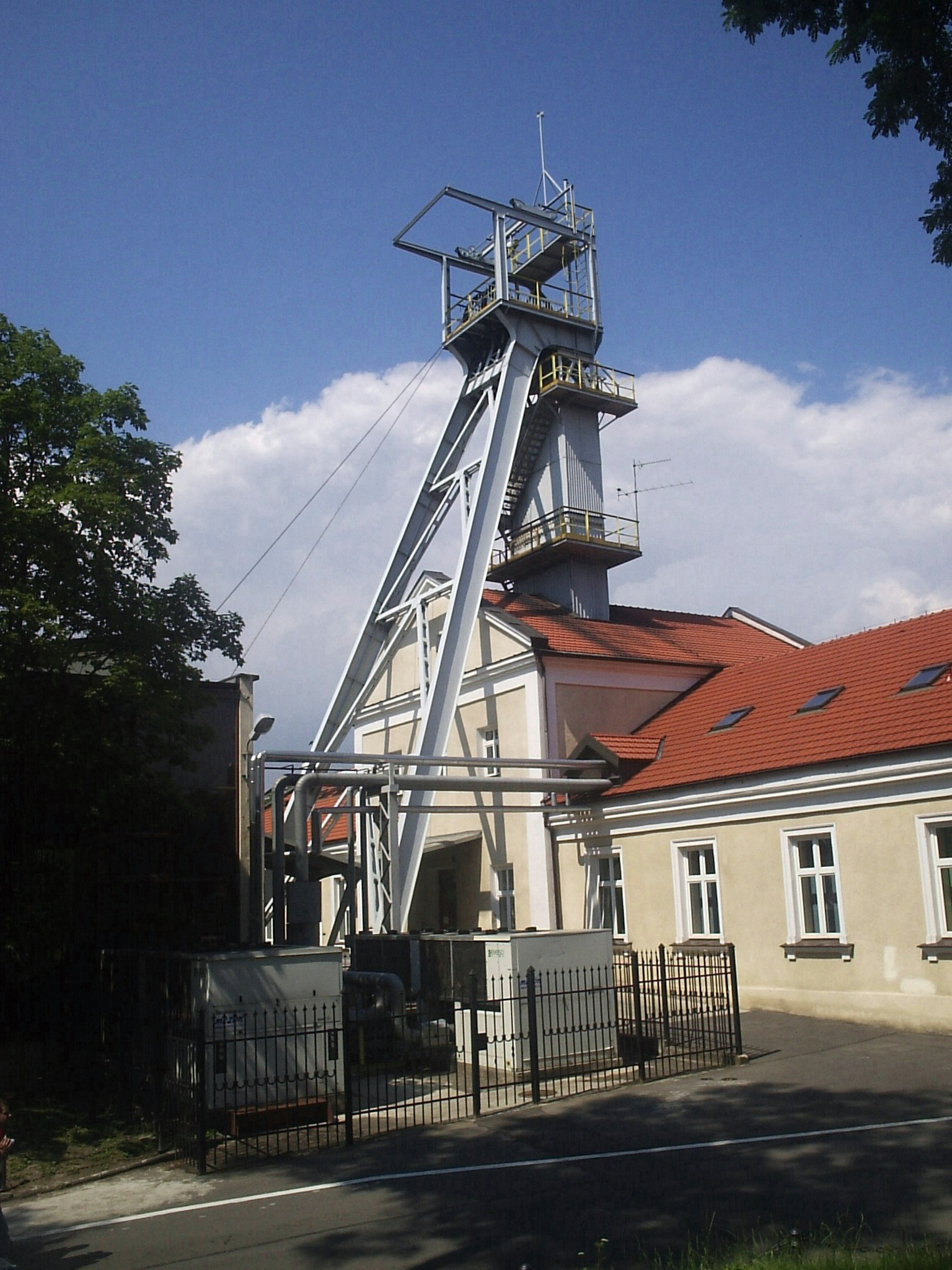
Cổng dẫn xuống Mỏ muối Wieliczka, Ba Lan.
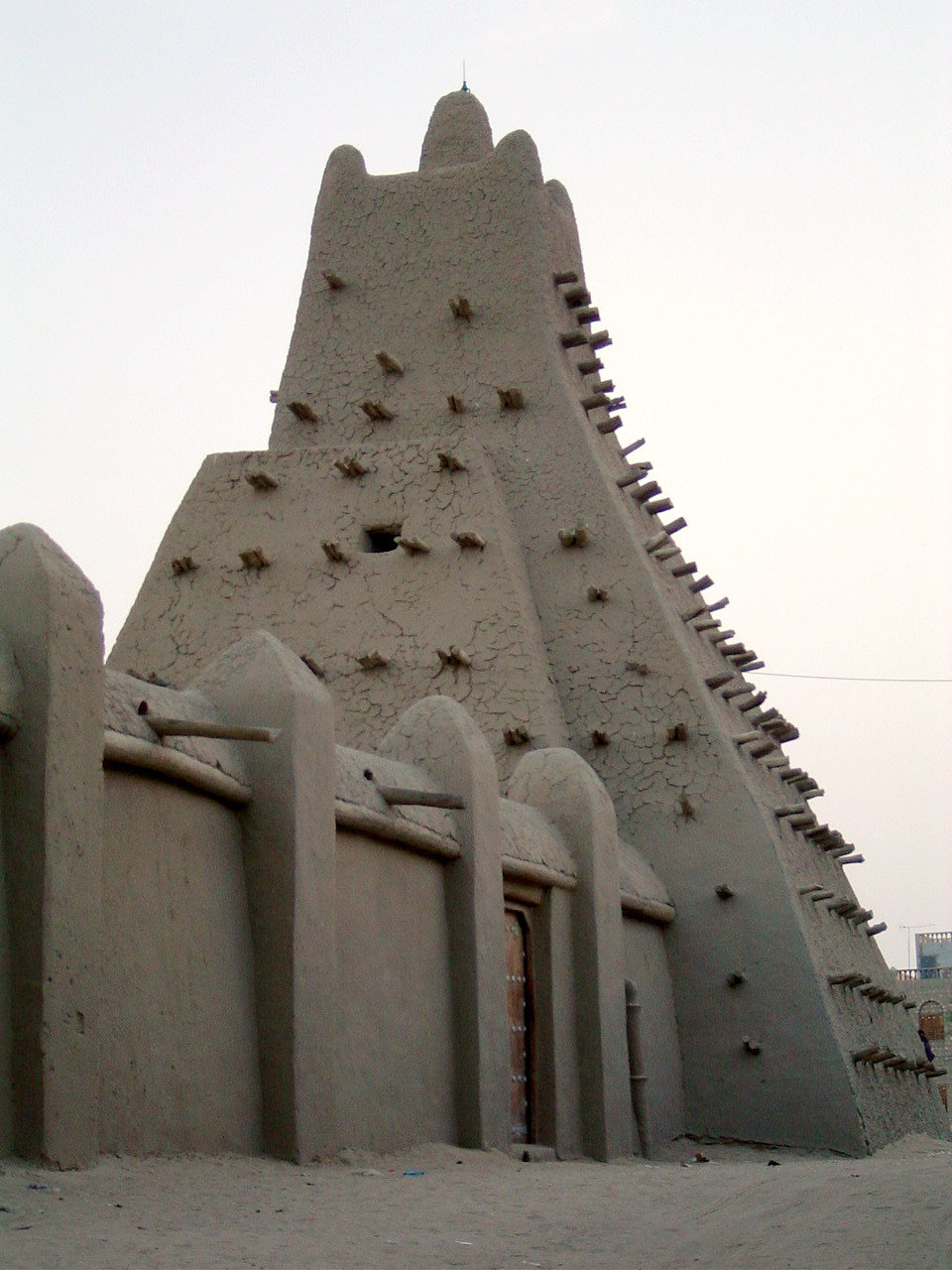
Đại học Sankoré là một trong ba cơ sở giáo dục thời cổ đại ở Timbuktu, Mali.
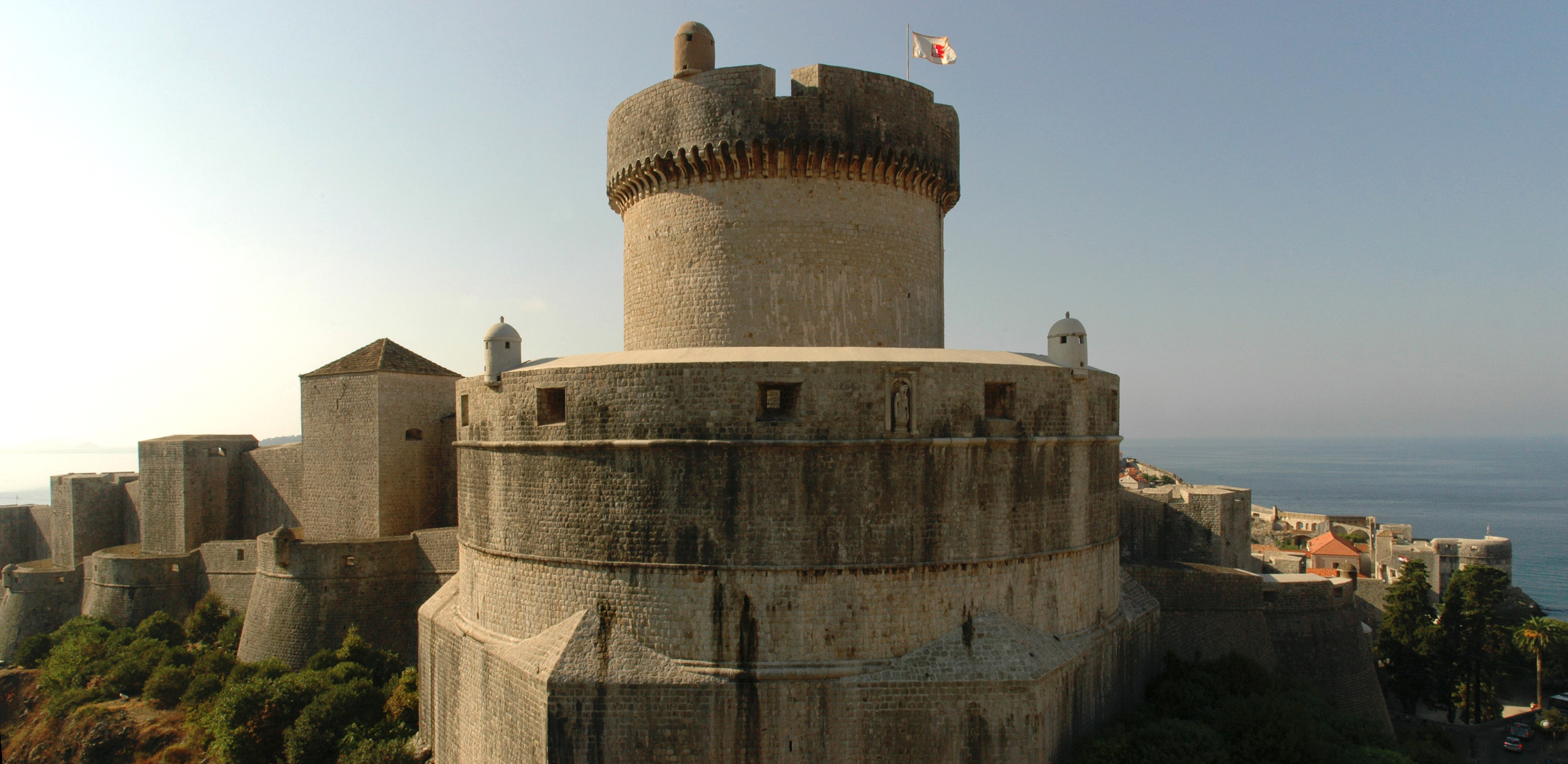
Bức tường Phòng thủ của Dubrovnik, nay là một phần trong di sản thế giới "Thành phố cổ Dubrovnik".
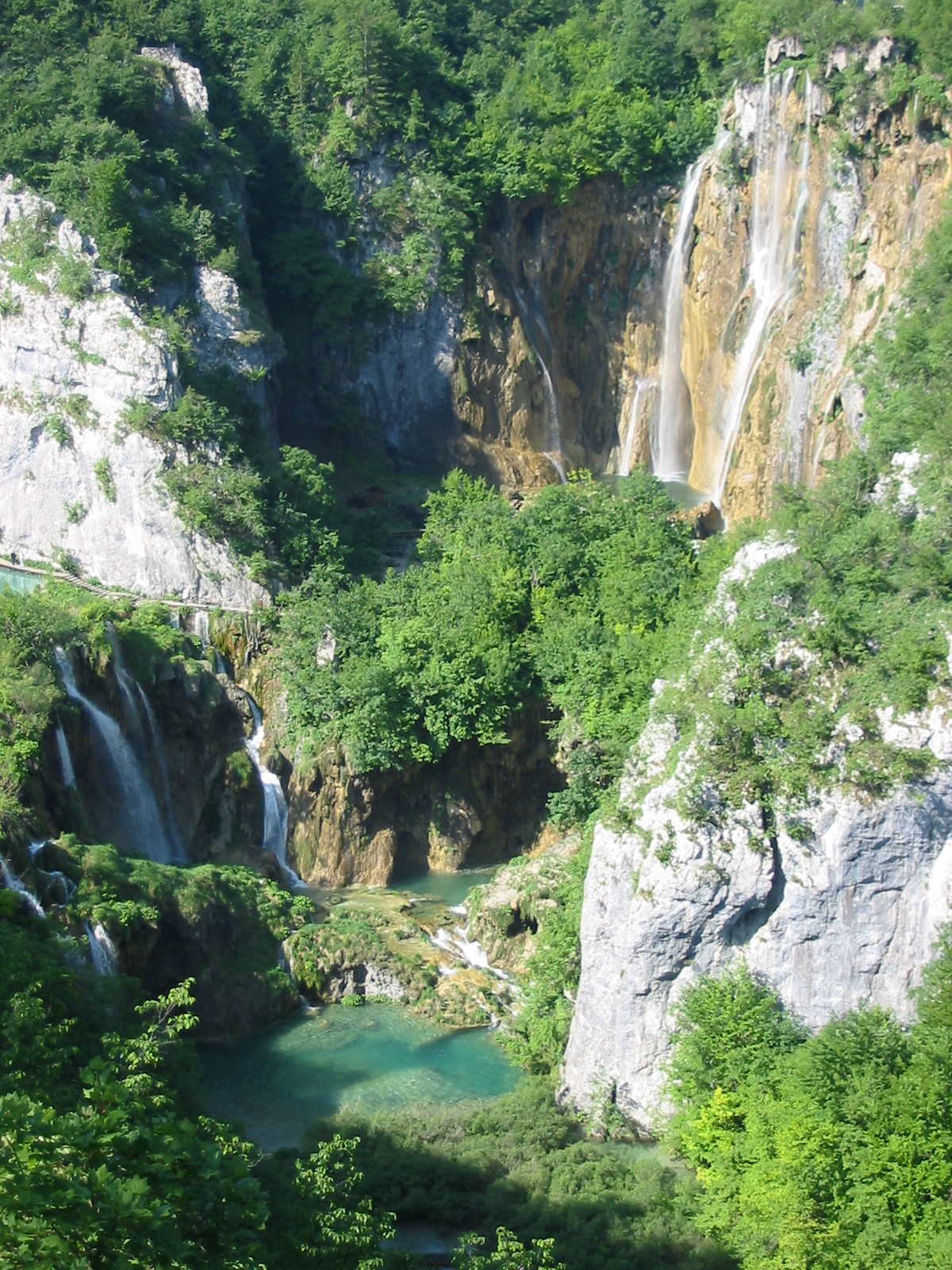
Các thác nước trong Vườn quốc gia hồ Plitvice.
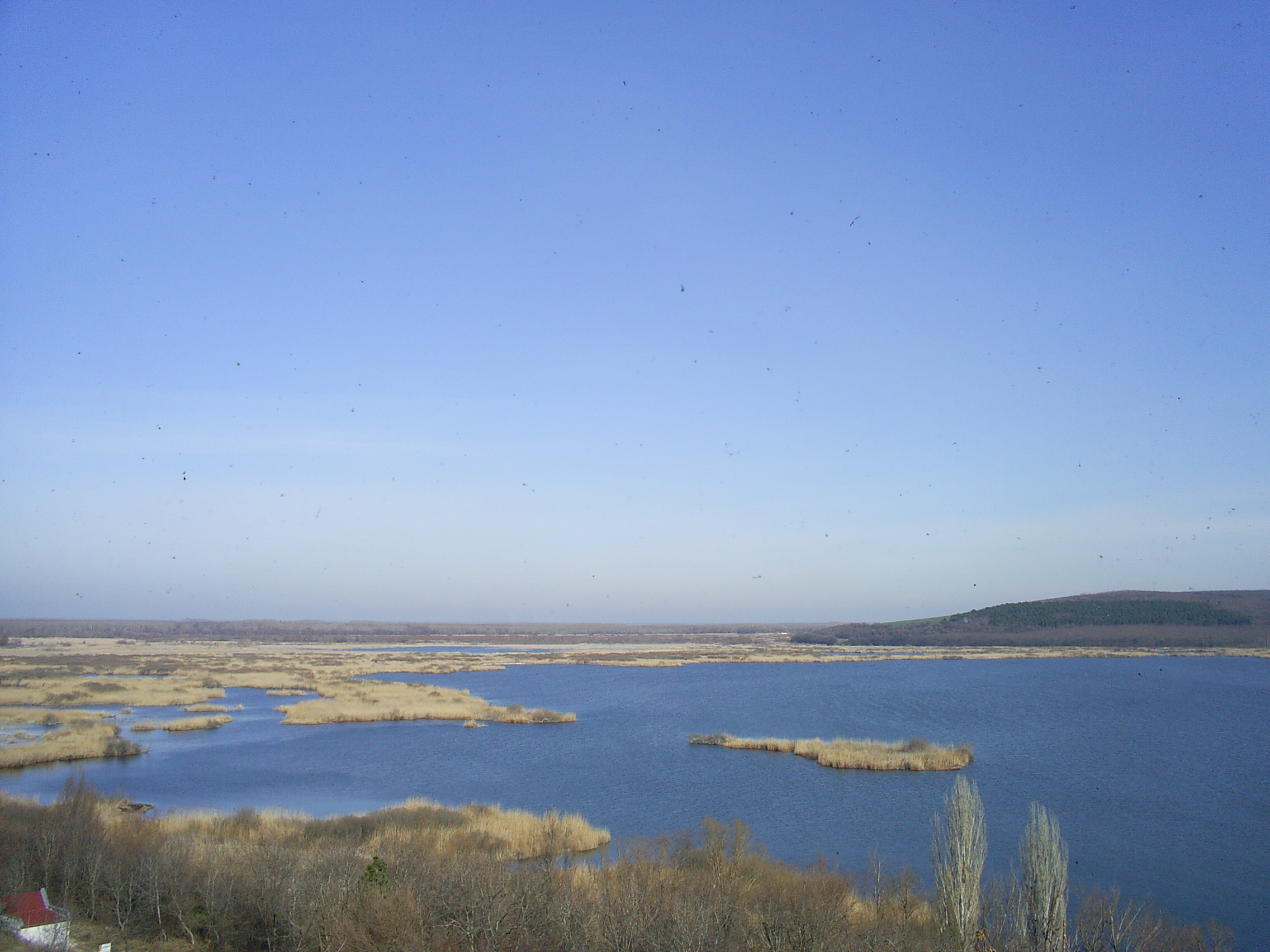
Khu bảo tồn thiên nhiên Srebarna, Bulgaria.
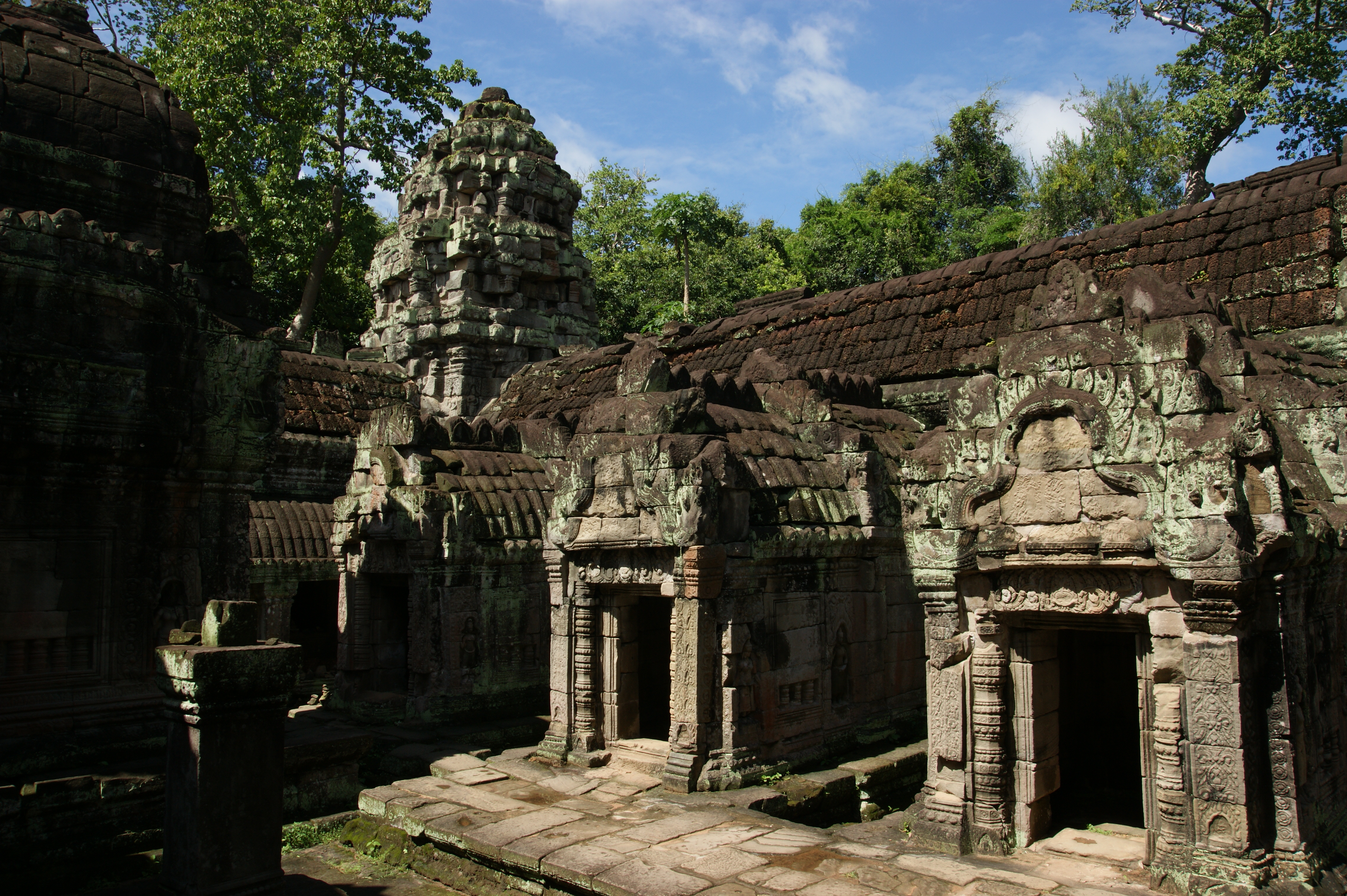
Đền Preah Khan trong tổ hợp tại Angkor, Cambodia.
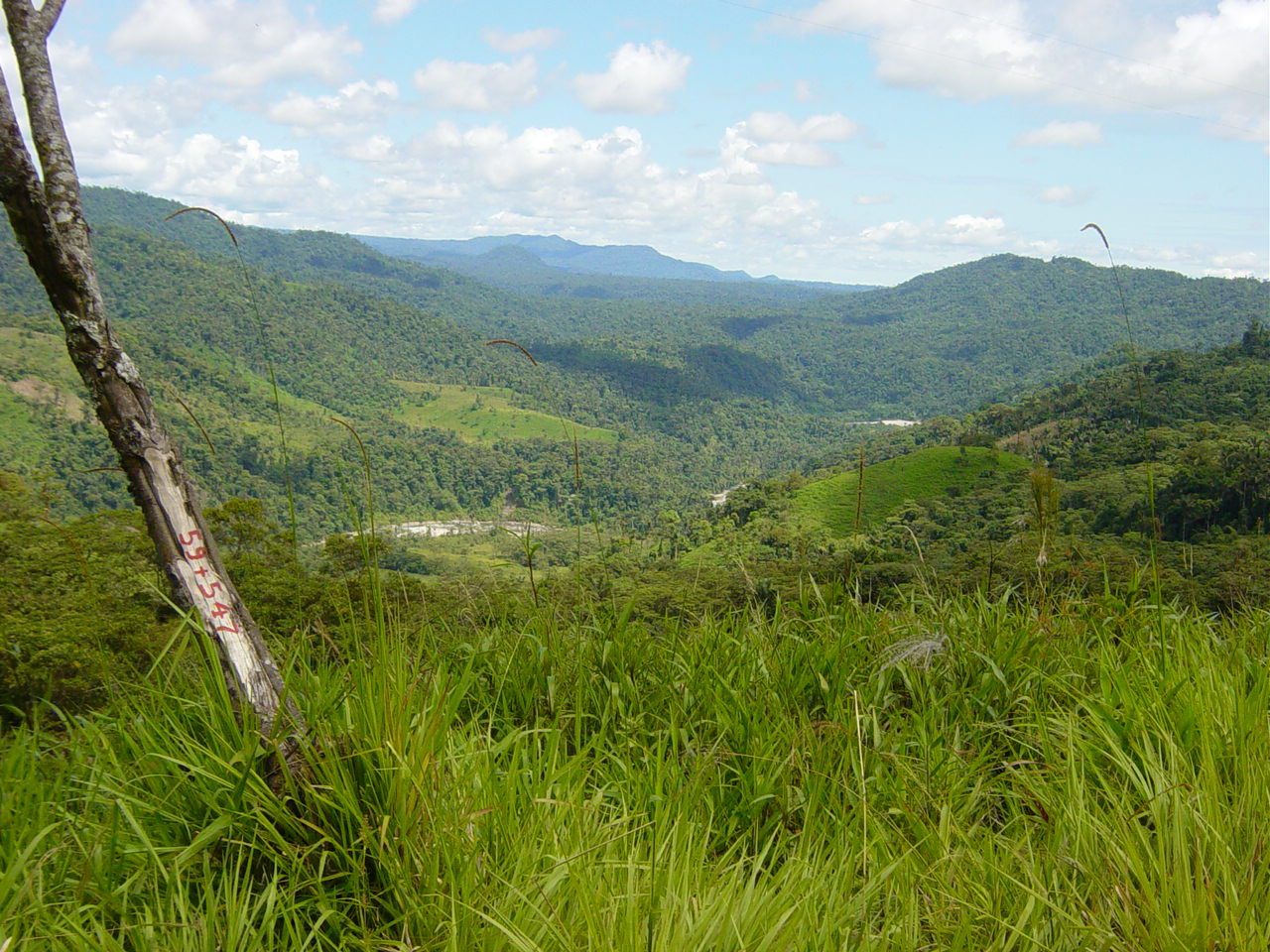
Vườn quốc gia Sangay, Ecuador.
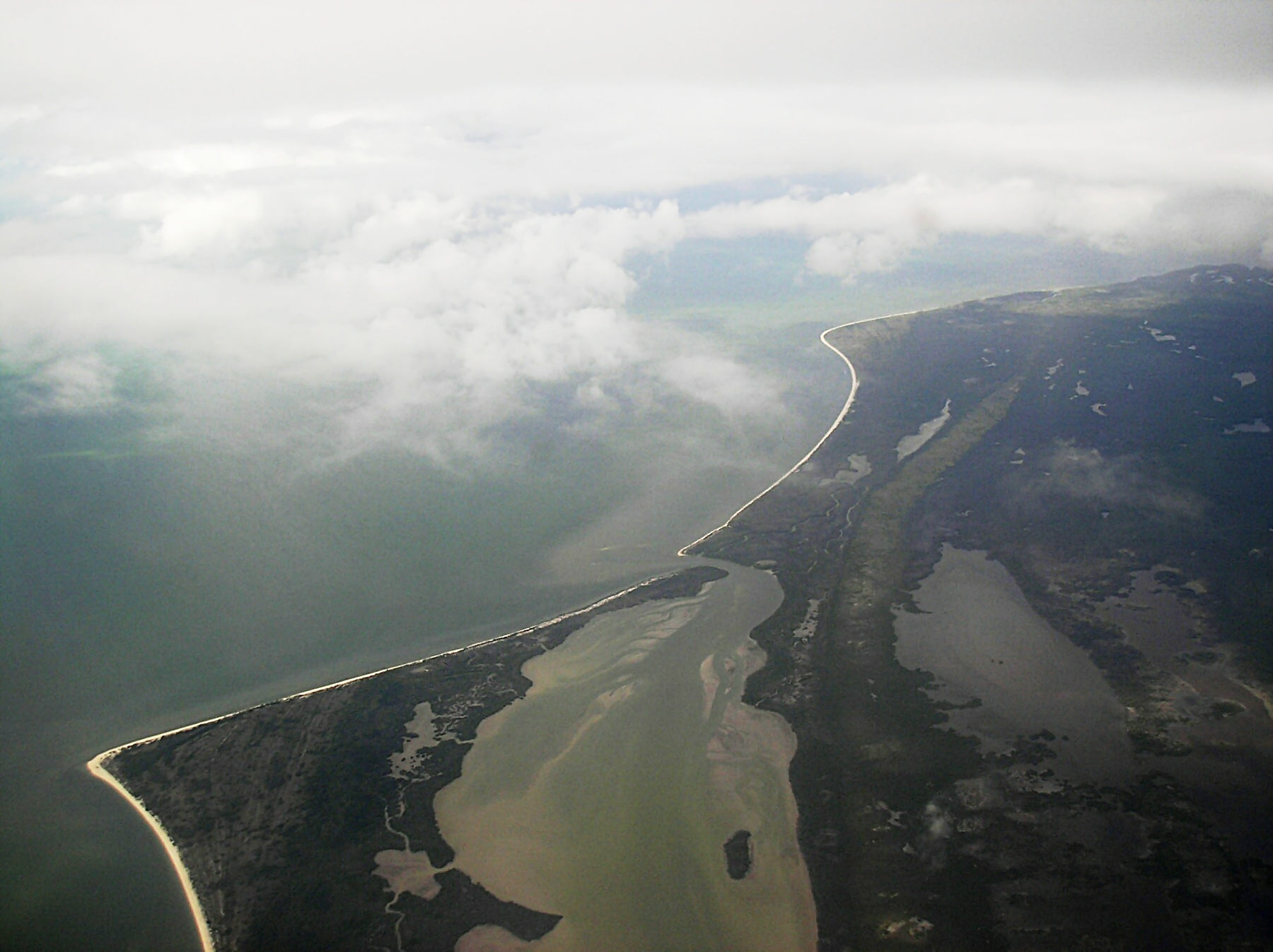
Ảnh chụp phần phía Tây Nam của Vườn quốc gia Everglades từ trên không.
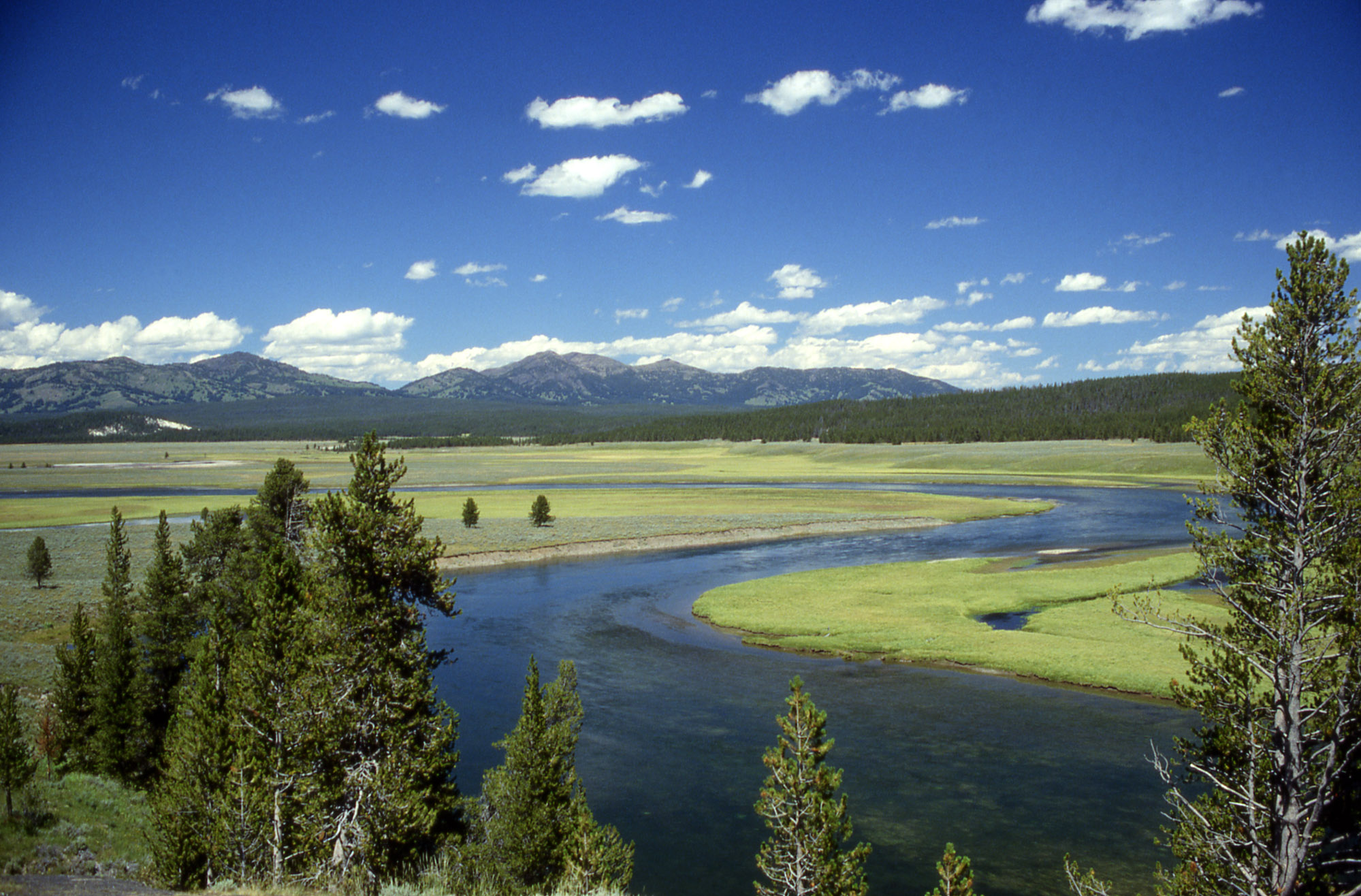
Phần phía Đông Bắc của Siêu núi lửa Yellowstone, một phần của Vườn quốc gia Yellowstone (Hoa Kỳ).
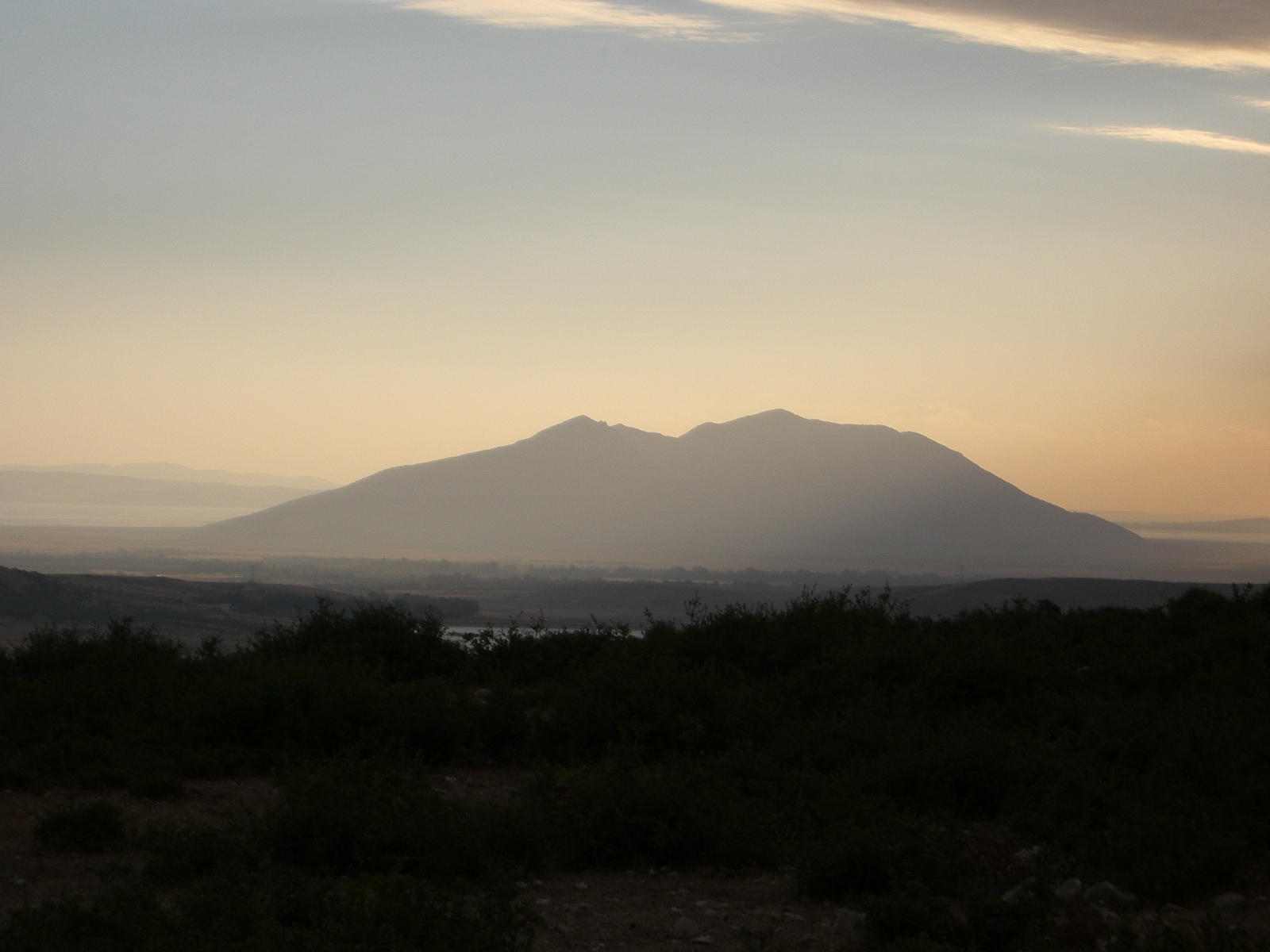
Vườn quốc gia Ichkeul tại Tunisia.
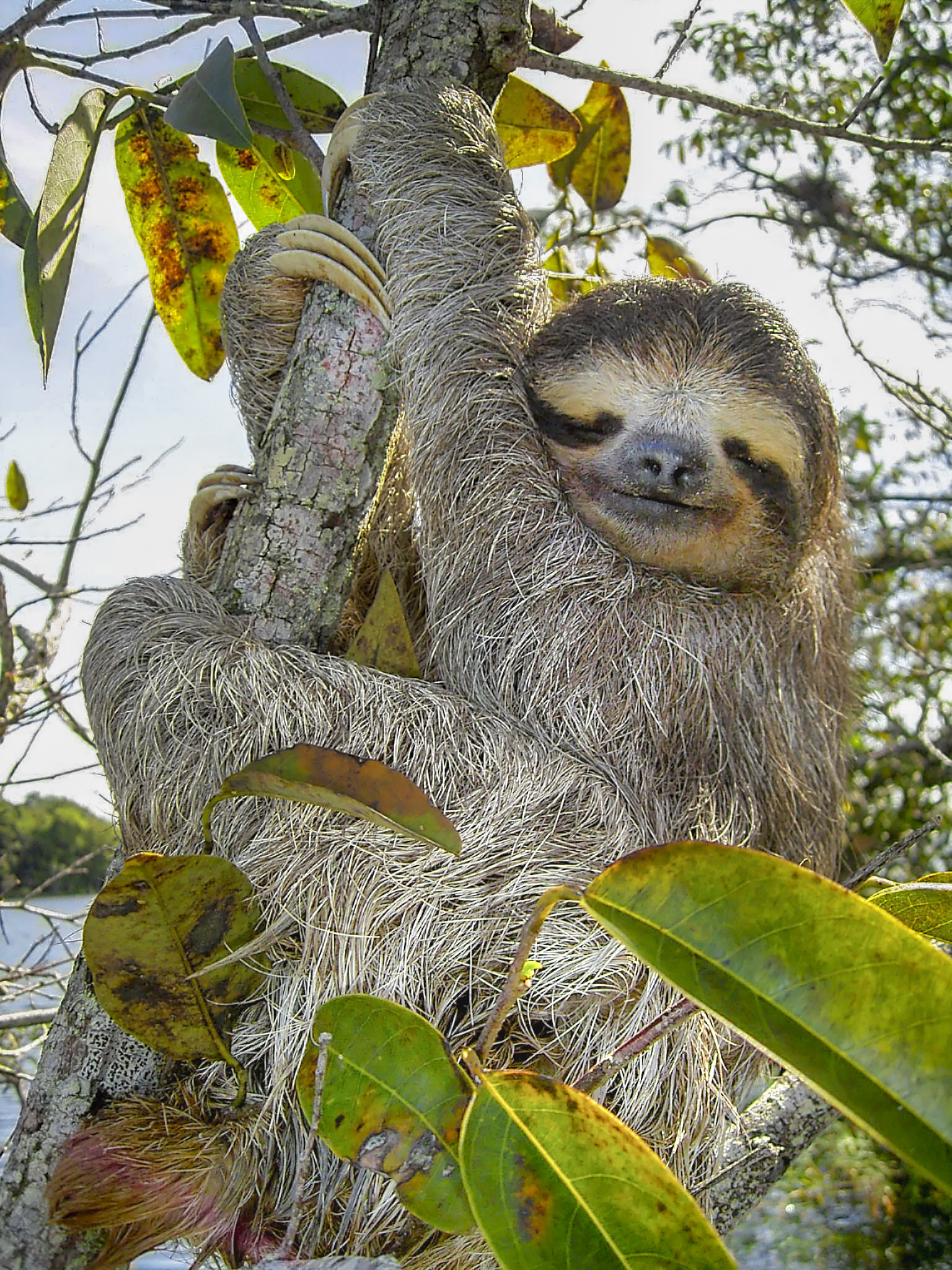
Một con lười cổ nâu trong Khu dự trữ sinh quyền Río Platano, Honduras.
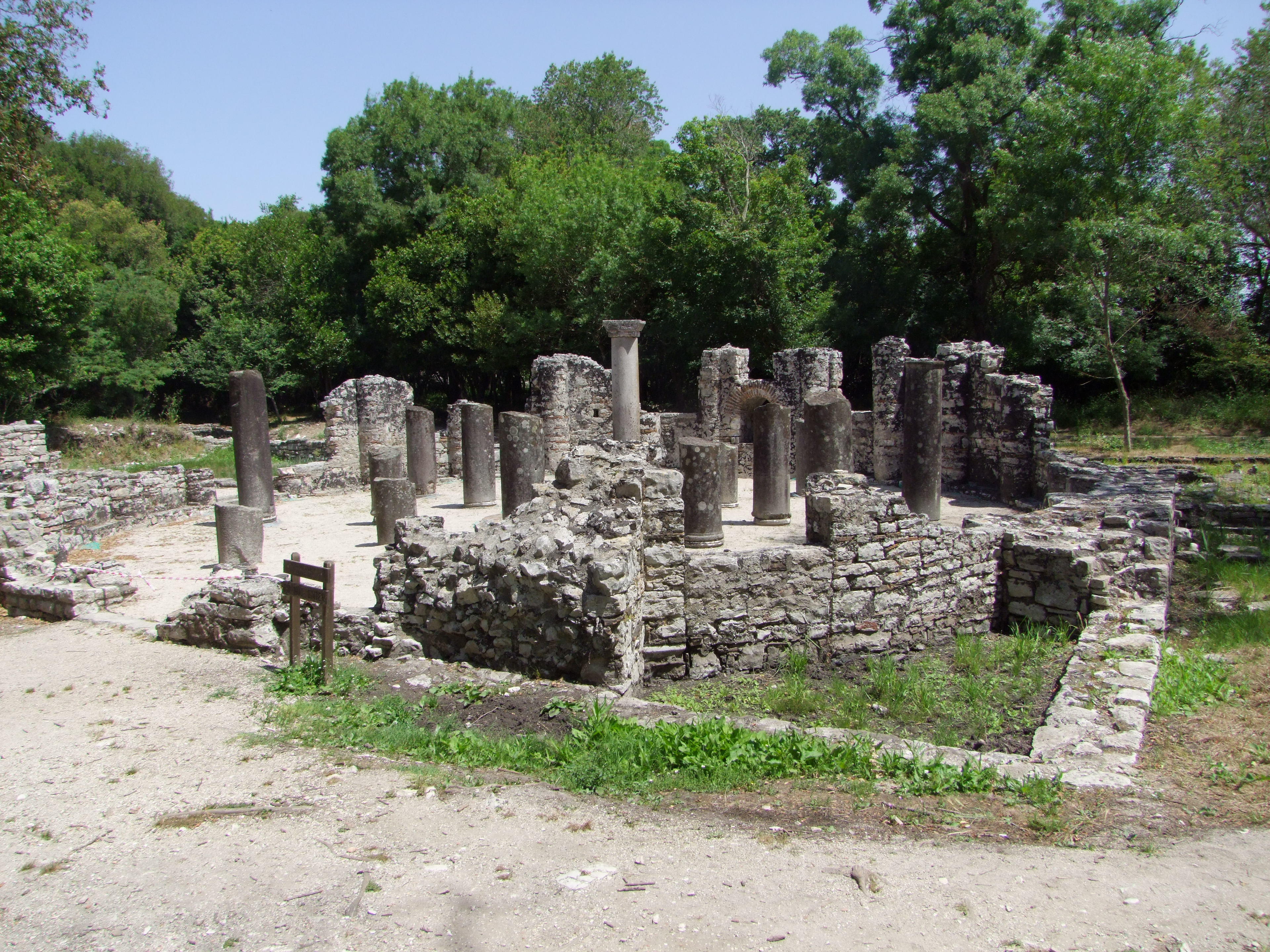
Nhà rửa tội ở Butrint, Albania.
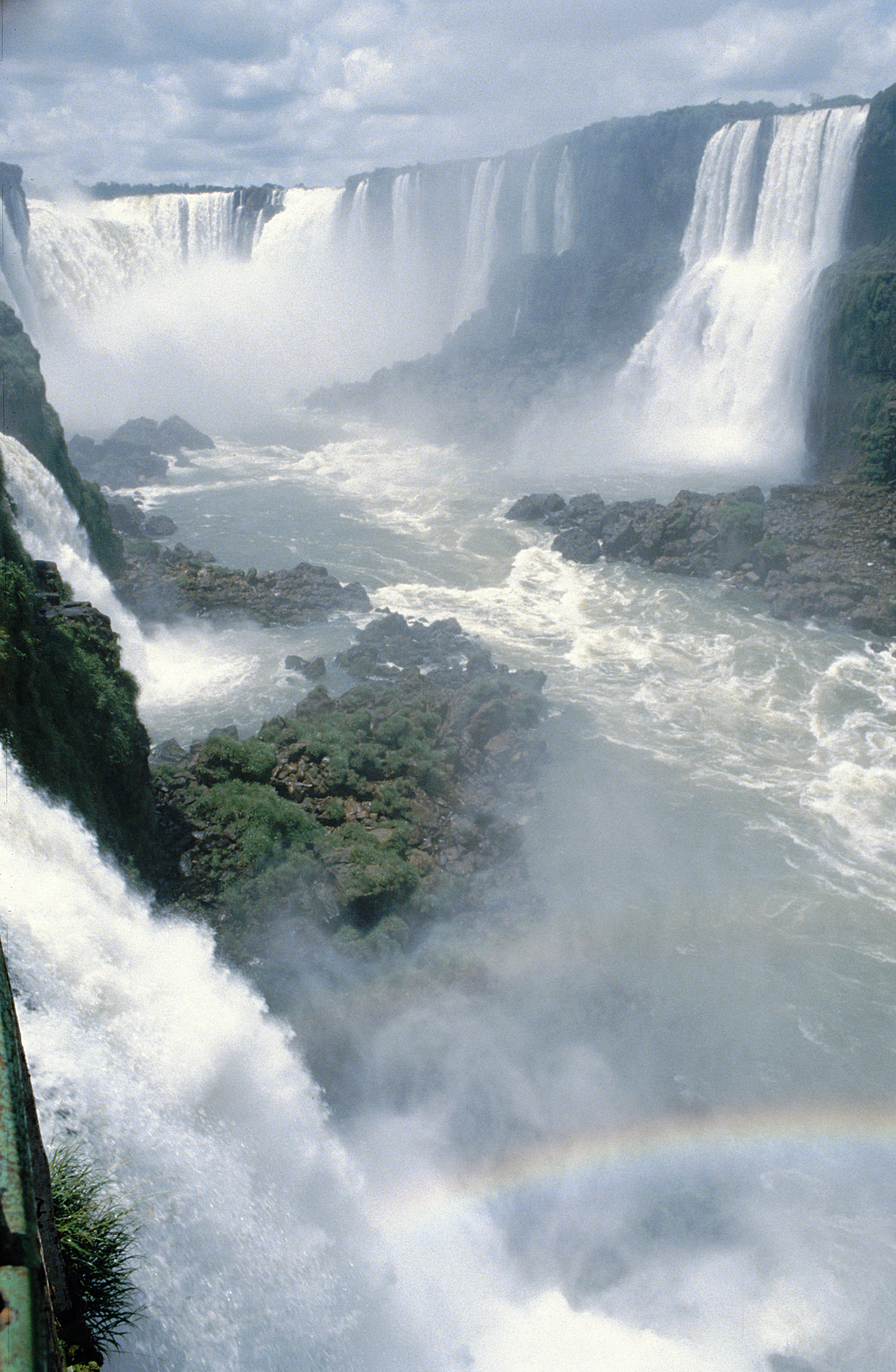
Vườn quốc gia Iguaçu (phần thác Iguazu thuộc Brazil)
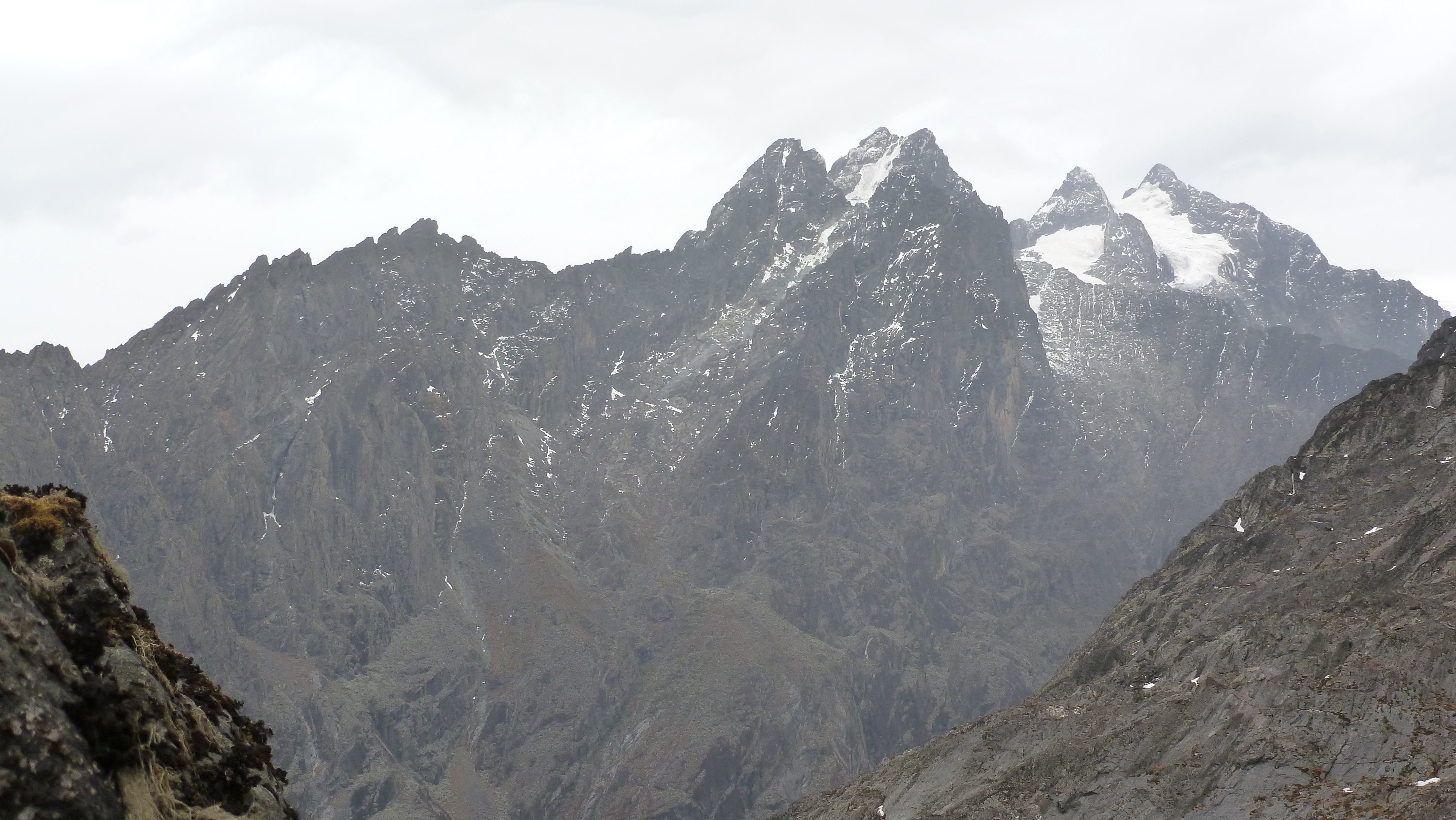
Đỉnh Stanley trong Vườn quốc gia núi Rwenzori, Uganda.
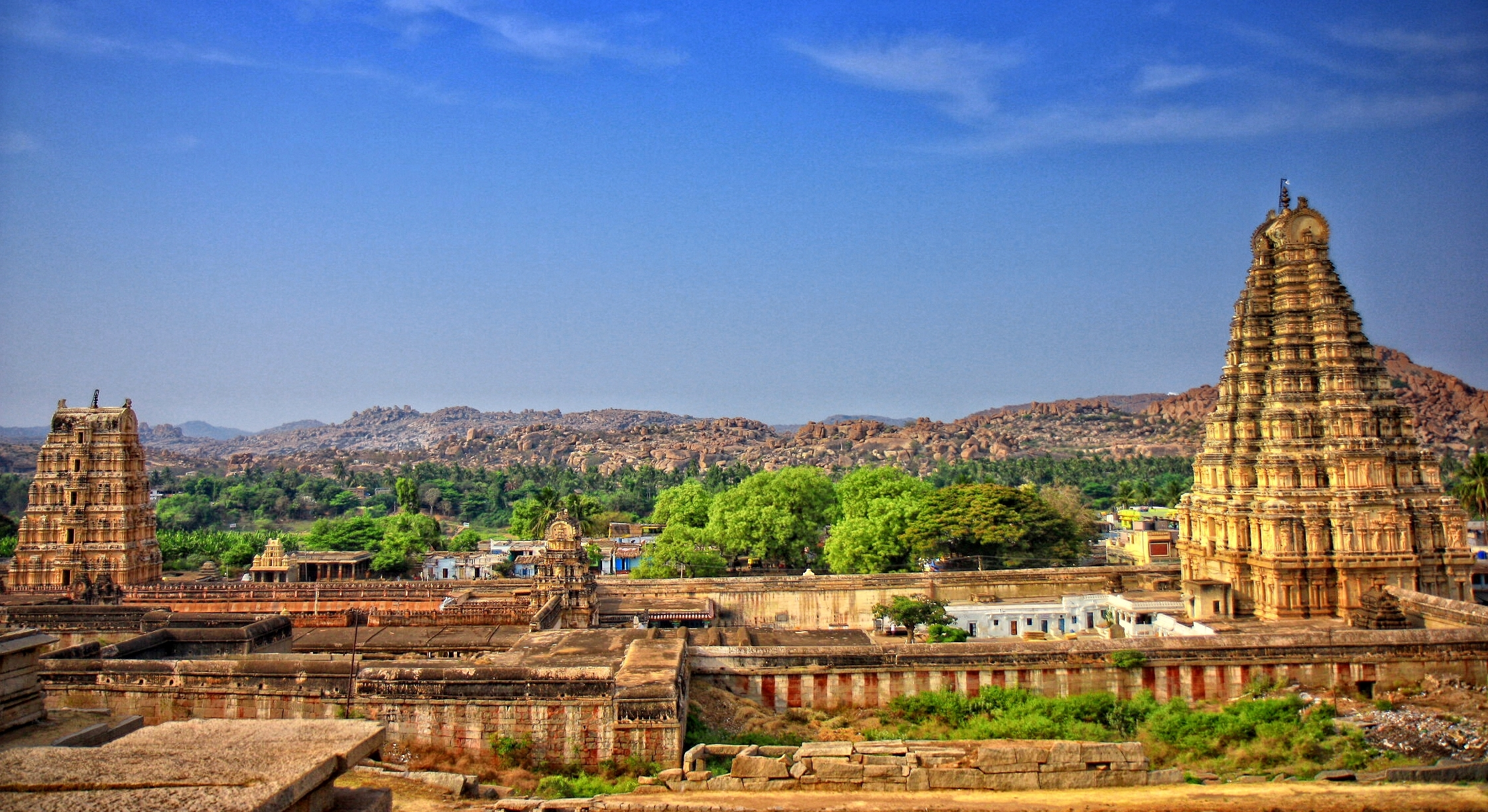
Đền Virupaksha ở Hampi, Ấn Độ.
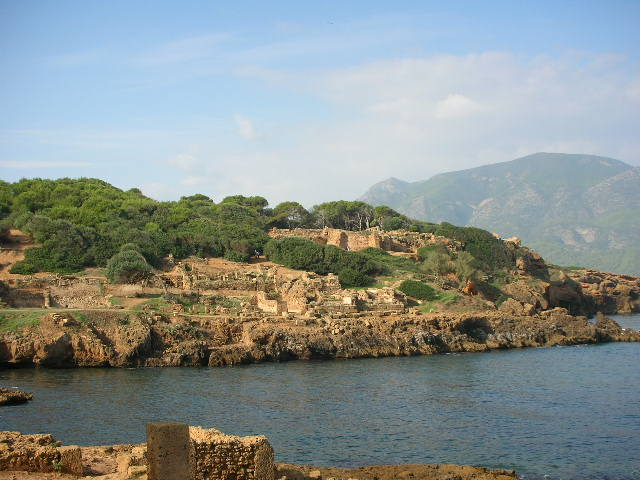
Tàn tích Tipasa nằm bên bờ biển Algérie.
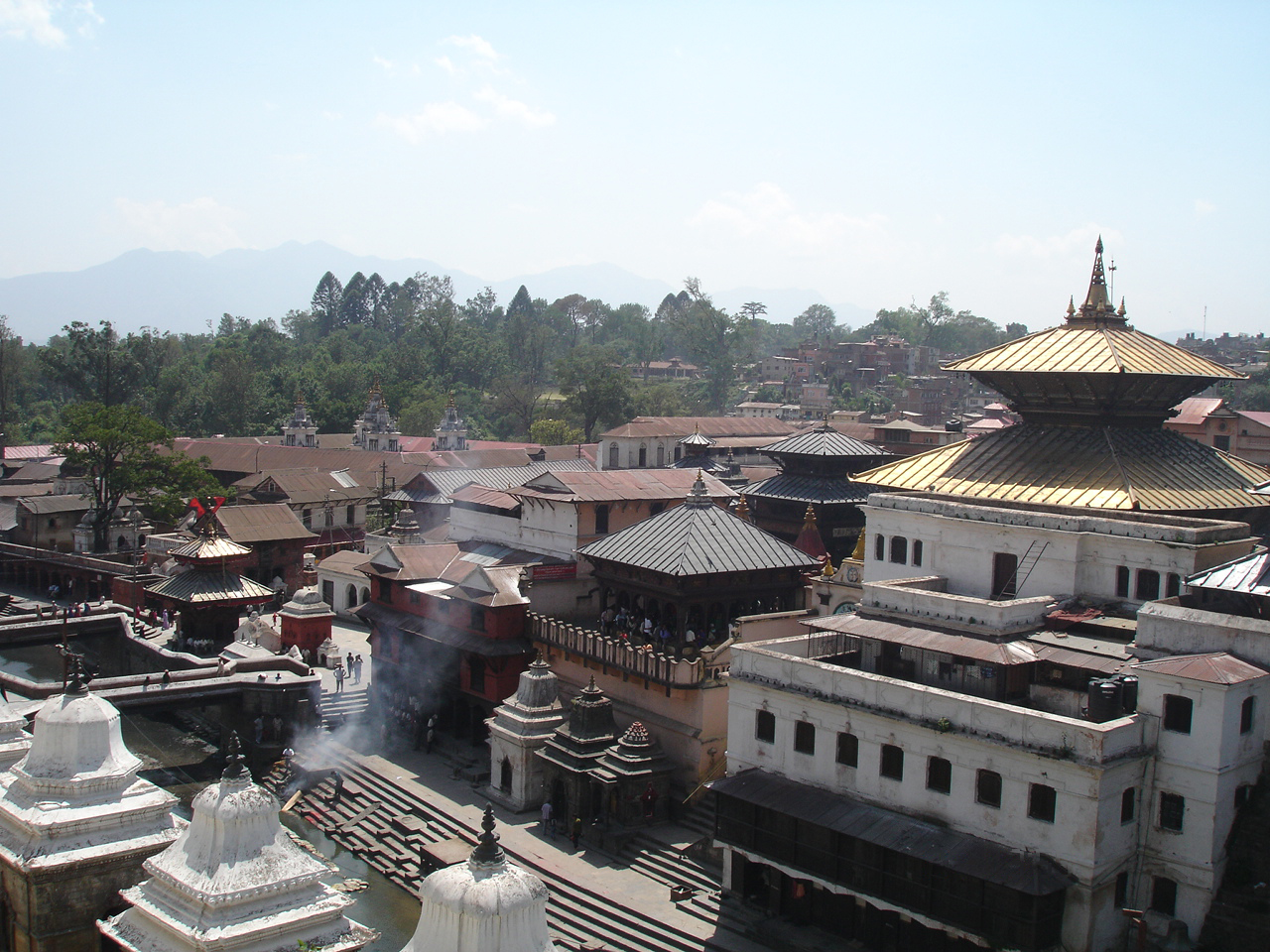
Đền thờ Pashupatinath tại Thung lũng Kathmandu, Nepal.
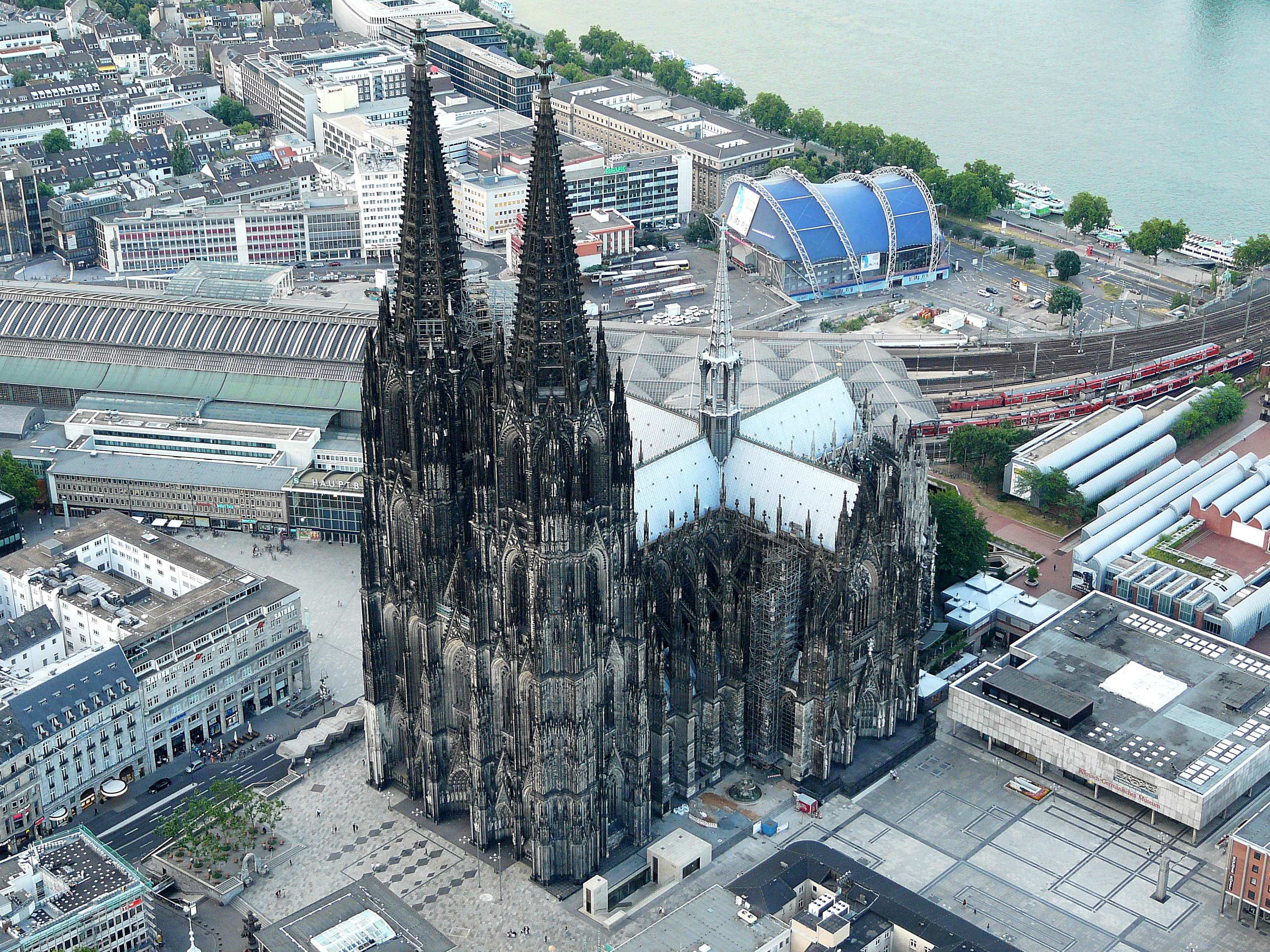
Nhà thờ lớn Köln nhìn từ trên cao.
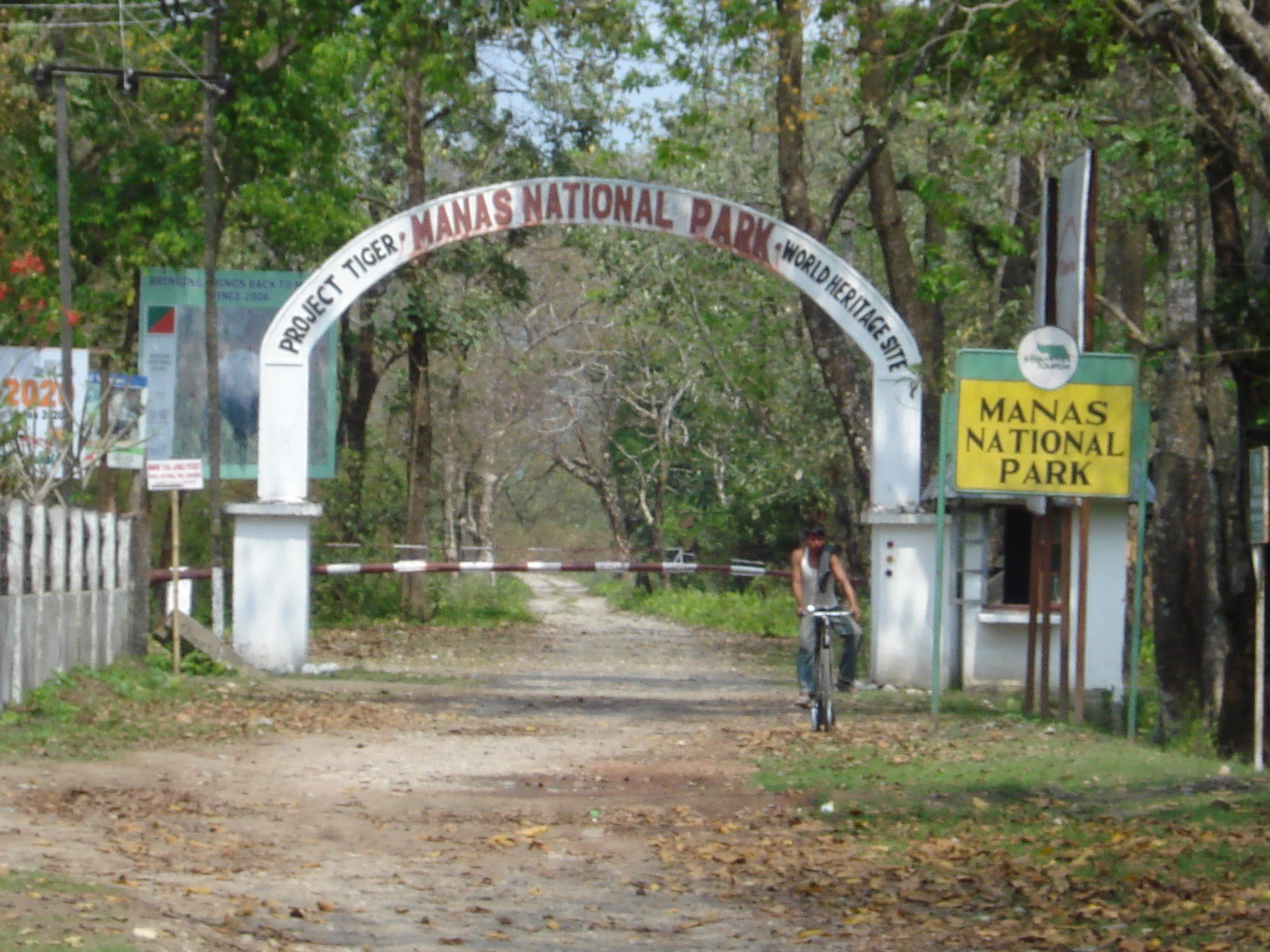
Cổng chính của Vườn quốc gia Manas, Ấn Độ.
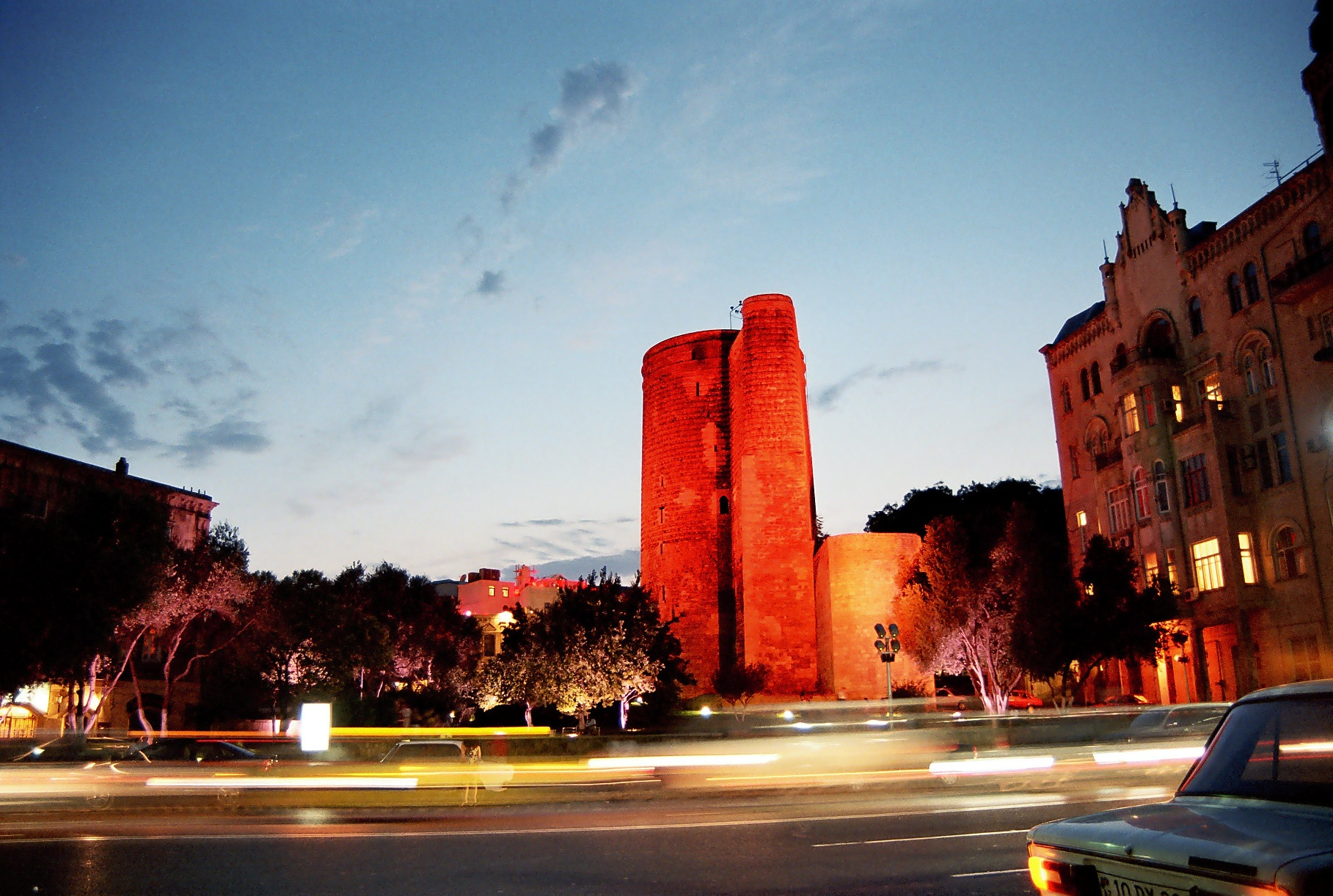
Tháp Maiden trong Thành cổ Baku ở Azerbaijan.
Bản đồ Quần đảo Galápagos, Ecuador.
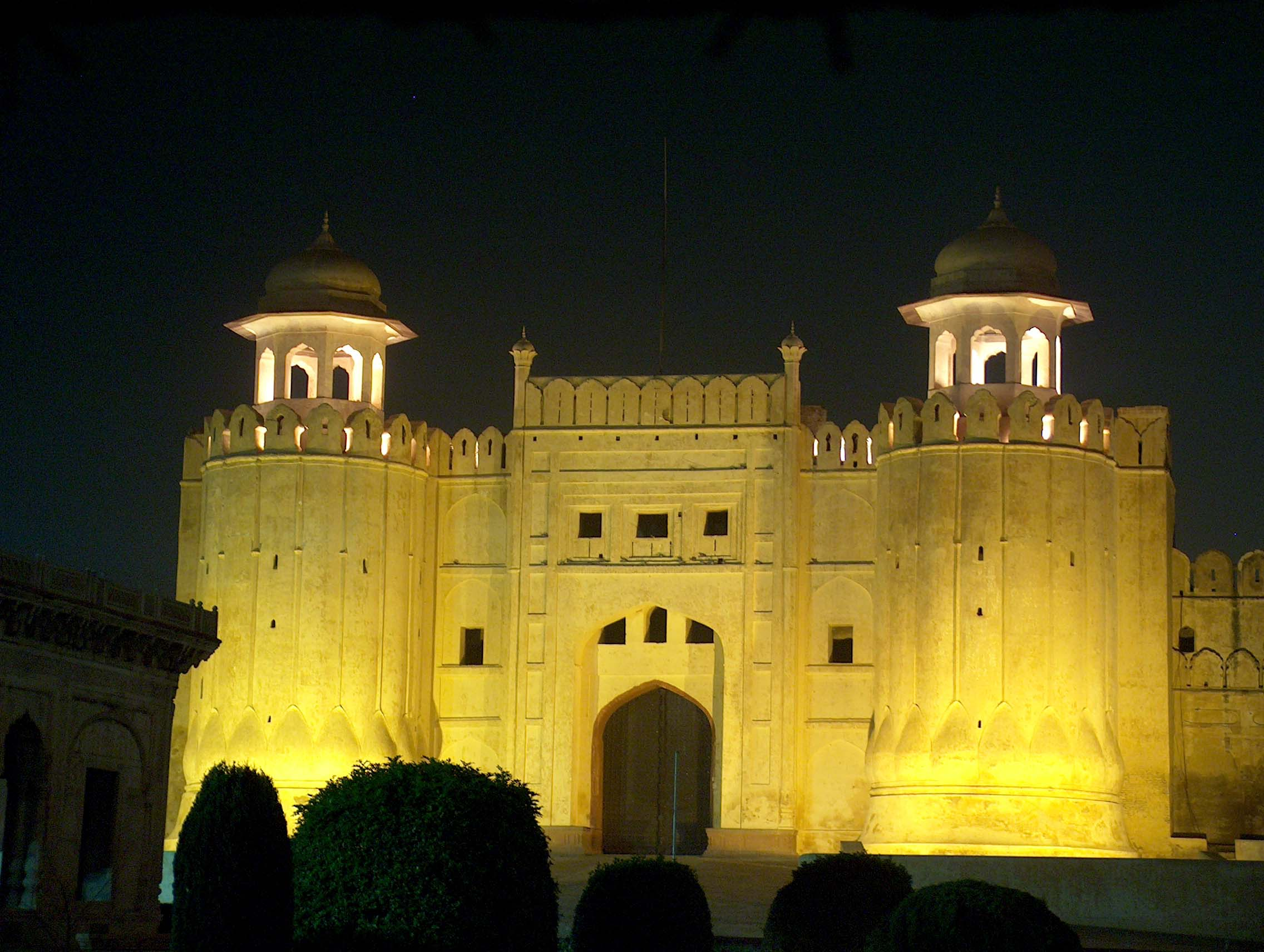
Pháo đài và khu vườn Shalamar ở Lahore (Pakistan).
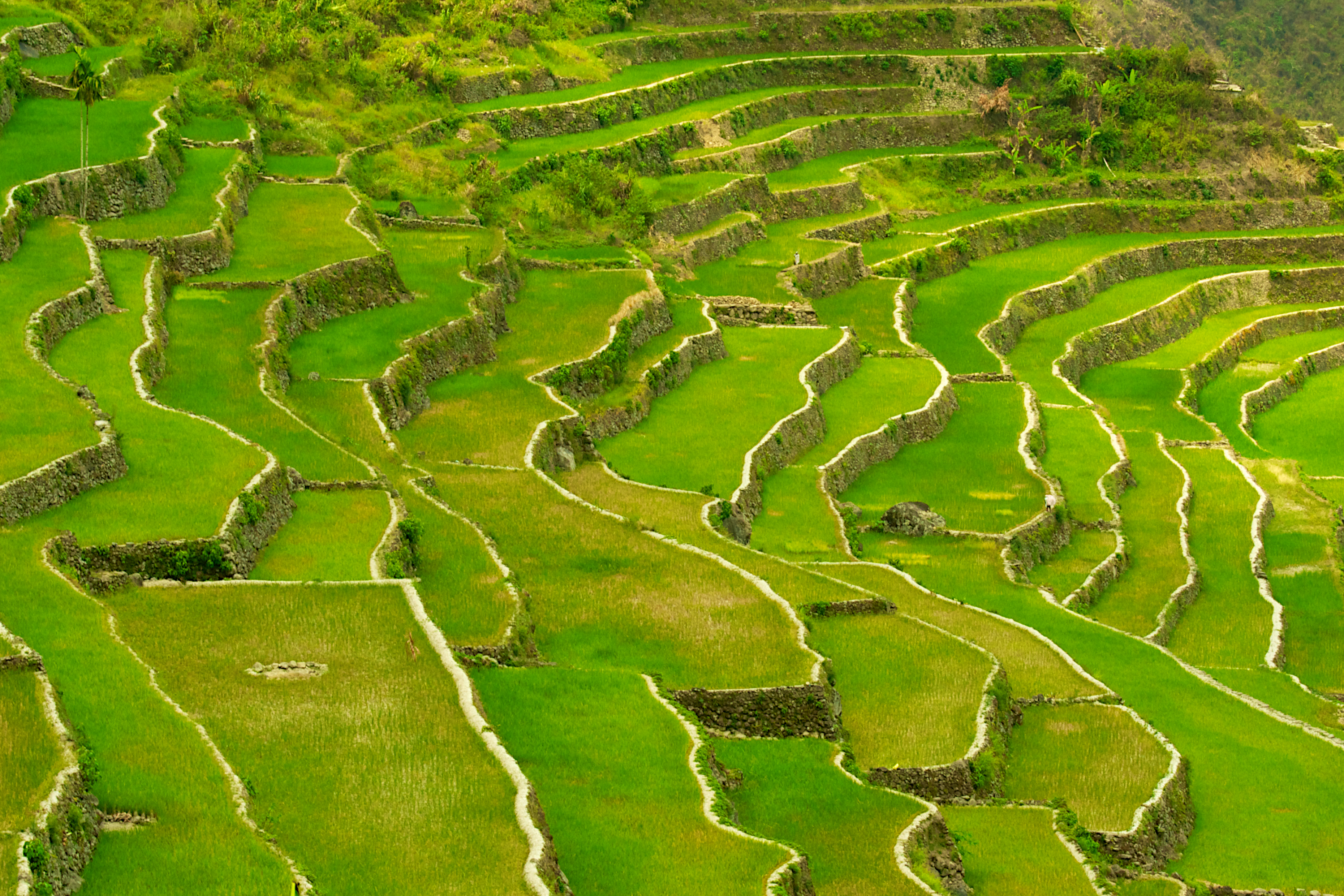
Ruộng bậc thang Batad, một trong số các ruộc bậc thang trên các dãy núi ở Philippines.
Thành trì Bam (Agr-é Bam) là cấu trúc xây bằng gạch sống lớn nhất thế giới.
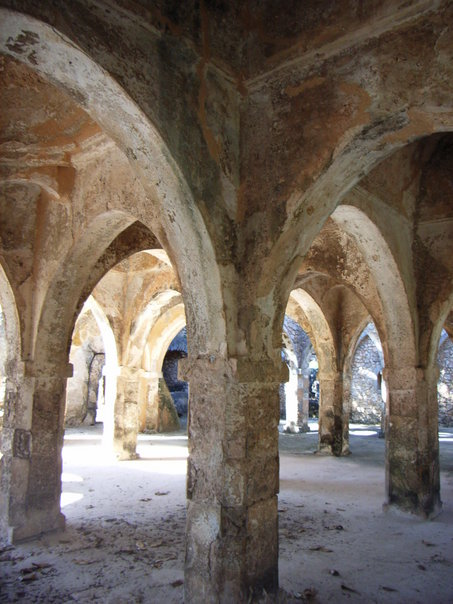
Khu phế tích Kilwa Kisiwani và Songo Mnara, Tanzania.
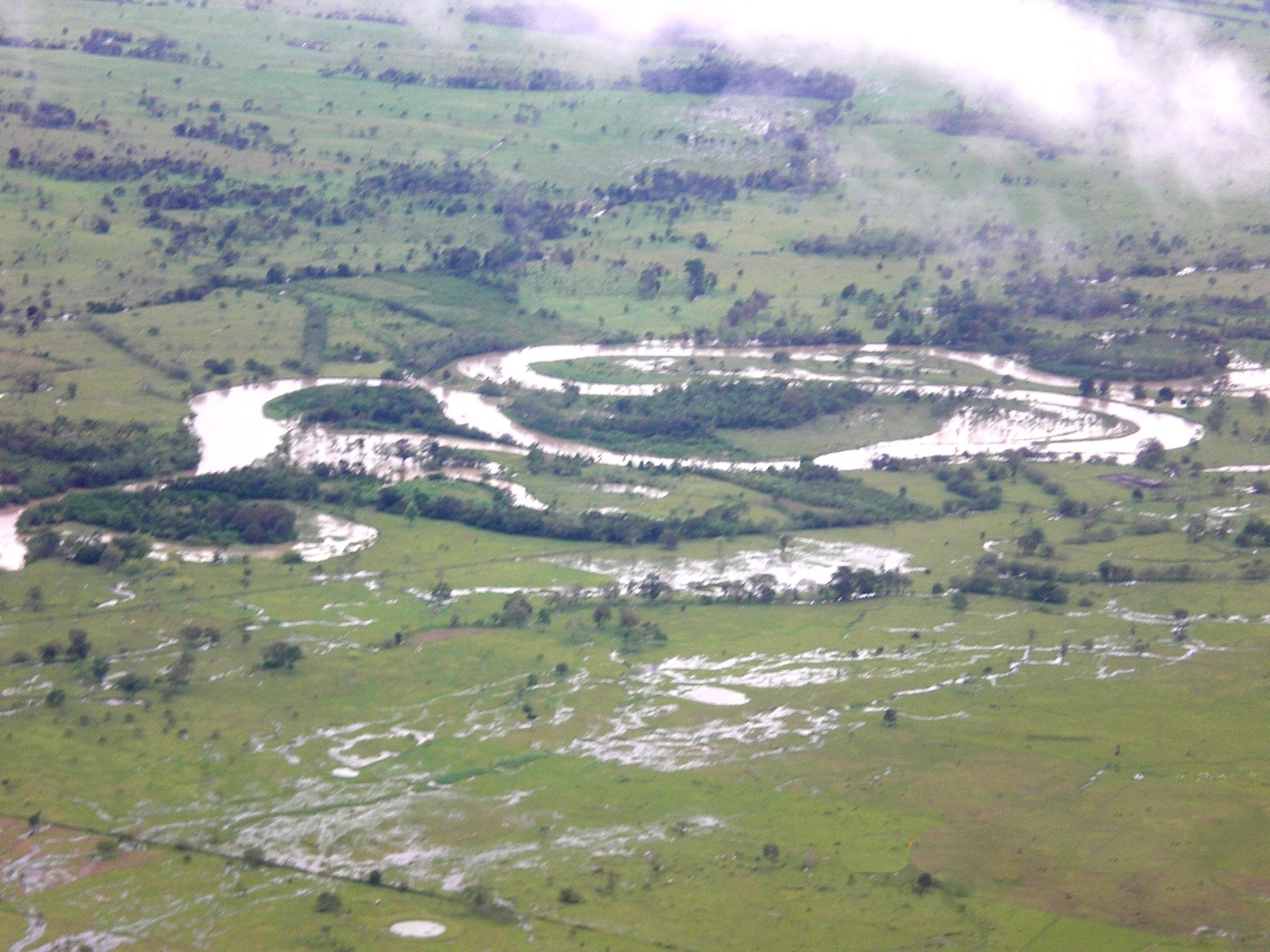
Sông Atrato chảy qua Vườn quốc gia Los Katíos.
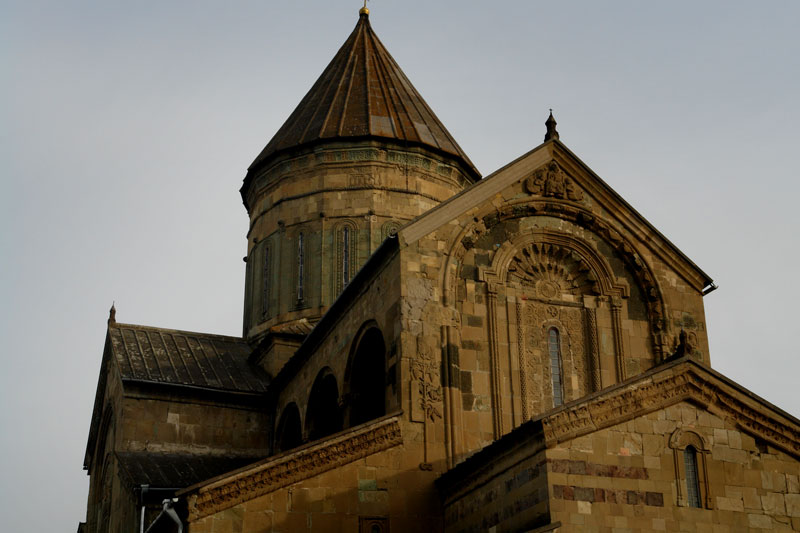
Nhà thờ chính tòa Svetitskhoveli ở Mtskheta
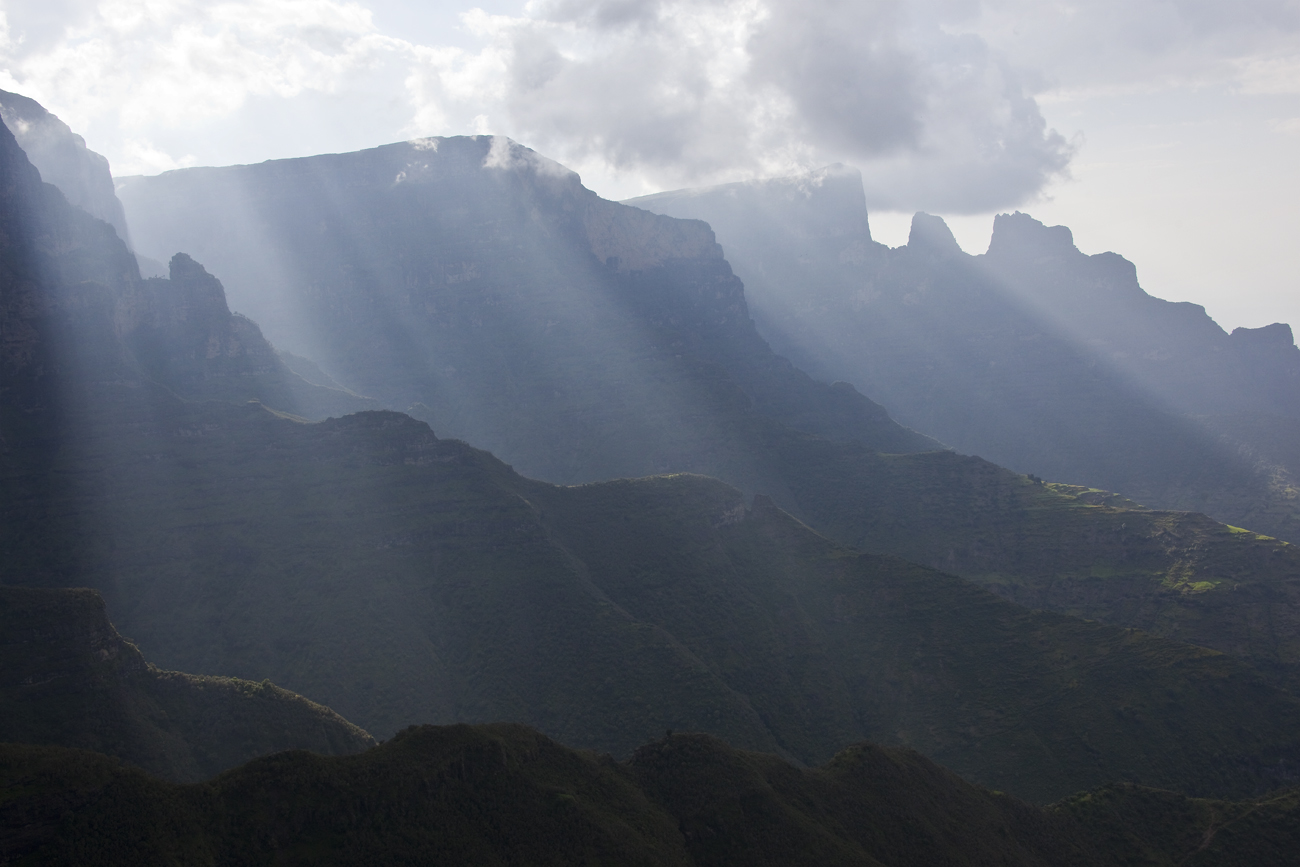
Dãy núi Semien ở Etiopia.
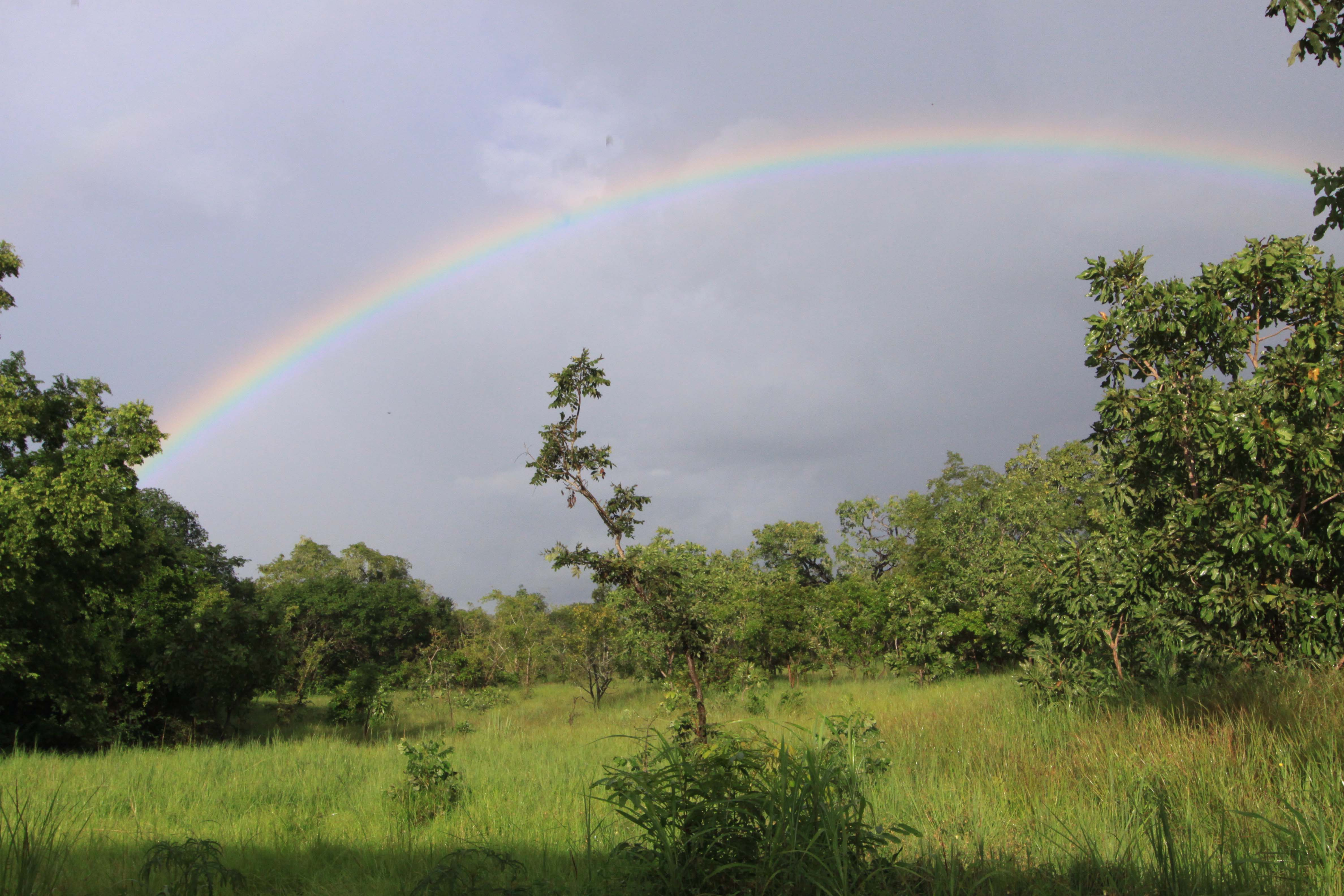
Vườn quốc gia Comoe ở Bờ Biển Ngà.
Tu viện Gelati
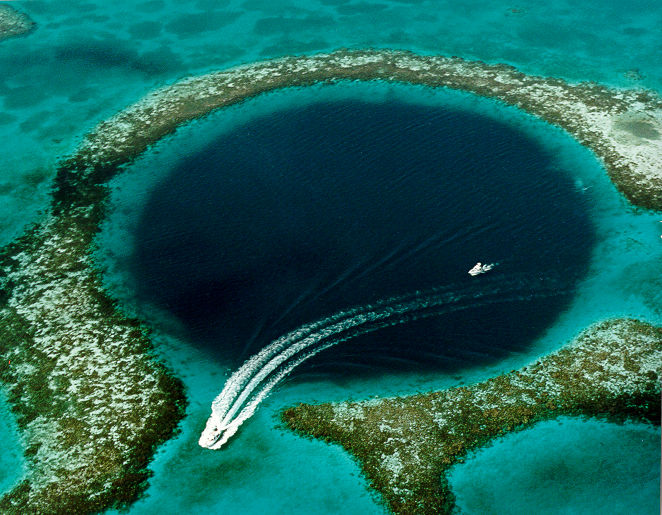
Hố Xanh Lớn ở rạn san hô Belize.
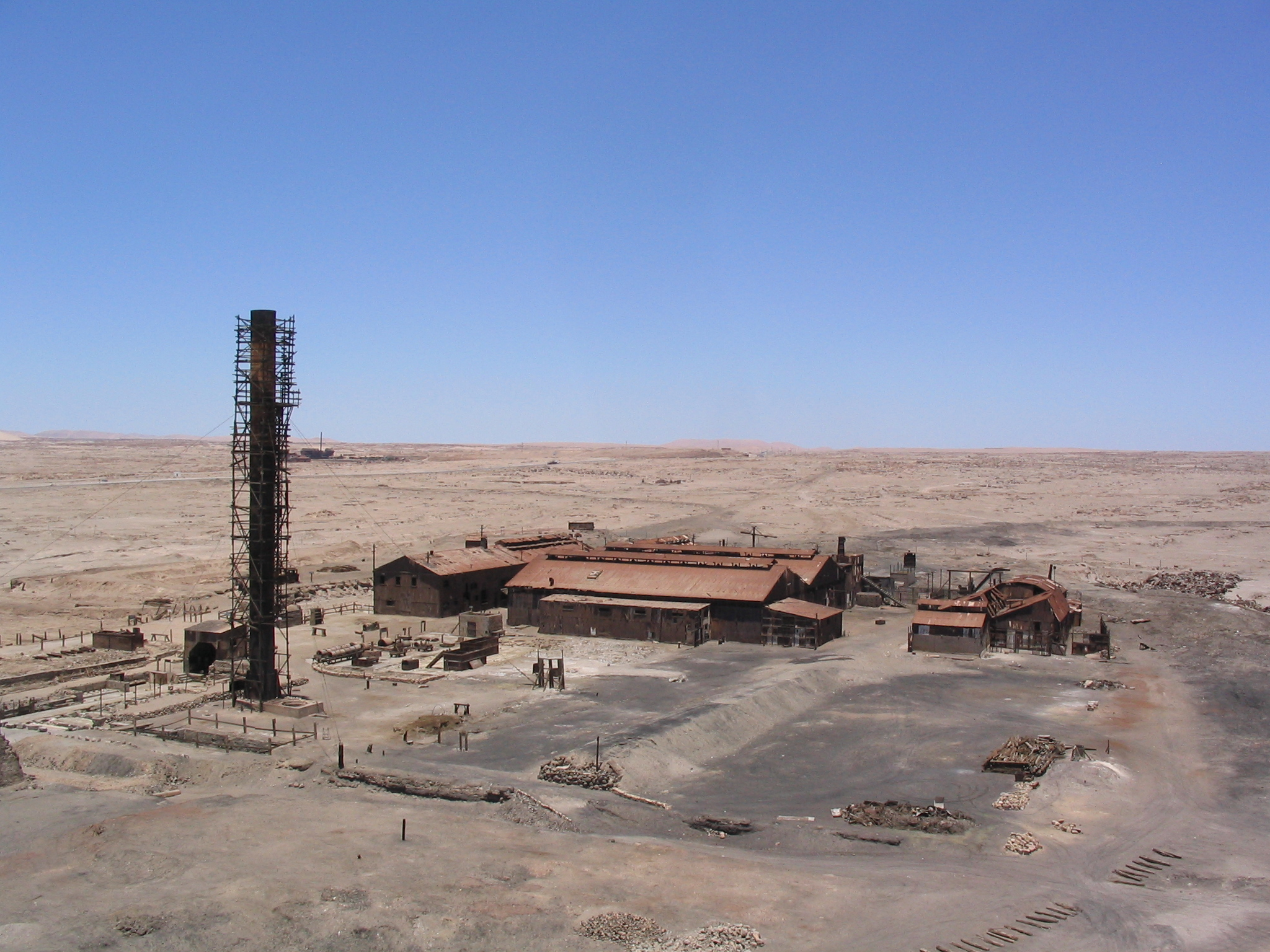
Các xưởng diêm tiêu Humberstone và Santa Laura
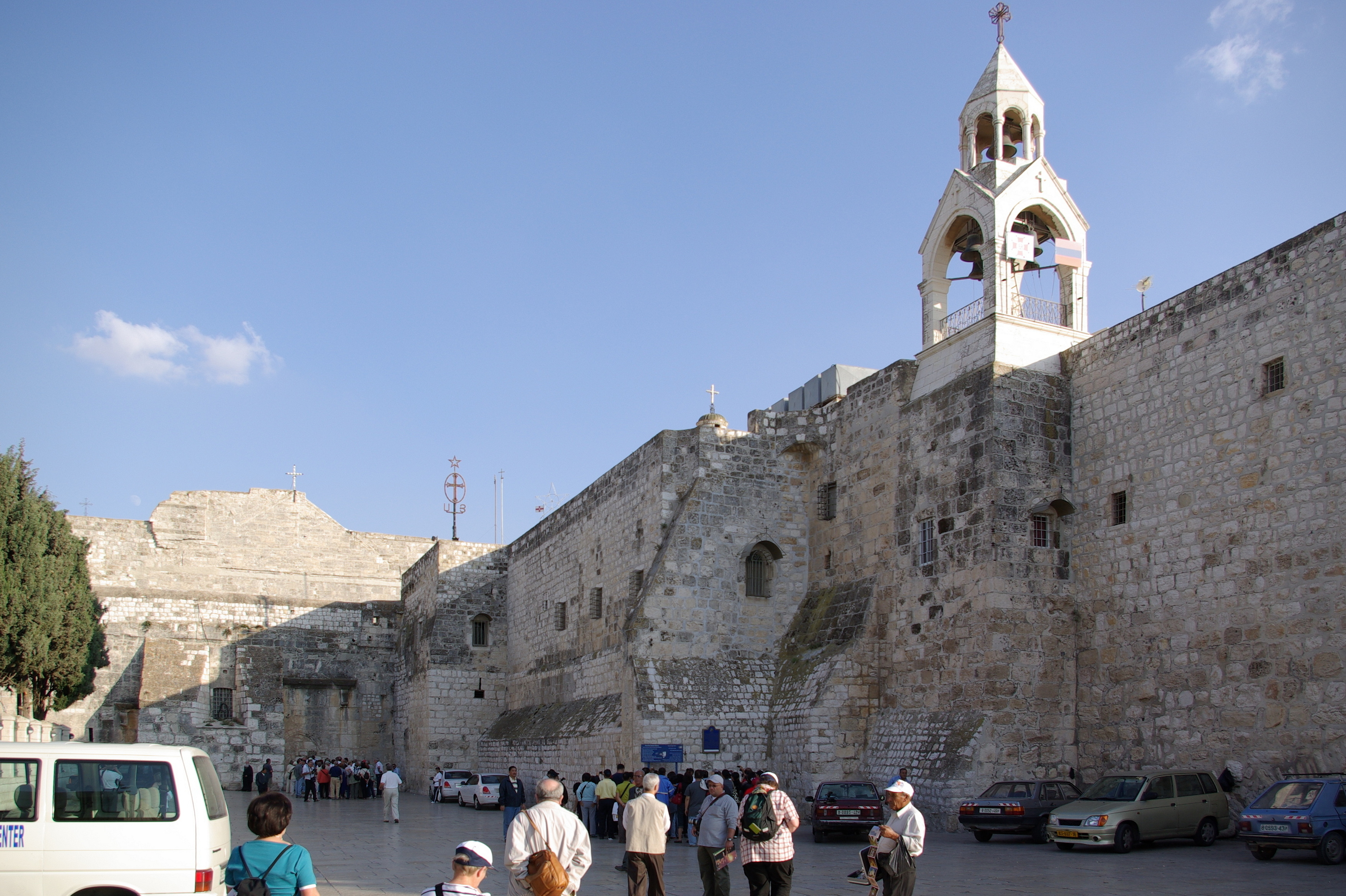
Nhà thờ Giáng Sinh và đường hành hương tại Bethlehem